# Gdańsk

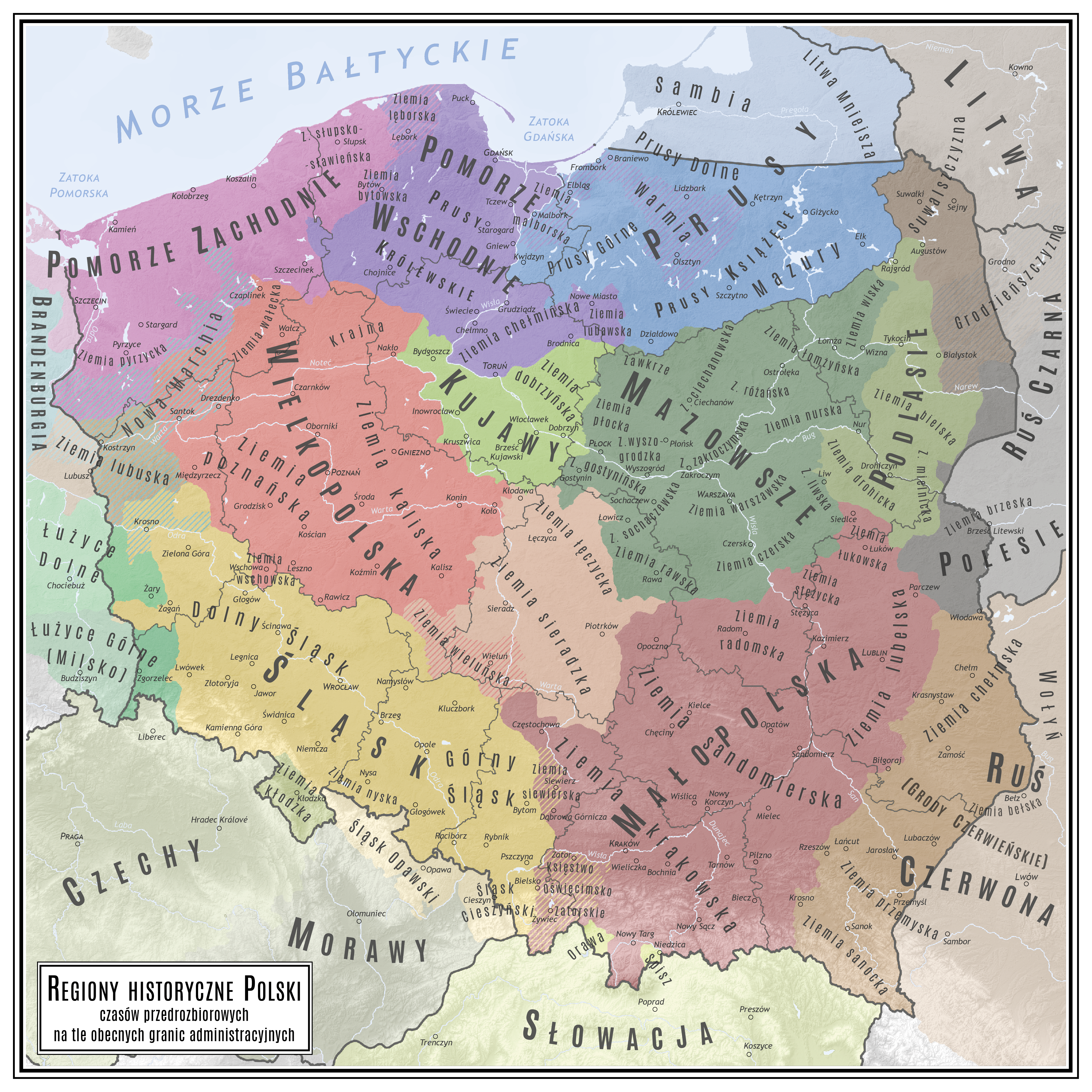
Gdańsk, Pomorze Wschodnie i inne krainy historyczne Polski na tle współczesnych granic administracyjnych

Gdańsk (kaszub. Gduńsk; niem. Danzig; łac. Gedania, Gedanum, Dantiscum; niderl. Danswĳk) – miasto na prawach powiatu w północnej Polsce w województwie pomorskim, położone nad Morzem Bałtyckim u ujścia Motławy do Wisły nad Zatoką Gdańską, największe pod względem powierzchni miasto w kraju. Centrum kulturalne, naukowe i gospodarcze oraz węzeł komunikacyjny północnej Polski, stolica województwa pomorskiego. Ośrodek gospodarki morskiej z drugim co do wielkości portem handlowym Morza Bałtyckiego.
Gdańsk z 488 651 mieszkańcami zajmuje szóste miejsce w Polsce pod względem liczby ludności, a pierwsze miejsce pod względem powierzchni – 683 km². Ośrodek aglomeracji trójmiejskiej, nazywanej też gdańską, wraz z Gdynią i Sopotem tworzy Trójmiasto.
Jest to miasto o ponadtysiącletniej historii, którego tożsamość na przestrzeni wieków kształtowała się pod wpływem różnych kultur. Gdańsk był również największym miastem Rzeczypospolitej Obojga Narodów, miastem królewskim i hanzeatyckim, posiadał prawo do czynnego uczestnictwa w akcie wyboru króla, w XVI w. był najbogatszym w Rzeczypospolitej. Obywatelstwo Gdańska dawało przywilej do posiadania ziemi. Należał do niezależnego terytorium miasta Gdańska, położony był w drugiej połowie XVI wieku w województwie pomorskim. Miasto było też ważnym ośrodkiem kulturalnym. W latach 1920–1939 istniało autonomiczne miasto-państwo Wolne Miasto Gdańsk, pod ochroną Ligi Narodów. Gdańsk uznawany jest za symboliczne miejsce wybuchu II wojny światowej oraz początku upadku komunizmu w Europie Środkowej. W mieście działa wiele instytucji i placówek kulturalnych.
W Gdańsku odbywają się największe na świecie międzynarodowe targi bursztynu i wyrobów bursztynowych Amberif.

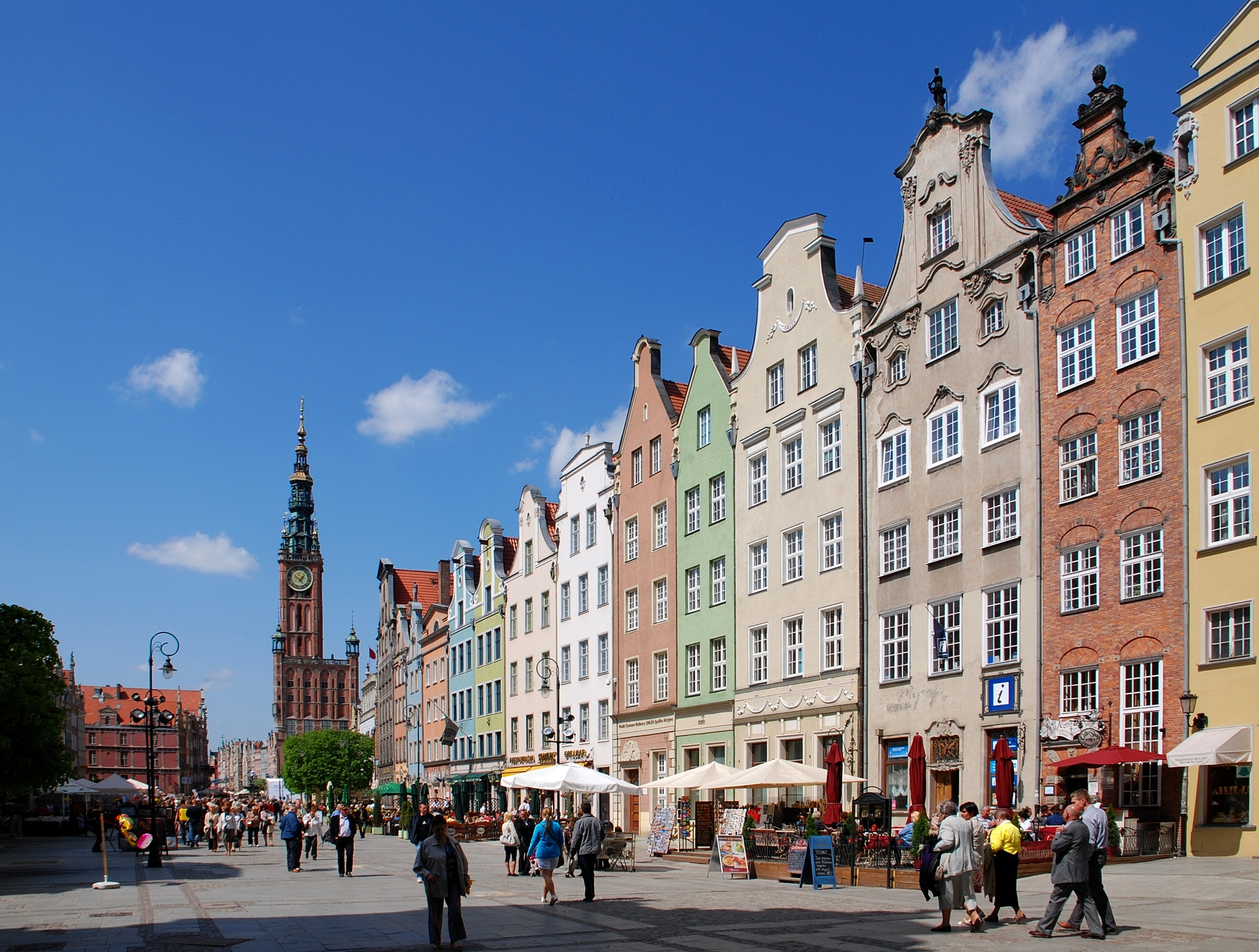
Długi Targ i Ratusz
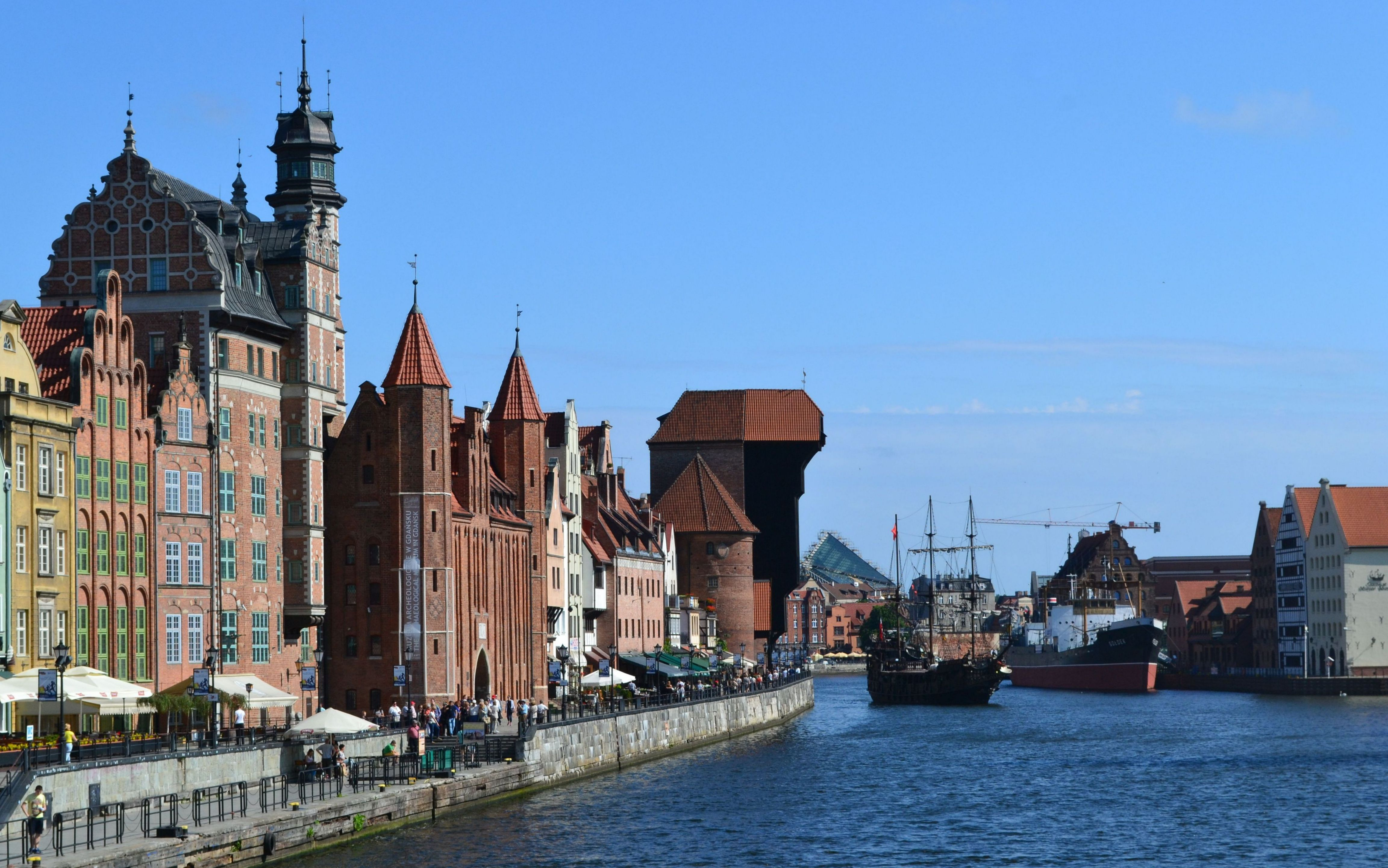
Długie Pobrzeże
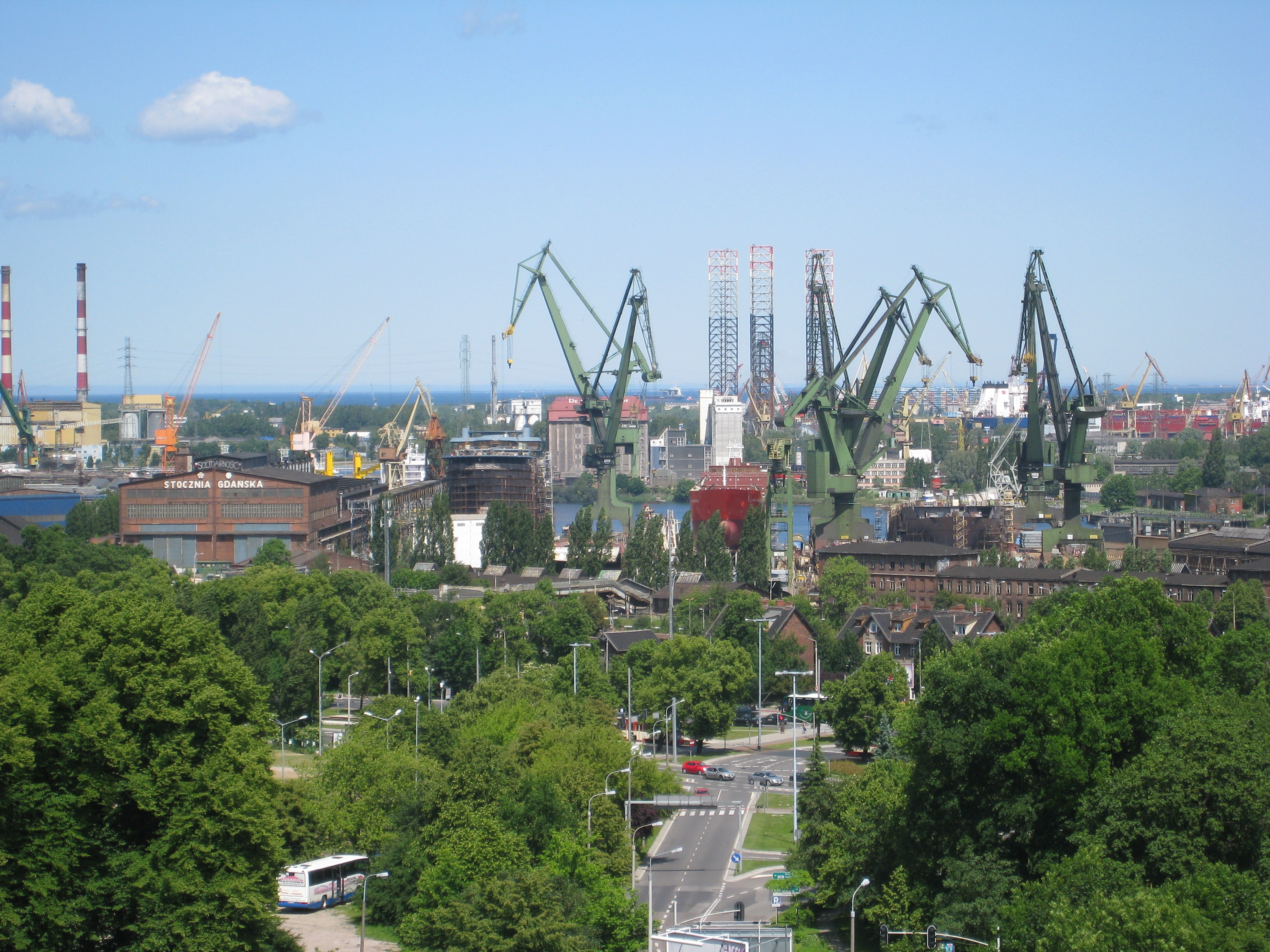
Stocznia Gdańska
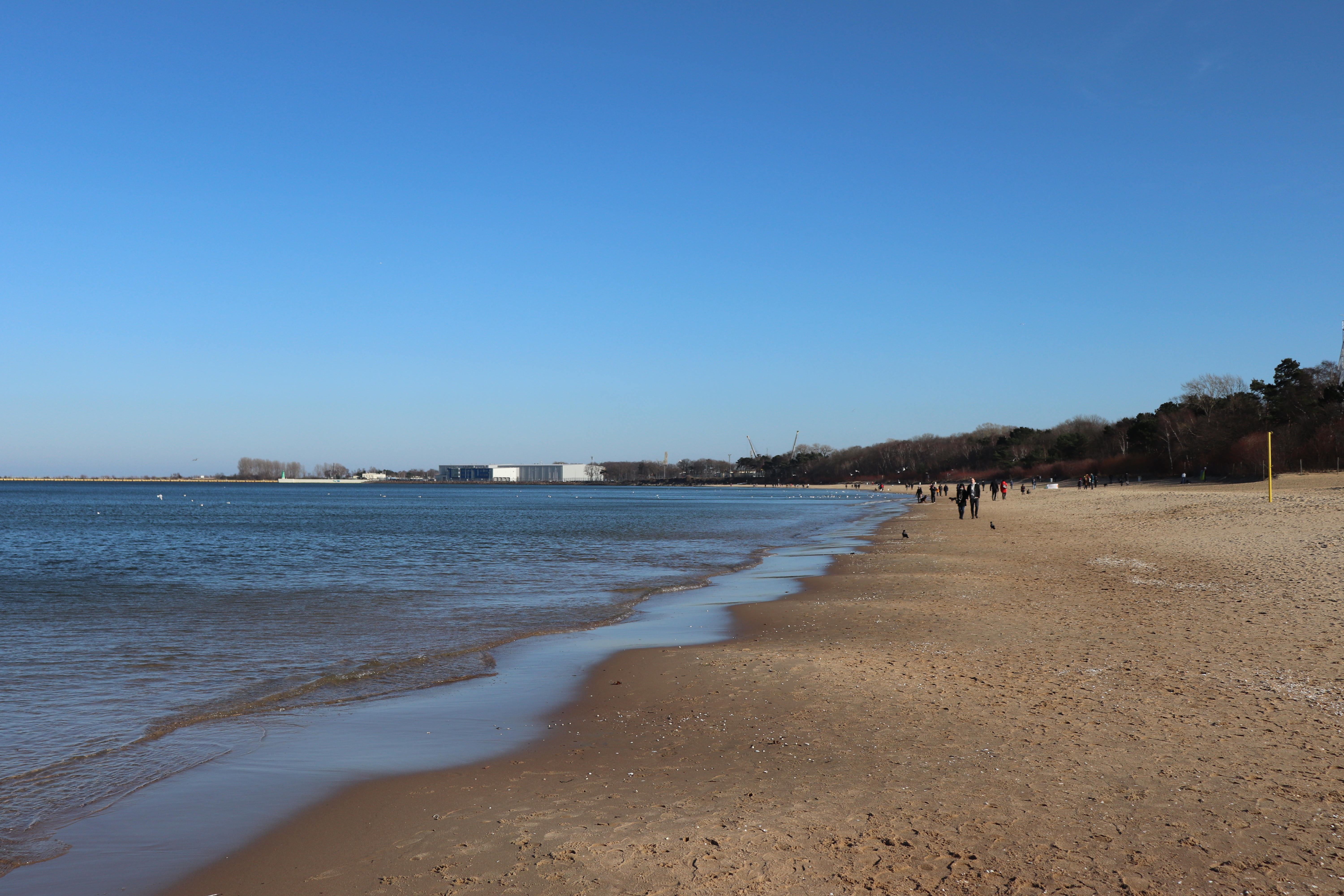
Plaża w Brzeźnie
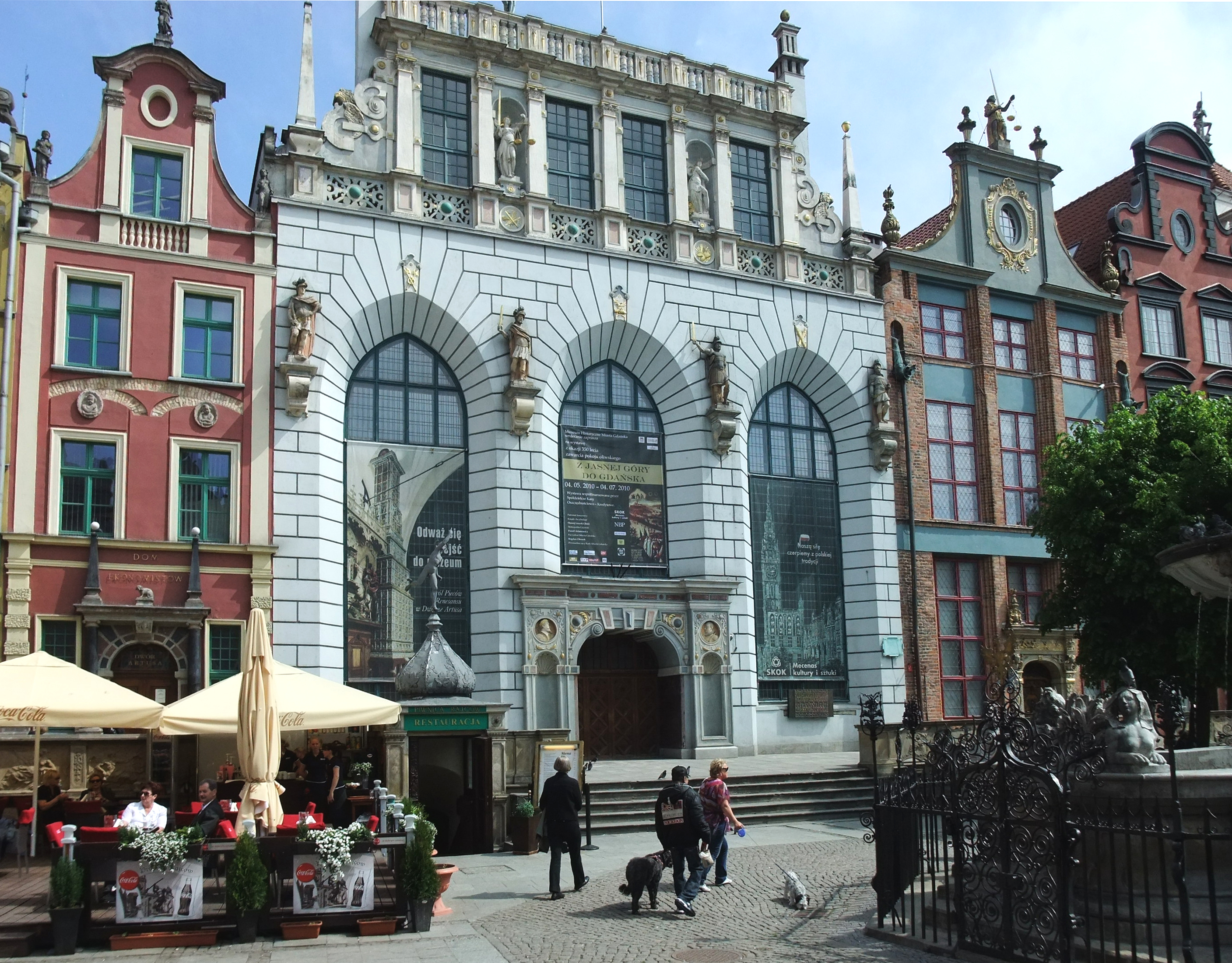
Dwór Artusa
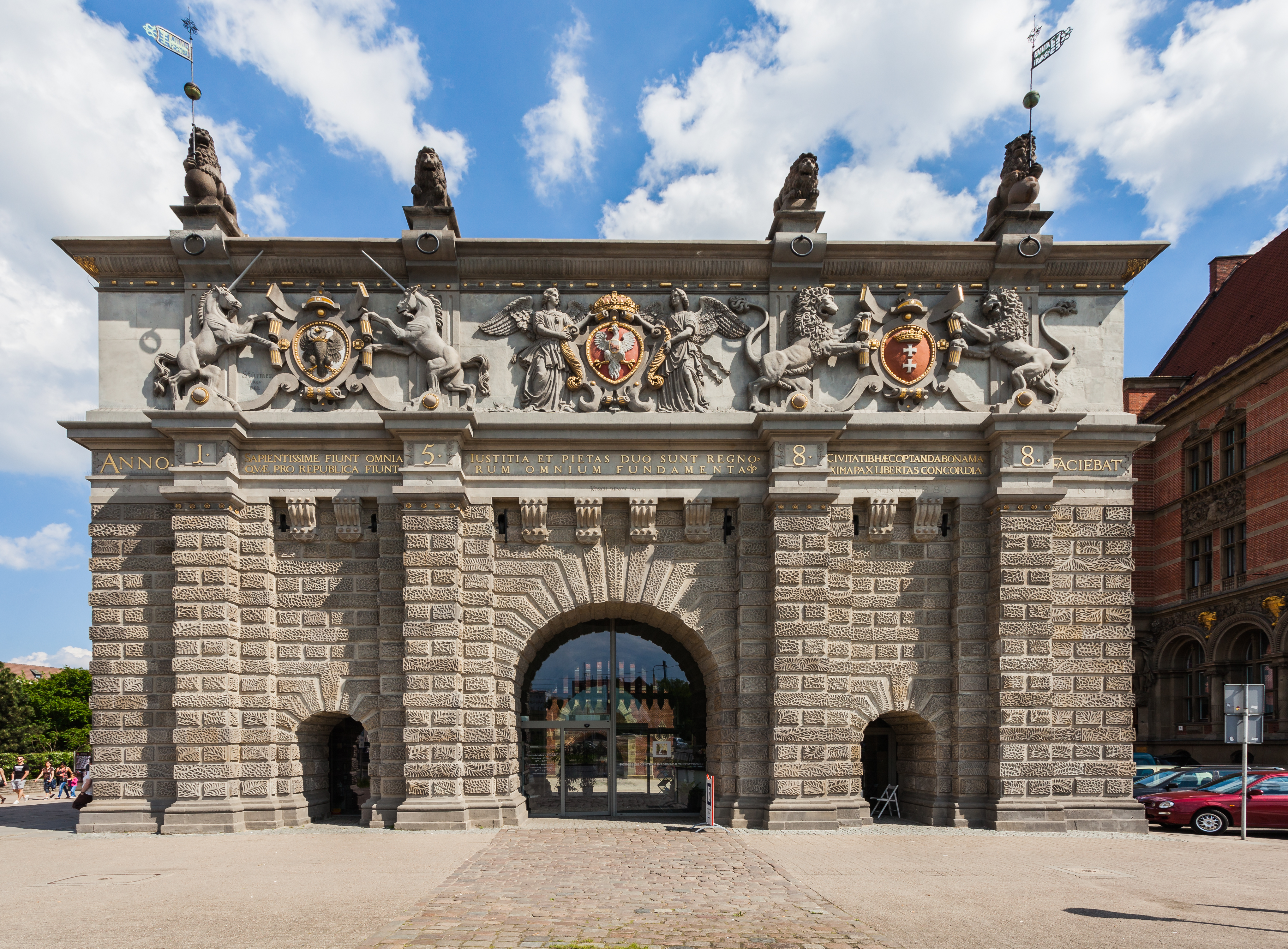
Brama Wyżynna

## Geografia

### Warunki naturalne
Miasto jest położone nad Zatoką Gdańską, u ujścia Motławy do Wisły. Gdańsk leży na Żuławach Wiślanych, nadbrzeżna jego cześć na Mierzei Wiślanej, a zachodnie jego krańce na Pobrzeżu Kaszubskim i Pojezierzu Kaszubskim. Położenie Gdańska w obrębie czterech odmiennych jednostek fizycznogeograficznych powoduje duże zróżnicowanie przestrzenne warunków środowiska przyrodniczego na jego terenie. Na ukształtowanie terenu, układ hydrograficzny i parametry klimatyczne wpływa ponadto położenie miasta w strefie nadmorskiej, charakteryzującej się specyficznym oddziaływaniem morza na środowisko przyrodnicze lądu.
Rozciągłość południkowa miasta wynosi 19,1 kilometra, a równoleżnikowa 33,9 kilometra.

### Klimat
Klimat w rejonie Gdańska uzależniony jest od morza, które działa jak pompa cieplna – latem odbiera ciepło, a zimą je oddaje. Skutkiem tego wiosna zaczyna się stosunkowo późno (w maju), temperatury powietrza latem są niższe od średniej krajowej (odczuwaną temperaturę dodatkowo obniża bryza morska) choć słońce mocno nagrzewa wodę w Zatoce Gdańskiej (do 24 °C). Jesień ciepła i pełna słońca trwa do października, zimy natomiast są raczej łagodne (w niektóre zimowe miesiące nie ma ani dnia mrozu, a znaczniejszy opad śniegu nie utrzymuje się zwykle na gruncie dużo dłużej niż przez dwa tygodnie w roku). Wiatry wieją z różnych stron zależnie od pory roku. W lecie najczęściej z zachodu i północnego zachodu, zimą od lądu. Charakterystyczne dla wybrzeża są też wiatry sztormowe, które zasadniczo wieją zimą i osiągają zawrotne prędkości.
| Miesiąc                                      | I    | II   | III  | IV    | V     | VI    | VII   | VIII  | IX    | X     | XI   | XII  |
| -------------------------------------------- | ---- | ---- | ---- | ----- | ----- | ----- | ----- | ----- | ----- | ----- | ---- | ---- |
| Średnia najwyższa temperatura dzienna (°C)   | +1,4 | +2,1 | +5,5 | +10,1 | +15,6 | +19,0 | +21,0 | +21,4 | +16,9 | +12,0 | +6,0 | +2,9 |
| Średnia najniższa temperatura dzienna (°C)   | -3,4 | -3,0 | -0,5 | +2,7  | +7,4  | +11,0 | +13,3 | +13,1 | +9,7  | +5,8  | +1,5 | -1,6 |
| Opady atmosferyczne (mm)                     | 24,6 | 17,9 | 22,4 | 29,5  | 48,9  | 63,5  | 66,7  | 55,8  | 54,9  | 47,4  | 42,3 | 33,7 |
| Liczba dni deszczowych                       | 15   | 13   | 13   | 11    | 12    | 13    | 13    | 12    | 14    | 14    | 16   | 16   |
| Źródło: Światowa Organizacja Meteorologiczna |      |      |      |       |       |       |       |       |       |       |      |      |

| Sty | Lut | Mar | Kwi | Maj  | Cze  | Lip  | Sie  | Wrz  | Paź  | Lis | Gru | Rok  |
| --- | --- | --- | --- | ---- | ---- | ---- | ---- | ---- | ---- | --- | --- | ---- |
| 3,3 | 2,8 | 2,4 | 4,8 | 10,1 | 15,1 | 18,5 | 19,2 | 17,4 | 13,3 | 9,7 | 6,1 | 10,2 |

### Struktura użytkowania terenu
| Rodzaj                       | Powierzchnia | %     |
| ---------------------------- | ------------ | ----- |
| Użytki rolne                 | 9498 ha      | 36,9% |
| Lasy i grunty leśne          | 4869 ha      | 21,5% |
| Pozostałe grunty i nieużytki | 11 800 ha    | 41,6% |
| Razem (Σ)                    | 26 168 ha    | 100%  |

| Rodzaj           | Powierzchnia | %      |
| ---------------- | ------------ | ------ |
| Grunty orne      | 7175 ha      | 74,93% |
| Łąki             | 667 ha       | 6,97%  |
| Pastwiska        | 947 ha       | 9,89%  |
| Sady             | 111 ha       | 1,16%  |
| Pozostałe        | 675 ha       | 7,05%  |
| Użytki rolne (Σ) | 10 345 ha    | 100%   |

### Zieleń miejska

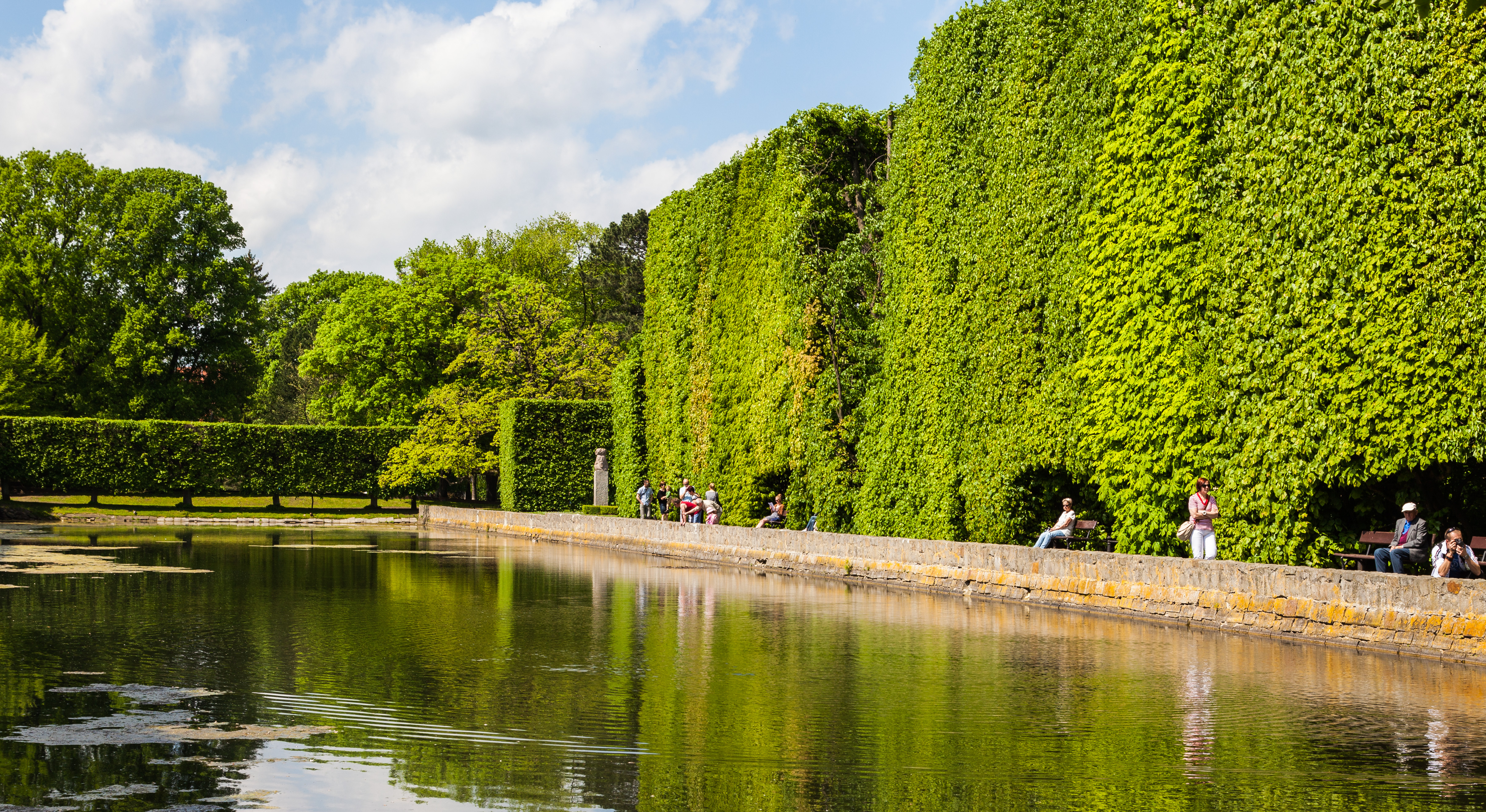
Park Oliwski

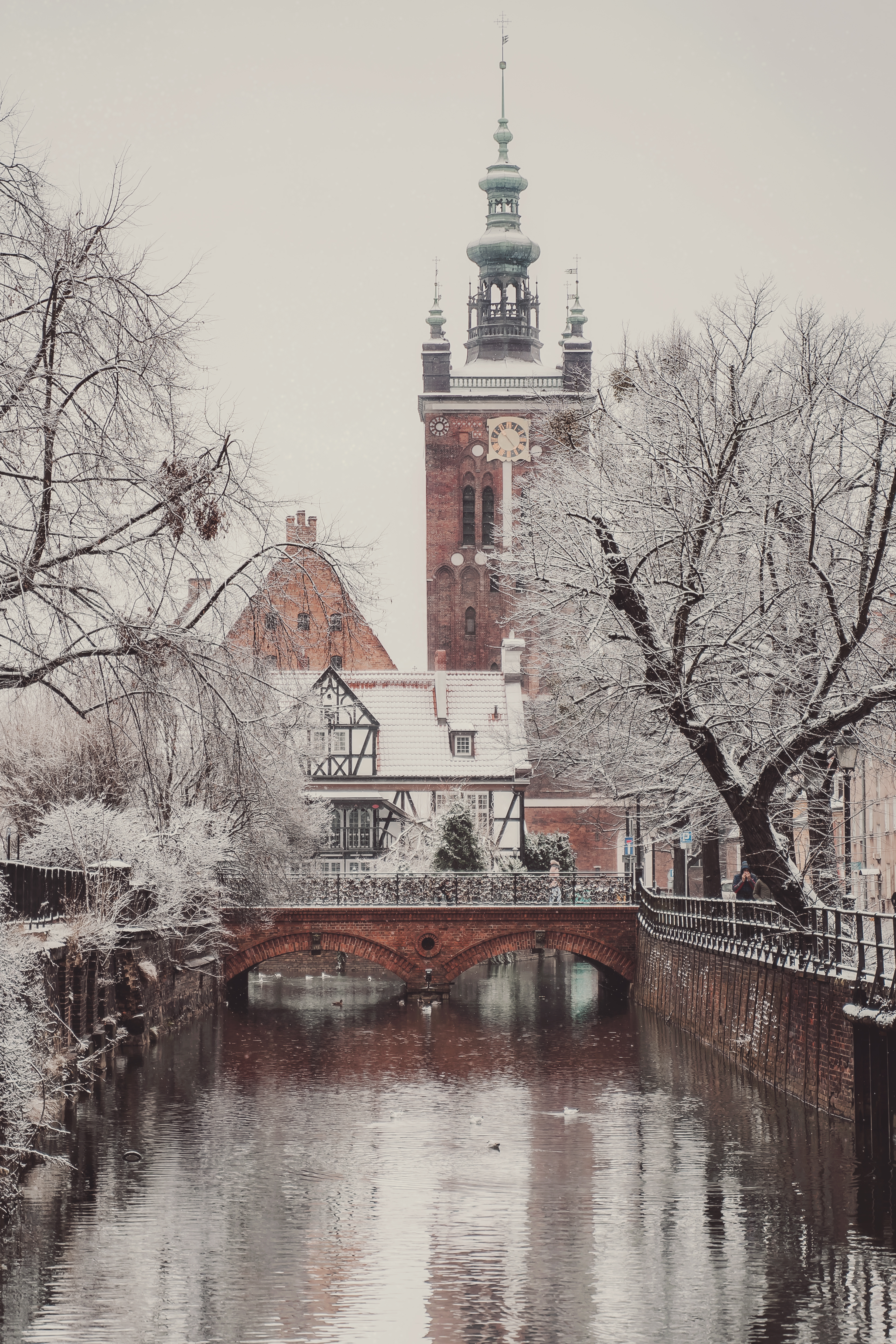
Kanał Raduni, w tle Muzeum Bursztynu oraz Kościół Św. Katarzyny

Do zasobów przyrodniczych miasta należy duża powierzchnia zieleni. Tereny lasów i zieleni zajmują w Gdańsku łącznie 24% powierzchni całkowitej miasta. Do terenów zieleni zalicza się tereny leśne (4589 ha), zieleń miejską (592 ha) i ogrody działkowe (957 ha). Z terenów zieleni urządzonej największe znaczenie mają duże obszary parkowe. Na obszarze miasta znajduje się 21 miejskich, ogólnodostępnych parków, zajmujących łącznie powierzchnię ponad 180 ha. Największymi są: Park im. Ronalda Reagana (62 ha), Park im. Jana Pawła II (25 ha), Park Oruński (19 ha), Park Steffensa (13,6 ha), Park Oliwski (11,3 ha), Park Ferberów (11 ha), Park nad Opływem Motławy (11 ha), Park Brzeźnieński (ok. 10 ha) oraz m.in. Park Jelitkowski i tereny o charakterze parkowym wzdłuż al. Grunwaldzkiej we Wrzeszczu.

### Obszary i obiekty przyrodnicze chronione

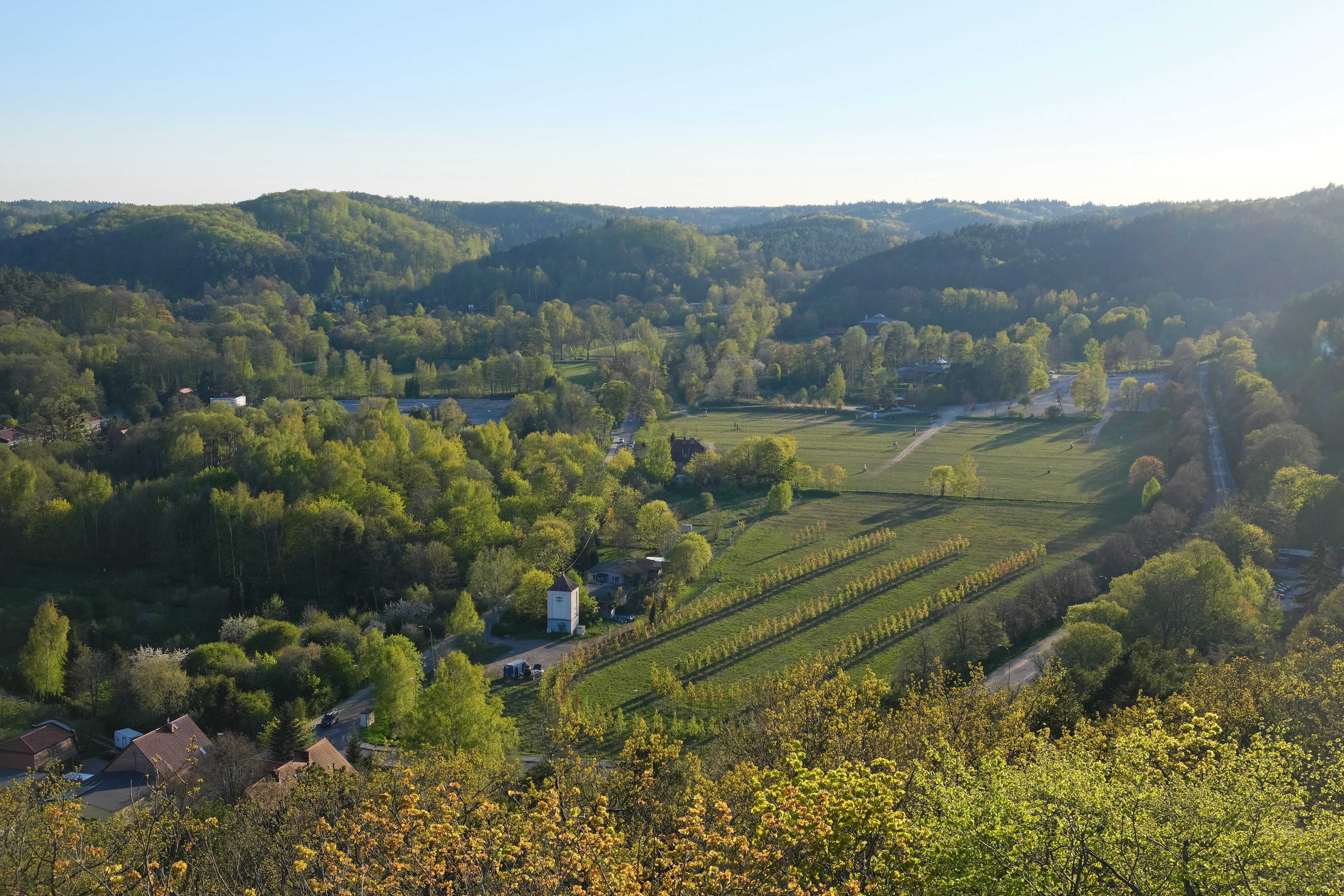
Lasy Oliwskie

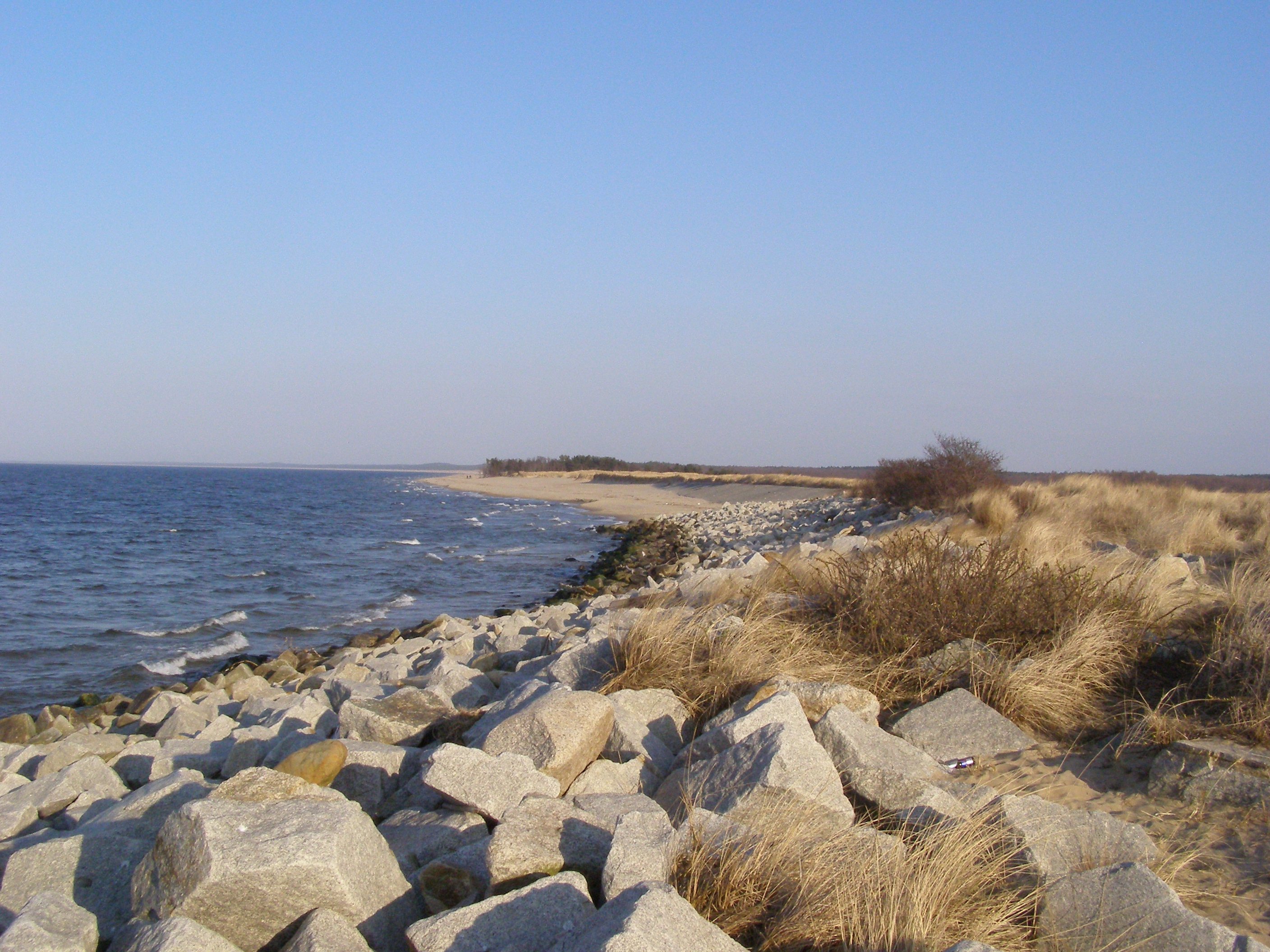
Mierzeja Messyńska na Wyspie Sobieszewskiej

W Gdańsku znajdują się duże połacie lasu, rosnącego na obszarach o urozmaiconej rzeźbie terenu, obfitujących w liczne wzniesienia (wyniosłości morenowe) i doliny. Taka rzeźba terenu sprzyja występowaniu unikatowych dla tego regionu, podgórskich gatunków flory. W północno-zachodniej części miasta lasy te sąsiadują bezpośrednio z terenami mieszkalnymi i głównymi ośrodkami miejskimi. Obszary o dużym znaczeniu przyrodniczym i krajobrazowym znajdujące się na terenie Gdańska (w 2008 roku było to w sumie 6005 ha, czyli 22,9% powierzchni miasta) objęte są ochroną prawną w czterech obszarach chronionego krajobrazu (z których największe znaczenie ma południowa część Trójmiejskiego Parku Krajobrazowego i znajdujące się na jego terenie Lasy Oliwskie), pięciu rezerwatach przyrody (położonych w obrębie wyżej wymienionych obszarów chronionych), dwóch zespołach przyrodniczo–krajobrazowych oraz w obrębie trzynastu użytków ekologicznych.
W granicach administracyjnych miasta znajdują się 193 pomniki przyrody, w tym 150 to pojedyncze drzewa, 29 to grupy drzew, 2 aleje, 11 głazów narzutowych i 1 pomnik powierzchniowy – co plasuje Gdańsk w czołówce polskich miast pod względem ich liczby. Wśród drzew uznanych za pomniki przyrody najwięcej jest buków i dębów. Pomniki te miejscami skupione są blisko siebie, między innymi w rejonie starego Wrzeszcza, w parku Steffensa i w rejonie starej Oliwy.
| Nazwa obszaru chronionego                          | Powierzchnia | Przedmiot ochrony i lokalizacja                                                   |
| -------------------------------------------------- | ------------ | --------------------------------------------------------------------------------- |
| Trójmiejski Park Krajobrazowy                      | 2450 ha      | ochrona specyficznego krajobrazu i szaty roślinnej w granicach miasta             |
| Obszar Chronionego Krajobrazu Wyspy Sobieszewskiej | 1228 ha      | ochrona ptaków wodnych na fragmencie Mierzei Wiślanej                             |
| Otomiński Obszar Chronionego Krajobrazu            | 1762 ha      | ochrona specyficznego krajobrazu i szaty roślinnej w okolicy lasów smęgorzyńskich |
| Obszar Chronionego Krajobrazu Żuław Gdańskich      | 1051 ha      | ochrona specyficznego krajobrazu kulturowego w delcie ujścia Wisły                |

| Nazwa rezerwatu                           | Powierzchnia | Przedmiot ochrony |
| ----------------------------------------- | ------------ | --- |
| Rezerwat przyrody Źródliska w Dolinie Ewy | 11,08 ha     | ochrona naturalnych zbiorowisk łęgowych i ziołoroślowo-szuwarowych                                                   |
| Rezerwat przyrody Wąwóz Huzarów           | 2,8 ha       | ochrona rzadkich i chronionych roślin                                                                                |
| Rezerwat przyrody Dolina Strzyży          | 38,52 ha     | ochrona zbiorowisk łęgowych i grądowych oraz stanowisk roślin chronionych i rzadkich                                 |
| Rezerwat przyrody Ptasi Raj               | 188,80 ha    | rezerwat faunistyczny (ochrona ostoi ptactwa wodnego i błotnego)                                                     |
| Rezerwat przyrody Mewia Łacha             | 35,40 ha     | ochrona kolonii lęgowych rybitw oraz miejsc bytowania ptaków siewkowatych, blaszkodziobych (w okresach ich wędrówek) |

### Ochrona środowiska
Położenie miasta w bliskim sąsiedztwie morza i znacznych połaci lasu sprzyja czystości środowiska. W przeglądach większych aglomeracji Gdańsk plasuje się w Polsce jako najczystsze miasto zarówno pod względem czystości powietrza, jak i czystości wody dostarczanej przez sieć wodno-kanalizacyjną.

## Historia

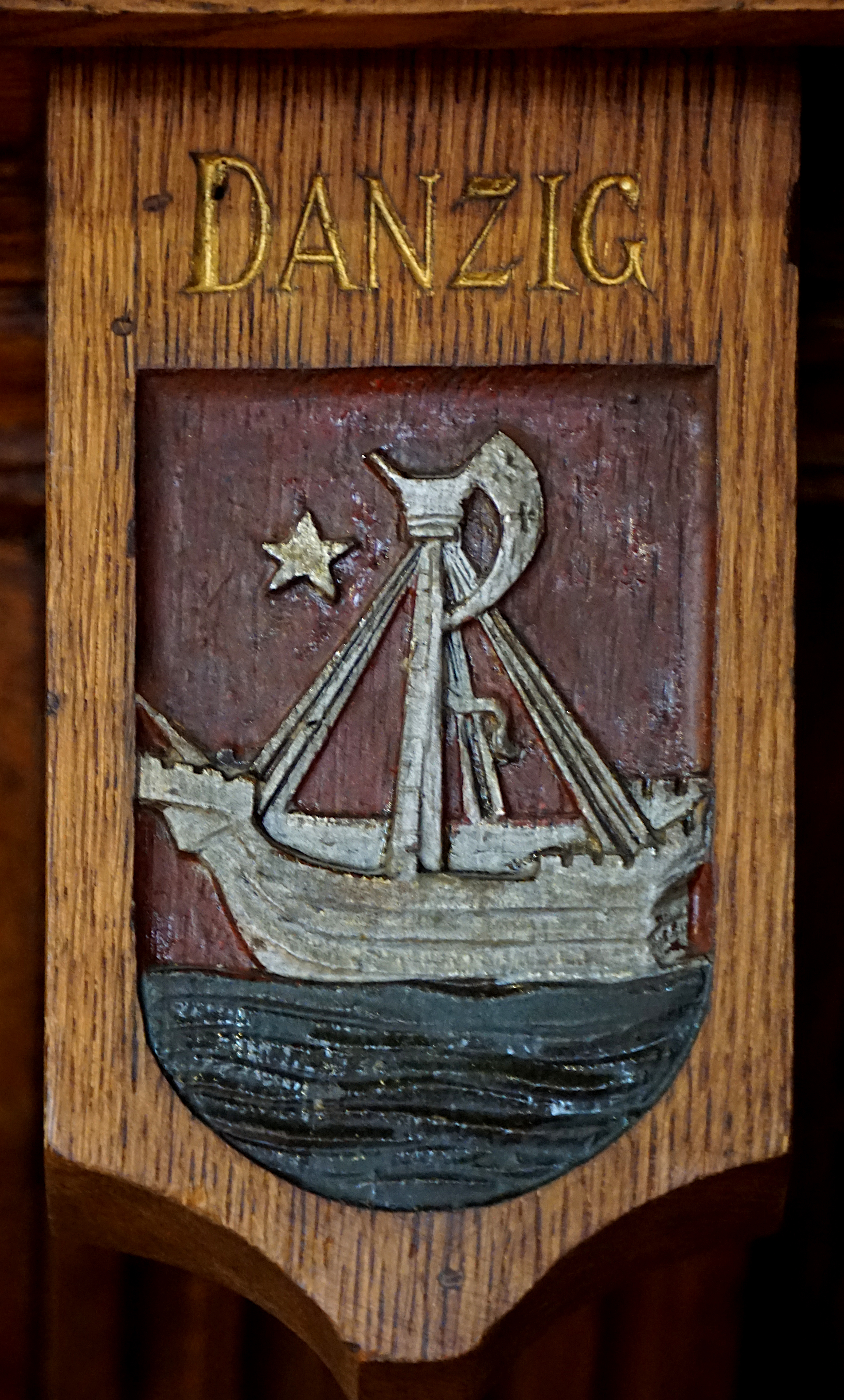
Stary herb Gdańska w sali plenarnej staromiejskiego ratusza w Gdańsku

### Nazwa

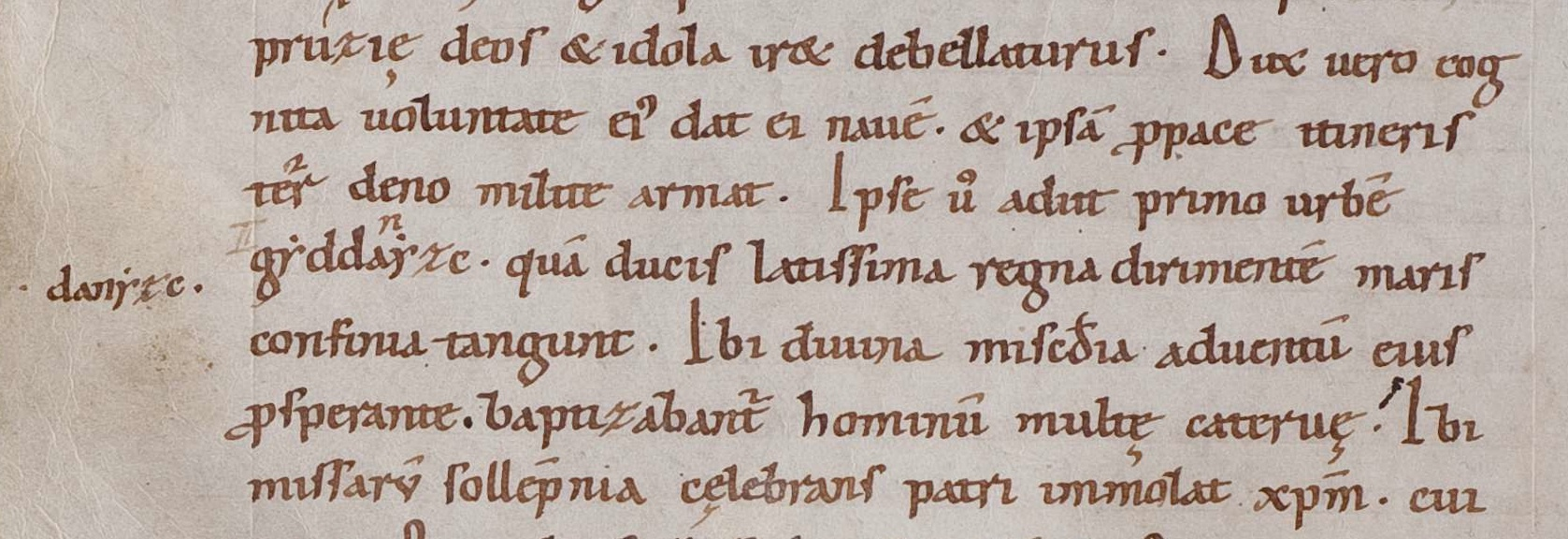
Fragment strony 69v rękopisu „Vita sancti Adalberti”, zawierający wzmiankę odnoszącą się do Gdańska

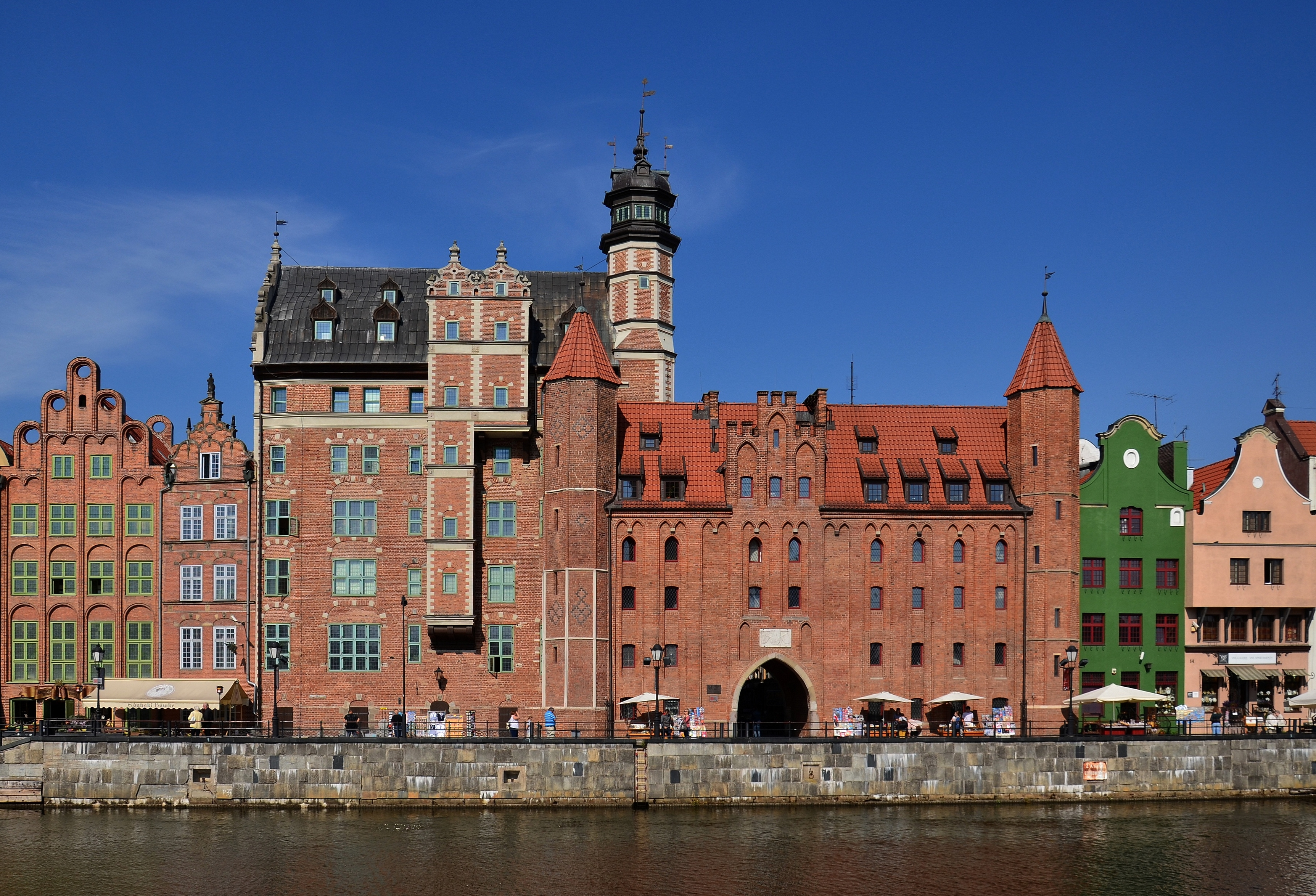
Gotycka Brama Mariacka

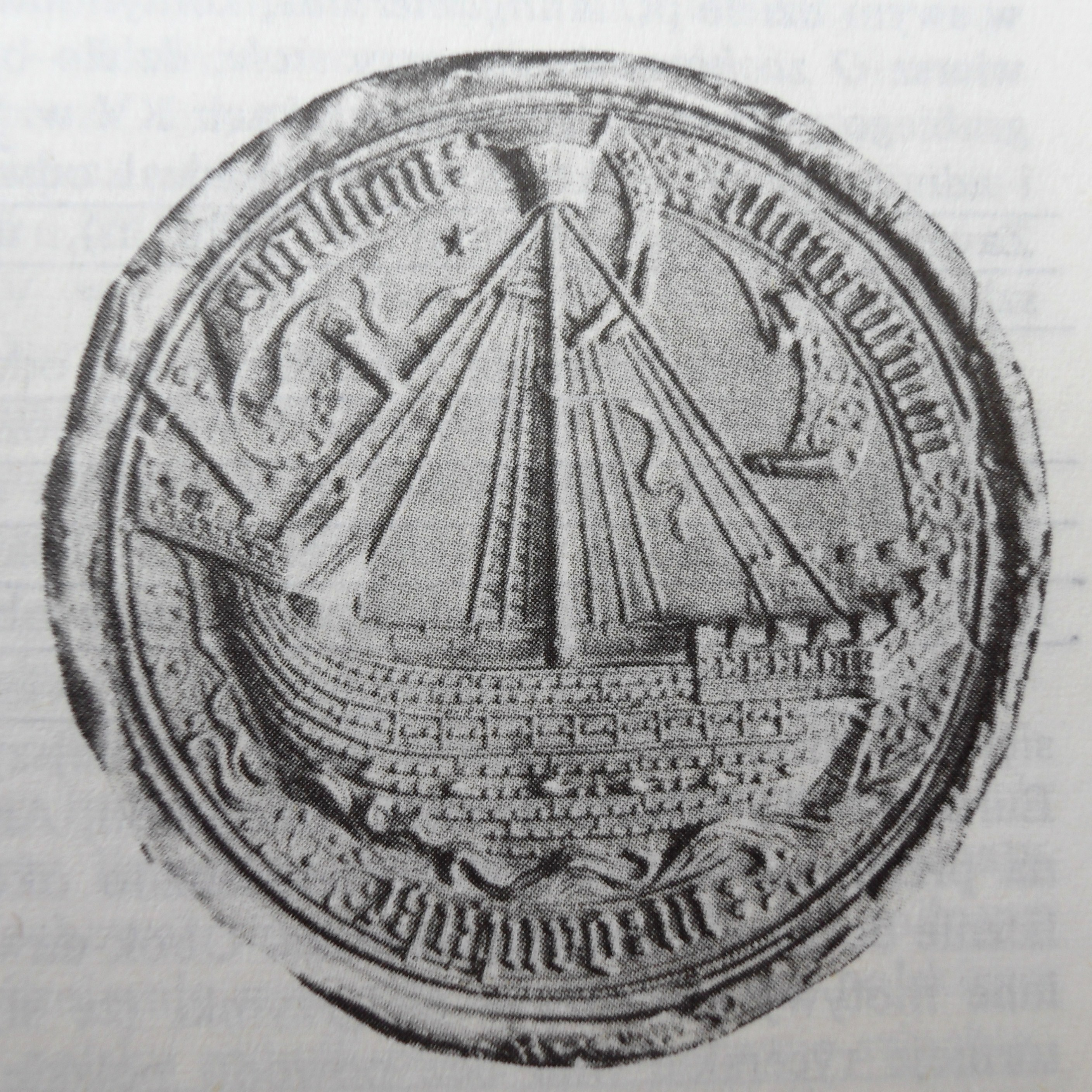
Pieczęć miasta Gdańska z XV wieku

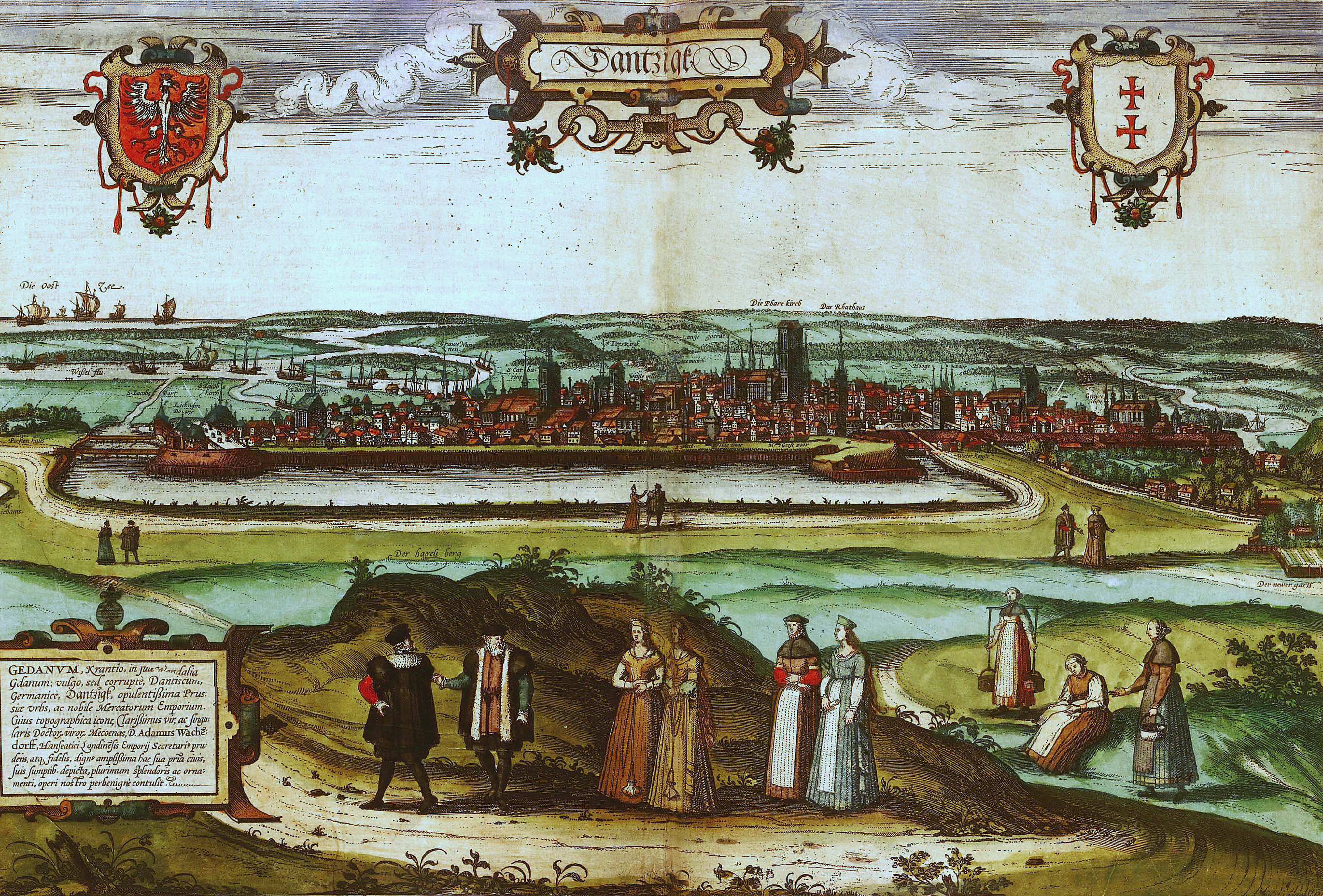
Gdańsk, 1575

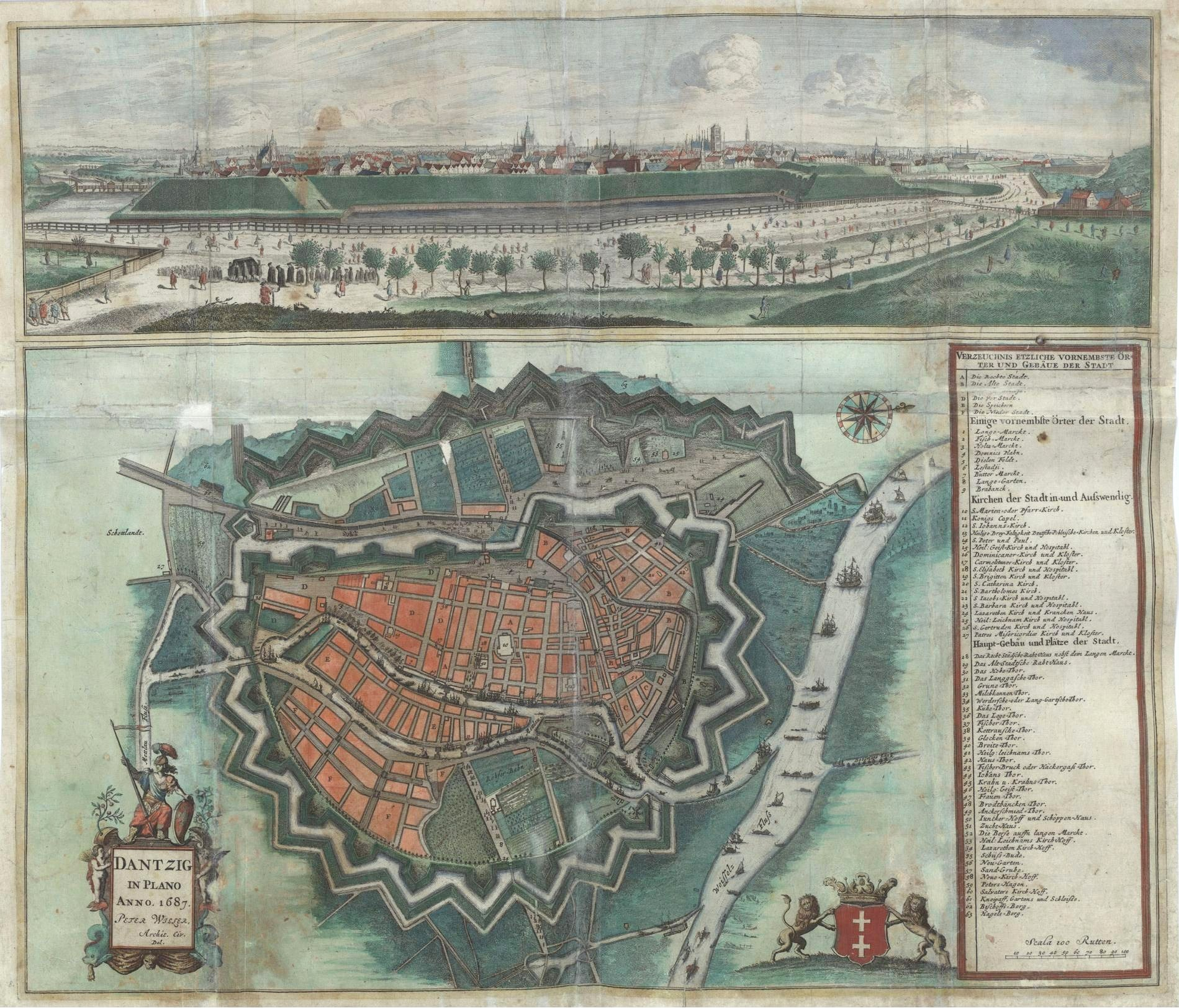
Gdańsk w XVII wieku otoczony pierścieniem nowożytnych fortyfikacji miejskich

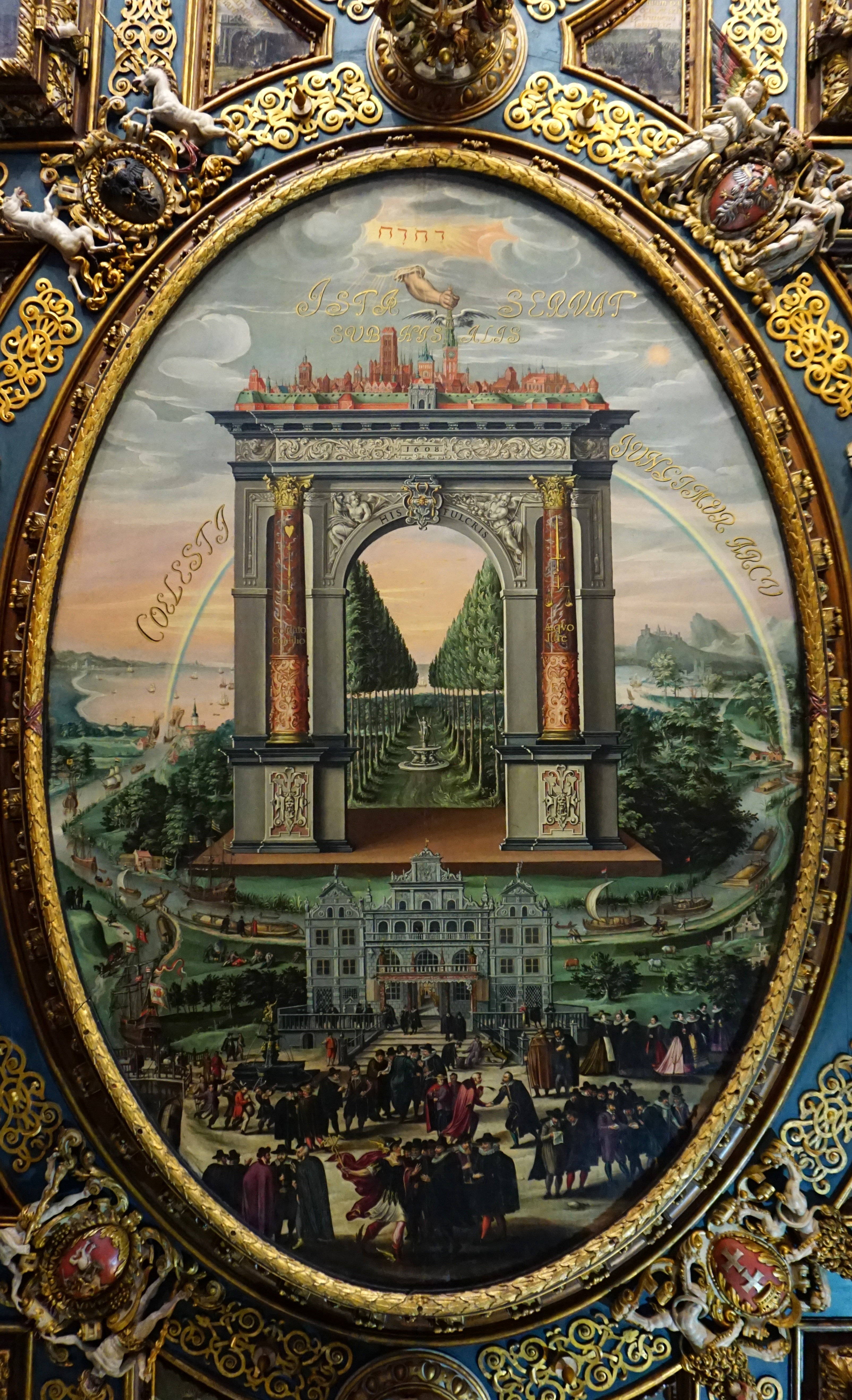
Izaak van den Blocke, Alegoria handlu gdańskiego, 1608

Mapa Gdańska (1792)

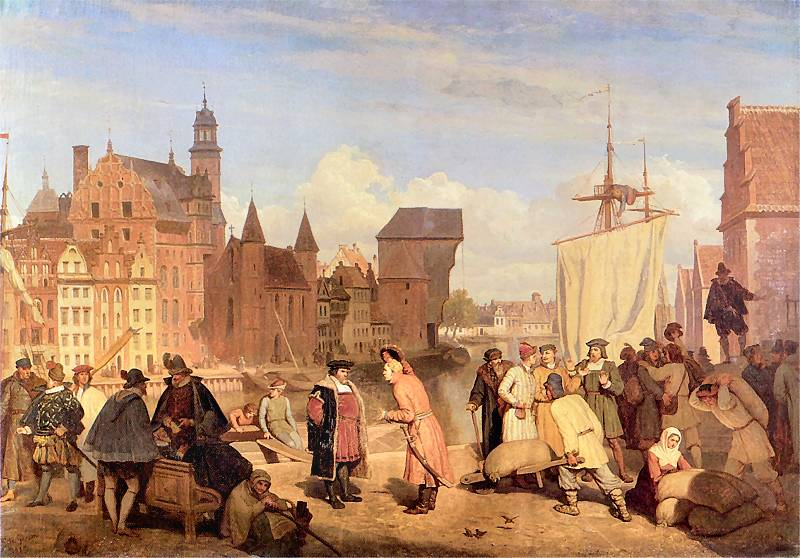
Wojciech Gerson, Gdańsk w XVII wieku, 1865

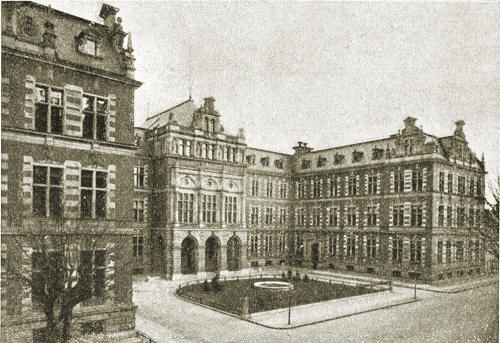
Siedziba Senatu Wolnego Miasta Gdańska przed 1939 rokiem. Obecnie na jego miejscu znajduje się gdański Urząd Miejski

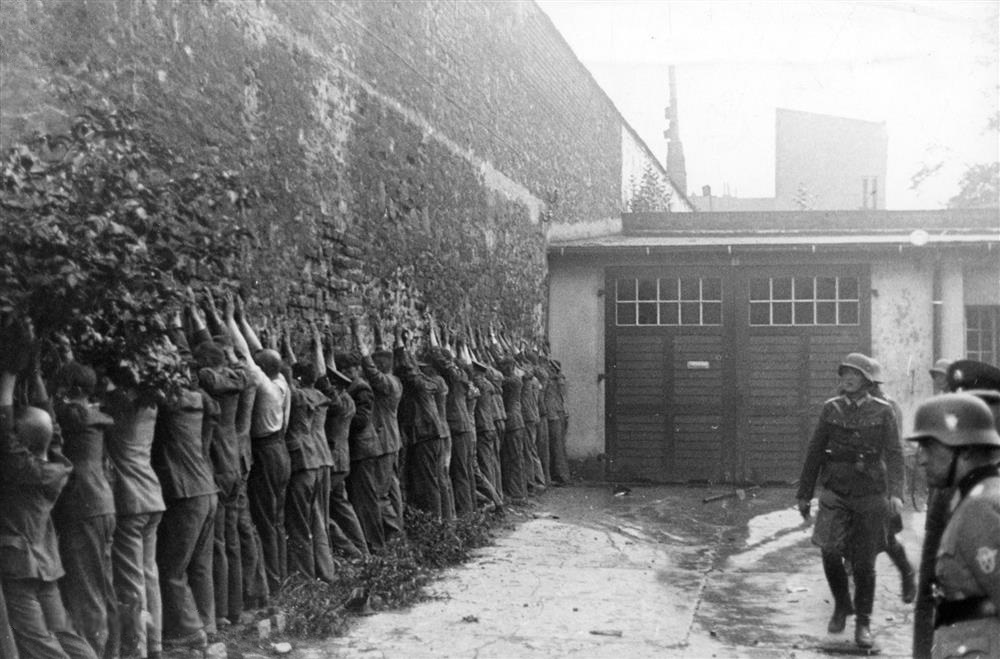
Obrońcy Poczty Polskiej w Gdańsku

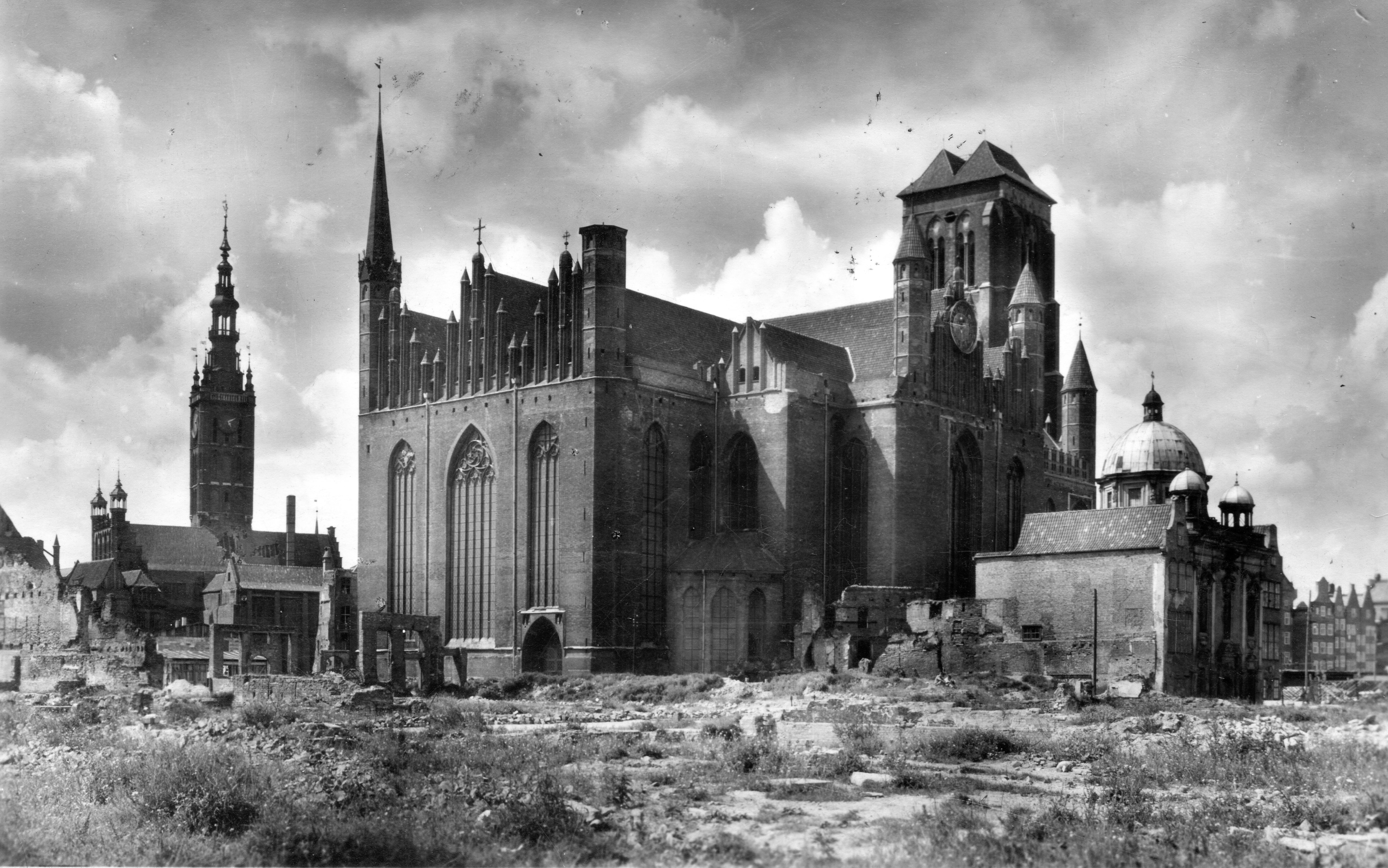
Zrujnowane Główne Miasto (1957)

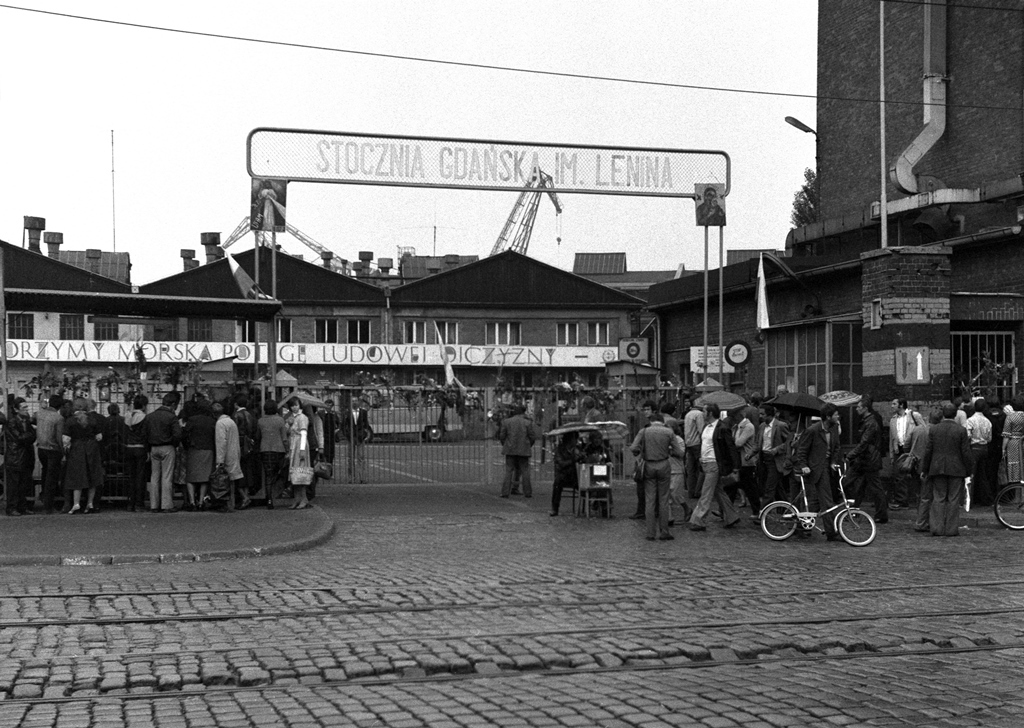
Strajk sierpniowy w Stoczni Gdańskiej im. Lenina (1980)

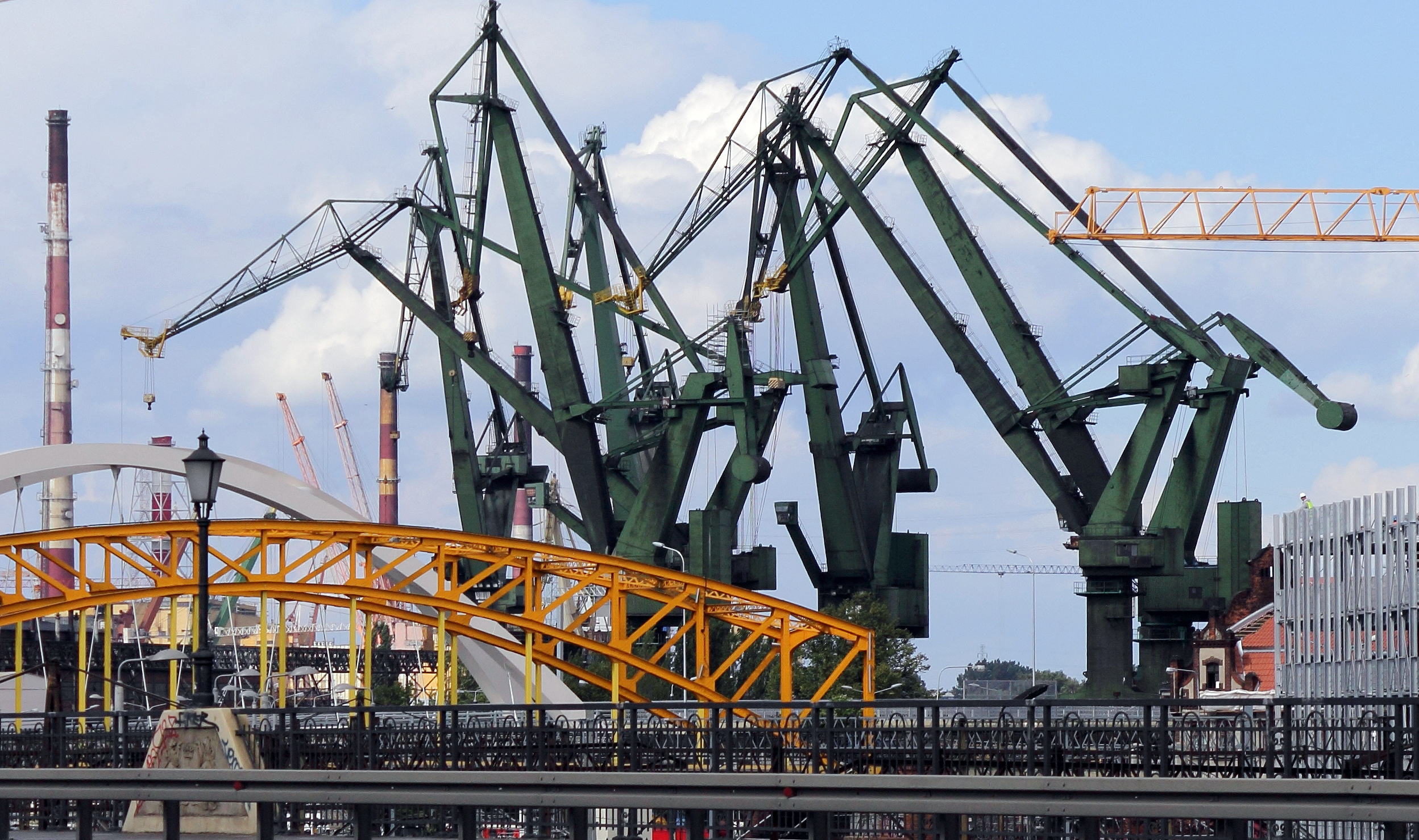
Stocznia Gdańska

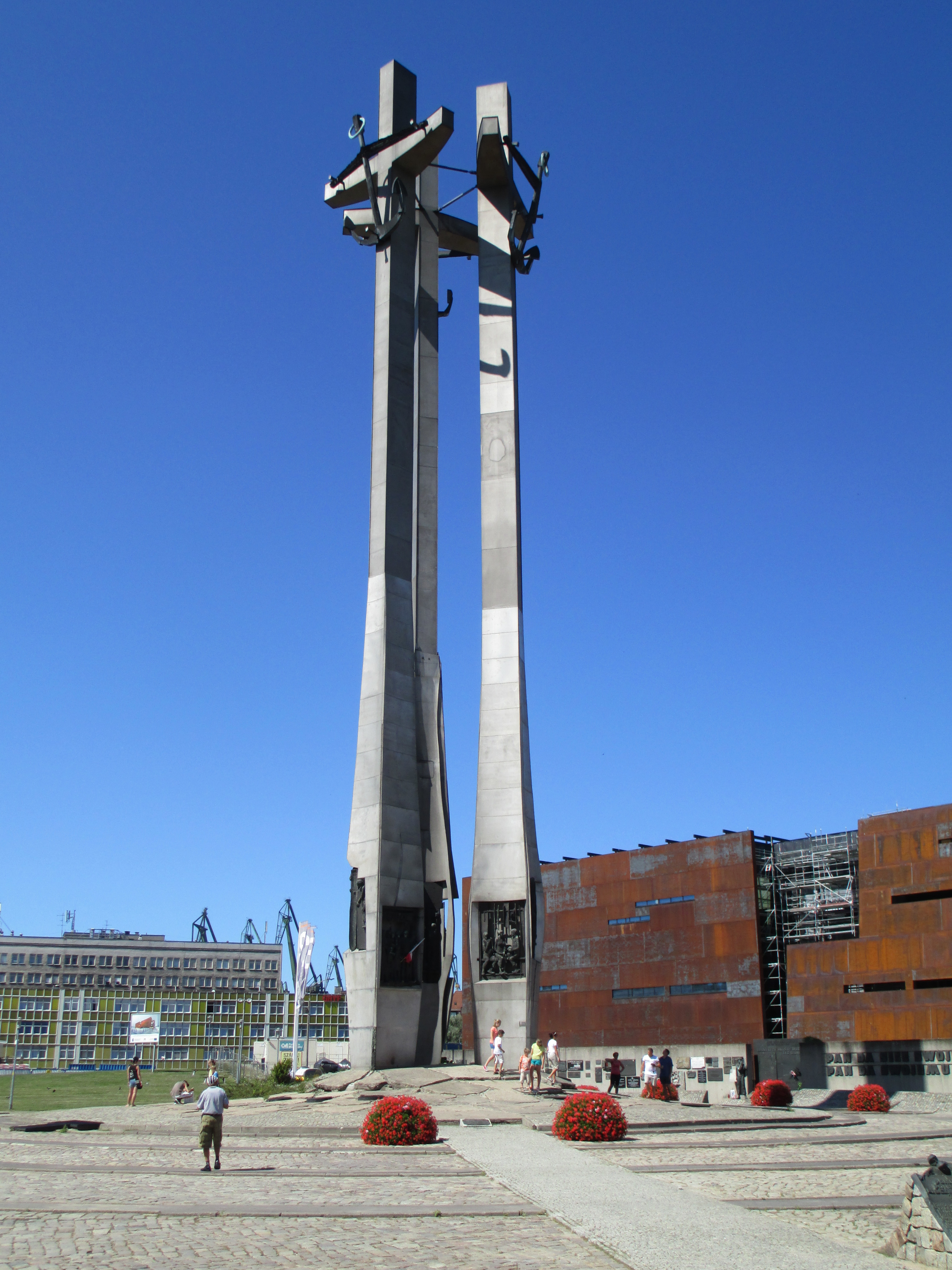
Pomnik Poległych Stoczniowców 1970 (2013)

Pierwsza wzmianka o Gdańsku pochodzi ze spisanego po łacinie w 999 roku Żywotu świętego Wojciecha. Opisuje on wizytę biskupa Wojciecha na tym terenie wiosną 997 i tę datę często przyjmuje się umownie jako początek dziejów miasta, chociaż już w VII wieku była tu osada rybacka. W dokumencie tym Jan Kanapariusz nazwę Gdańska zapisał w zlatynizowanej formie urbe Gyddanyzc. Miejscowość pod zlatynizowaną nazwą Gdanczk wymieniona jest w łacińskim dokumencie wydanym w Lubiniu w 1281 roku sygnowanym przez księcia pomorskiego Mściwoja II.
W historycznych dokumentach nazwę miasta wzmiankowano w różnych językach oraz formach: Kdansk (1148), Gdansk (1173-86), Gdanzc (1178), Gdantz (1198), Danzk, Danzc (1209), Gdanizc (1220), Dancek, Danczk (1224), Gdancz (1235), Gdanzc (1238), in Danzeke (1248), Gdanzke (1267), Gdansk (1268), Danczk (1279), de Dancezc (1281), Gdanchek, Gdanchez (1283), Dantzig (1292), Gdantzik (1295), Gedani (1303), in civitate Gdansco (1310), Danzich (1310), Gdantczk (1325), Danzk (1342), Danczc, Gdanczk, Gdanczc (1342), Dantzigke, Dantzke (1357), Gdanczk (1434), Gdansk (1435), Gdansko (1457), Dantzigk (1471), Gdanysk (1483), in Gdanum (1510-29), Gdańsk, do Gdańska (1565), Gedanum civitas (1570), do Gdańska, pode Gdańskiem (1615), in civitate Gedanensi (1624), do Gdańska (1664), Danzig (1796-1802), Gdańsk, Danzig (1881).
Nazwa doczekała się kilku teorii na temat jej pochodzenia. Według najszerzej przyjętej (Brückner, Rospond, Rudnicki) pochodzi od rozlewiska w ujściu Wisły i ma słowiańskie pochodzenie. Utworzono ją poprzez dodanie sufiksu -ьsk- do prasłowiańskiego rdzenia *-gъd oznaczającego mokry, wilgotny. Według innej teorii nazwa ma się wywodzić od niezachowanej nazwy pobliskiej rzeki (prawdopodobnie Motławy), która dziś brzmiałaby Gdania (nazwa Motława pochodzi z języka pruskiego, przeniesionego w okolice Pruszcza Gdańskiego zza Wisły w drugiej połowie XIII wieku). Formant -sk w jęz. polskim (także innych słowiańskich) był produktywny w nazwach topograficznych i dzierżawczych i stanowi cechę charakterystyczną polskich nazw miejscowych i przestrzennych. Oboczności tego formantu (-sk[o], -ck[o]) charakterystyczne są dla bardzo dawnych nazw miejscowych nadawanych miejscowościom na terenie Polski, jak np. Bużesk, Łańsk, Płońsk, Płock, Wąchock, Rajsko, Bielsko, Kłodzko, Radomsko, Sławsko, Słupsk itp. Gdania mogła być również dzisiejszym Potokiem Siedleckim.
Taki sposób tworzenia nazw grodów od rzek był w słowiańszczyźnie powszechny (por. Puck od Putnica, Mieńsk od Mienia, Pińsk od Pina i wiele innych). Jeśli zaś chodzi o nazwę Gdania, rdzeń gъd- oznaczał teren wilgotny, podmokły (por. Gdynia, Gacka ← gъdьska, Gdinj itp.), zaś szereg sufiksów -Vnьja jest dla nazw rzek i strumieni na Pomorzu typowy (por. Gdynia, Radunia, Orania).
Slawiści Aleksander Brückner, Friedrich Lorentz, Witold Taszycki podają również równoległą teorię pochodzenia nazwy Gdańsk od bałtyckiej nazwy *gud, oznaczającej las i spokrewnionej z pruskim gudde – las. Stąd przez dodanie sufiksu -isk do rdzenia *gudan oznaczającej leśnych ludzi znaczenie nazwy brzmiałoby osada leśna, osada leśnych ludzi.

### Przynależność państwowa
Przez ponad tysiąc lat swojej historii miasto Gdańsk było częścią:
- 997–1227:  Księstwa/Królestwa Polskiego
- 1227–1294:  Księstwa Pomorskiego
- 1294–1308:  Księstwa/Królestwa Polskiego
- 1308–1454:  Zakonu krzyżackiego
- 1454–1466: ziem spornych podczas wojny trzynastoletniej
- 1466–1569:  Korony Królestwa Polskiego
- 1569–1793:  Rzeczypospolitej Obojga Narodów
- 1793–1807:  Królestwa Prus
- 1807–1814:  Wolnego Miasta Gdańsk (zależnego od  Cesarstwa Francuskiego)
- 1815–1871:  Królestwa Prus
- 1871–1918:  Cesarstwa Niemieckiego
- 1918–1920:  Republiki Weimarskiej (w sporze między Polską a Niemcami)
- 1920–1939:  Wolnego Miasta Gdańsk (pod protektoratem Ligi Narodów)
- 1939–1945:  Niemiec nazistowskich (Gdańsk-Prusy Zachodnie)
- 1945–1989:  Polski Ludowej (1952–1989 Polskiej Rzeczypospolitej Ludowej)
- 1989–obecnie:  Rzeczypospolitej Polskiej.

### Średniowiecze
Nie wiadomo gdzie istniała pierwsza umocniona osada zbudowana przez Piastów, ponieważ gród w widłach Motławy i Wisły zbudowano dopiero w latach 50.-60. XI wieku. Zajmował on powierzchnię około 2,27 ha, z szacowaną przez archeologów liczbą ok. 250 domów z 1000 mieszkańców. W 997 roku w mieście przebywał w drodze do Prus Święty Wojciech. W latach 60. XI wieku powstał u ujścia Motławy do Wisły gród obronny. Po zwycięskiej wojnie z Pomorzanami Bolesław III Krzywousty odzyskał dla Polski całe Pomorze Zachodnie i zdobył Pomorze Przednie. W latach 1217 i 1227 miały miejsce wyprawy pomorskie Leszka Białego i ustanowiono zwierzchność Polski nad Pomorzem Gdańskim. Po objęciu rządów na Pomorzu Gdańskim przez Świętopełka II, nastąpił okres uniezależnienia się regionu. W 1263 miasto otrzymało prawa miejskie wzorowane na prawie lubeckim. W roku 1271 Brandenburczycy zajęli miasto. Mściwoj II dzięki pomocy Bolesława Pobożnego odzyskał miasto szturmem w 1272 roku. 15 lutego 1282 w wyniku układu w Kępnie władca Wielkopolski, Przemysł II, uzyskał zwierzchnictwo nad Pomorzem Gdańskim.
W sierpniu 1308 Brandenburczycy opanowali miasto bez grodu, obronionego przez sędziego Boguszę. Krzyżacy wezwani przez Łokietka do pomocy przy usunięciu Brandenburczyków zajęli już w październiku część grodu i po nadejściu posiłków zaatakowali miasto. 13 listopada 1308, po wycofaniu się Brandenburczyków, Krzyżacy dokonali rzezi mieszkańców. W roku 1343, w wyniku pokoju kaliskiego, Polska straciła Pomorze. Król Kazimierz III Wielki zrzekł się Pomorza, chociaż nie wysłał dokumentów pokojowych zawartych między nim i Zakonem Krzyżackim, do zatwierdzenia papieżowi. W tym samym roku prawa miejskie otrzymało Główne Miasto. 31 lipca 1346 wielki mistrz krzyżacki Heinrich IV Dusemer von Arfberg wydał dokument, który zlikwidował resztki działania prawa miejskiego według wzoru lubeckiego i zastąpił je prawem chełmińskim. W 1361 Gdańsk dołączył do Związku Miast Hanzeatyckich. W 1361, 1378, 1411 i 1416 wybuchały powstania antykrzyżackie, krwawo tłumione.
W 1410, po klęsce zakonu krzyżackiego w bitwie pod Grunwaldem, biedota miejska wszczęła rozruchy, w których wymordowano gości zakonu i zaciężnych, których rannych przywieziono po bitwie. Gdańska rada postanowiła uznać władzę Władysława Jagiełły, za co miasto uzyskało liczne przywileje. Rok później Jagiełło w wyniku traktatu w Toruniu uwolnił Gdańsk od złożonej mu przysięgi. Gdańsk dotknęły represje ze strony Krzyżaków.
14 marca 1440 Gdańsk przystąpił do Związku Pruskiego. 11 lutego 1454, po 146 latach, zakończył się okres panowania Krzyżaków w Gdańsku. 6 marca tego roku król Kazimierz IV Jagiellończyk na wniosek poselstwa Związku Pruskiego, wcielił Gdańsk do Polski, udzielając mu jednocześnie przywileju bicia własnej monety. Gdańsk został zwolniony z prawa nabrzeżnego, a także dopuszczono przedstawicieli ziem pruskich do elekcji króla Polski. Gdańsk przystąpił do wojny trzynastoletniej w 1455; gdańszczanie złożyli hołd Kazimierzowi Jagiellończykowi, a 25 maja 1457 miasto otrzymało Wielki Przywilej, zapewniający swobodny przewóz towarów Wisłą z Polski, Litwy i Rusi bez konieczności kontroli oraz inne przywileje, które miały wynagrodzić miastu wkład w wojnę.
Zawarcie w 1466 pokoju toruńskiego zagwarantowało Pomorzu Gdańskiemu oraz Warmii pozostanie przy Polsce. Utworzone zostało województwo pomorskie.

### Dzieje nowożytne (XVI–XIX wiek)
W czasie wojny polsko-krzyżackiej (1519–1521), w dniach 8–10 listopada 1520 posiłkujący Krzyżaków niemieccy landsknechci ostrzelali Gdańsk z Biskupiej Górki. 
W 1525 miał miejsce tumult gdański – wystąpienie luterańskiego pospólstwa i plebsu przeciwko burmistrzowi Eberhardowi Ferberowi, które obaliło stary magistrat. 17 kwietnia 1526 król Zygmunt I Stary wraz z księciem pomorskim Jerzym I wkroczyli do Gdańska na czele ośmiotysięcznego wojska. Z królewskiego rozkazu buntownicy zostali ścięci i rozszerzono uprawnienia burgrabiego. 5 stycznia 1556 roku kasztelanem Gdańska został Jan Kostka, który był nim do kwietnia 1574. Król Zygmunt August specjalnym dekretem tolerancyjnym dla Gdańska z 1557 uspokoił nastroje społeczne i położył kres walkom religijnym w mieście. W roku 1568 Zygmunt August postawił Jana Kostkę na czele świeżo powołanej Komisji Morskiej. Dnia 20 czerwca 1570 sejm zatwierdził tzw. Konstytucje Gdańskie, które precyzowały zwierzchnie prawa króla polskiego i Rzeczypospolitej w Gdańsku oraz na morzu. 16 grudnia 1577 Stefan Batory po zakończeniu Wojny Rzeczypospolitej z Gdańskiem, zakończonej porozumieniem obu stron na skutek dotkliwych strat wojsk gdańskich i niemożnością zdobycia miasta przez armie królewskie, potwierdził przywileje miasta i rozszerzył tolerancję religijną na inne wyznania. Gdańsk stał się schronieniem dla obcokrajowców prześladowanych w swoich państwach za przekonania religijne.
28 listopada 1627 na redzie gdańskiej rozegrała się morska bitwa pod Oliwą. 3 maja 1660 zawarcie pokoju oliwskiego zakończyło okres potopu szwedzkiego.
Gdańsk był głównym punktem oporu zwolenników Stanisława Leszczyńskiego w czasie wojny o sukcesję polską. Od lutego do września 1734 był oblegany przez Rosjan i częściowo zniszczony przez ostrzał artyleryjski. Królestwo Prus zajęło w 1772 niektóre majątki Gdańska oraz Nowy Port. 23 stycznia 1793 Prusy dokonały zaboru Gdańska.
26 maja 1807 miasto zdobyły wojska napoleońskie. 9 lipca 1807 na mocy postanowień traktatu w Tylży utworzono pierwsze Wolne Miasto Gdańsk. Od lutego 1814 Gdańsk ponownie znalazł się pod panowaniem Prus, co zostało potwierdzone na kongresie wiedeńskim w 1815. W tym samym roku miasto weszło w skład prowincji Prusy Zachodnie, w rejencji gdańskiej jako powiat miejski (Stadtkreis). W 1829 r. miała miejsce największa w historii miasta powódź; pod wodą znalazło się 3/4 powierzchni Gdańska. Do połowy XIX wieku nastąpił ogólny upadek miasta. Po 1850, gdy utworzono połączenia kolejowe z Bydgoszczą, Szczecinem i Berlinem, a następnie z Warszawą – stopniowo sytuacja miasta się poprawiała.

### Historia najnowsza (XX–XXI wiek)

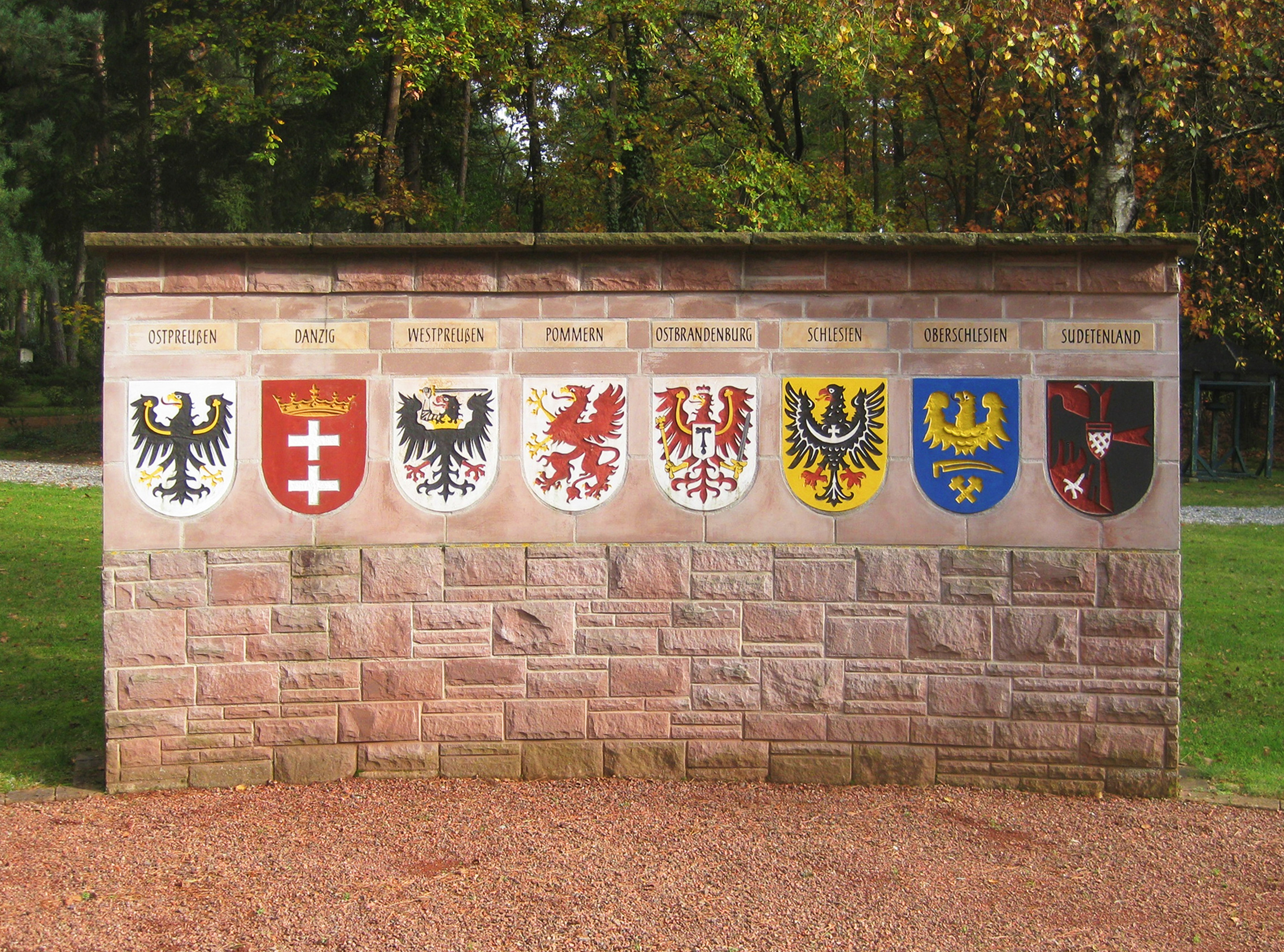
Cmentarz w Bielefeld. Herby ziem utraconych przez Niemcy po II wojnie światowej. Na rzecz Polski i ZSRR: Prusy Wschodnie, na rzecz Polski: Gdańsk, Prusy Zachodnie, Pomorze, Brandenburgia Wschodnia, Dolny Śląsk, Górny Śląsk i na rzecz Czechosłowacji: Kraj Sudetów

W 1920 na mocy traktatu wersalskiego Gdańsk ponownie stał się wolnym miastem. Polska odpowiadała za politykę zagraniczną i obronną miasta, koleje, pocztę, miała także składnicę wojskową na Westerplatte, prawo swobodnego używania portu gdańskiego, a samo miasto było w unii celnej z Polską. W 1923 roku w Gdańsku mieszkało 7896 osób polskojęzycznych, co stanowiło 2,35% mieszkańców, choć według późniejszych szacunków ludność polska mogła stanowić nawet 15% mieszkańców miasta, a w 1939 – ok. 10%. W 1925 na terenie Wolnego Miasta została utworzona archidiecezja gdańska. W 1933, po dojściu nazistów do władzy i utworzeniu III Rzeszy, rozpoczęły się prowokacje antypolskie oraz prześladowania polskich działaczy i organizacji przez miejscowych Niemców.
1 września 1939 salwa z okrętu „Schleswig-Holstein” na Westerplatte była drugim tuż po bombardowaniu Wielunia atakiem na Polskę rozpoczynającym II wojnę światową. Na początku II wojny światowej Gdańsk stanowił silny ośrodek polskiej konspiracji, ale wielu konspiratorów zginęło na skutek denuncjacji gdańskich Niemców.
Pod koniec marca 1945 wojska radzieckie i polskie wchodzące w skład II Frontu Białoruskiego przystąpiły do szturmu na Gdańsk. 30 marca 1945 miasto zostało zdobyte i w znacznej części zniszczone. Zniszczeniu uległo m.in. 90% zabytkowego śródmieścia, przy czym szacuje się, że ok. połowa zniszczeń powstała w rezultacie nalotów lotniczych w trakcie wojny bądź ostrzału artyleryjskiego podczas walk, zaś drugą połowę stanowiło burzenie miasta przez wojska sowieckie.
W rezultacie konferencji poczdamskiej Gdańsk wrócił do Polski.
W celu stworzenia administracji polskiej została utworzona specjalna komisja rządowa. Ścierały się w niej dwa stanowiska. W dyskusji nad projektem dekretu o utworzeniu województwa gdańskiego 30 marca 1945 roku Władysław Gomułka był zwolennikiem ostrożnych kroków. Stanowisko zdecydowane prezentował Jakub Berman, stwierdzając m.in. „Dotychczas cała koncepcja miasta Gdańska oparta była na chęci bronienia interesów mniejszości niemieckiej. My chcemy podkreślić, że Gdańsk był i będzie miastem polskim. Nie jest przypadkowe, że właśnie teraz, kiedy zwróciliśmy się o radę w tej materii, to ze strony Rządu Sowieckiego nie było żadnych zastrzeżeń, ażebyśmy dokonali jak najszybciej uroczystej inkorporacji Gdańska do Polski”.
Od 30 marca 1945 Gdańsk był stolicą województwa gdańskiego, które utworzono z północnej części województwa pomorskiego i byłego Wolnego Miasta Gdańska. 9 lipca 1945 po raz pierwszy zebrała się Miejska Rada Narodowa.
Spośród pozostałych w mieście mieszkańców Wolnego Miasta, ludność niemiecka (ok. 120–130 tys. osób w połowie 1945) w zdecydowanej większości została przesiedlona do Niemiec, zaś ludność polska, zmuszona po zajęciu Wolnego Miasta przez III Rzeszę do podpisania Volkslisty, zobowiązana była poddać się procedurze weryfikacji organizowanej przez nowe władze. Od połowy 1945 Gdańsk był celem licznych transportów przymusowych wysiedleńców z Kresów Wschodnich.
W listopadzie 1948 roku zwodowano rudowęglowiec „Sołdek”, pierwszy statek pełnomorski zbudowany w Polsce. Statkowi nadano imię jednego z pierwszych przodowników pracy w przemyśle stoczniowym.
W 1962 Rada Państwa odznaczyła miasto Gdańsk Orderem Odrodzenia Polski I klasy.
W 1970 utworzono Uniwersytet Gdański. Podczas wydarzeń Grudnia 1970 rozpoczął się strajk w Stoczni Gdańskiej. Doszło do walk ulicznych i starć z organami bezpieczeństwa, a w efekcie do podpalenia gmachu Komitetu Wojewódzkiego Polskiej Zjednoczonej Partii Robotniczej w czasie trwającego wiecu protestacyjnego.
31 sierpnia 1980 podpisano porozumienia sierpniowe, kończące falę protestów robotniczych i strajków. Porozumienie gwarantowało między innymi powstanie pierwszych niezależnych związków zawodowych. Wydarzenia te przyjmuje się jako początek procesu obalenia systemu komunistycznego w Europie Wschodniej. W 1987 do Gdańska z wizytą przybył Jan Paweł II.

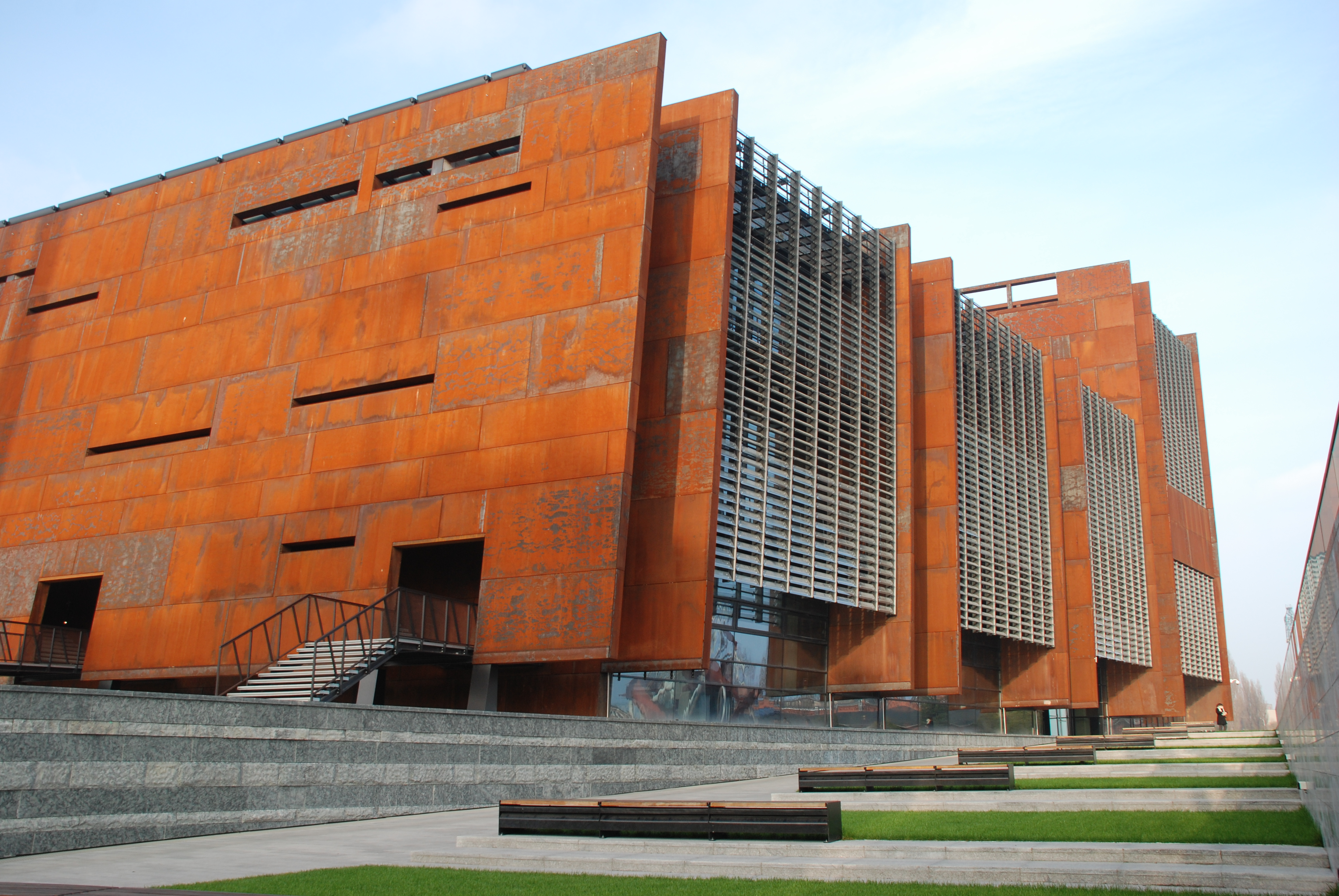
Europejskie Centrum Solidarności

W 1992 diecezja gdańska została podniesiona do rangi archidiecezji. 24 listopada 1994 podczas koncertu w hali Stoczni Gdańskiej wybuchł pożar, w którym śmierć poniosło 7 osób, a 300 zostało rannych. 17 kwietnia 1995 doszło do eksplozji gazu w wieżowcu mieszkalnym, w wyniku czego zginęły 22 osoby. W 1997 uroczyście obchodzono 1000-lecie Gdańska. W 2001 r. miała miejsce powódź w Gdańsku.

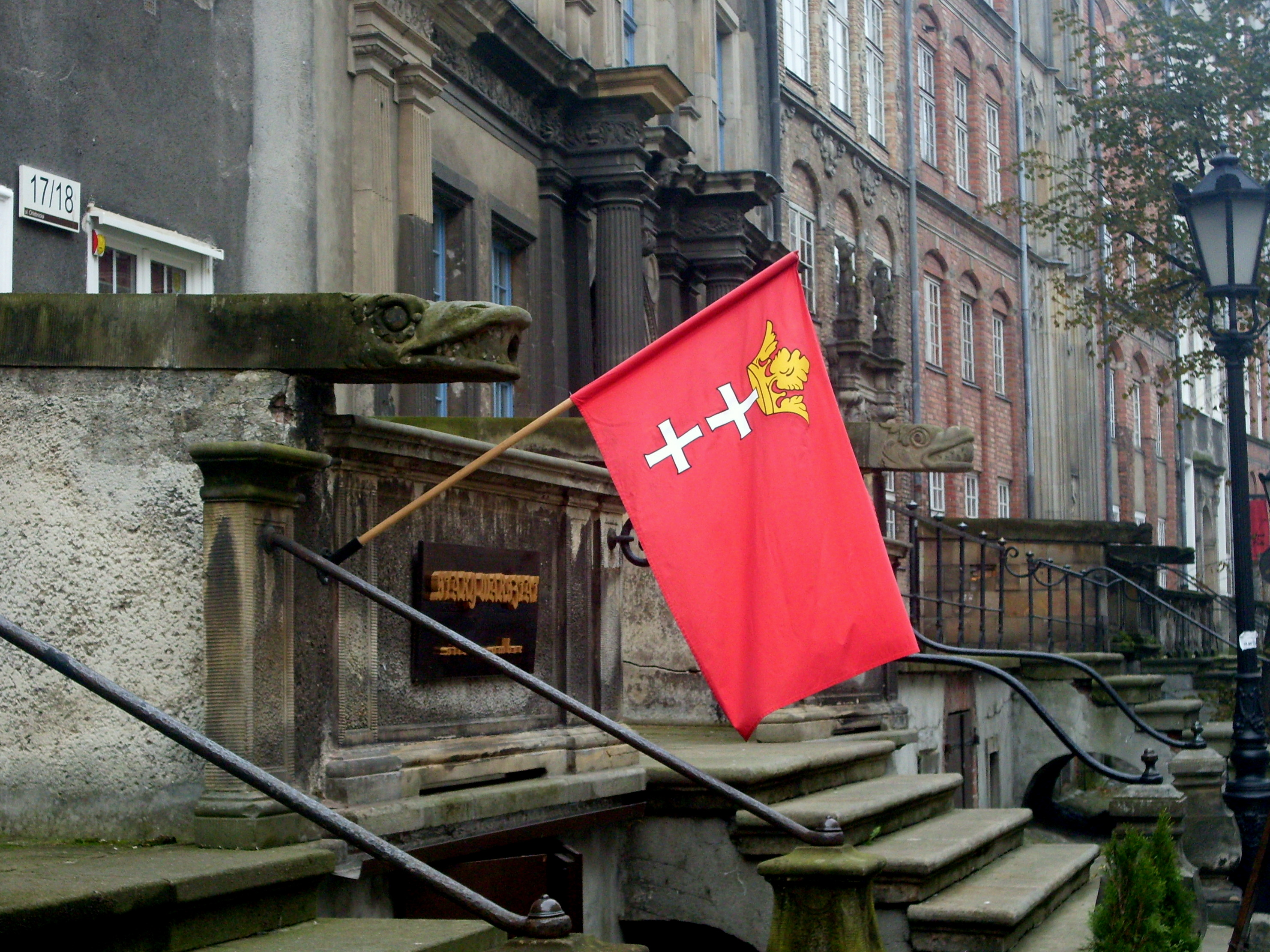
Flaga Gdańska na ulicy Chlebnickiej

2 września 2002 w Dworze Artusa odbyło się uroczyste wręczenie władzom Gdańska honorowej flagi Rady Europy. Z rąk Benno Zierera, członka Zgromadzenia Parlamentarnego Rady Europy, flagę odebrali prezydent Gdańska Paweł Adamowicz oraz przewodniczący Rady Miasta Gdańska Bogdan Oleszek. Wieczorem honorową flagę Rady Europy wciągnięto na maszt na Nowym Ratuszu. Wyróżnienie stanowić miało wyraz uznania dla aktywności miasta w rozwijaniu kontaktów z zagranicznymi miastami partnerskimi oraz jest swoistą nagrodą za dokonania Gdańska w dziedzinie promocji idei jedności europejskiej.
W 2007 na podstawie umowy w sprawie utworzenia i prowadzenia wspólnej instytucji kultury, zawartej między Ministrem Kultury i Dziedzictwa Narodowego, Województwem Pomorskim, Miastem Gdańsk, Niezależnym Samorządnym Związkiem Zawodowym „Solidarność” i Fundacją Centrum Solidarności, powołano do życia Europejskie Centrum Solidarności. W 2014 otwarto nowo wybudowaną siedzibę muzeum, znajdującą się przy placu Solidarności i Bramie nr 2, nieopodal Sali BHP.
W 2008 założono Gdański Teatr Szekspirowski, budowę gmachu teatru ukończono w 2014 r. W tym samym roku utworzono Muzeum II Wojny Światowej w Gdańsku, budowę gmachu muzeum ukończono w 2017 r.
W 2009 rozpoczęto budowę Muzeum – Ośrodek Kultury Morskiej, która zakończyła się otwarciem w 2012.
13 stycznia 2019 na Targu Węglowym, podczas obchodów miejskiego finału 27. edycji WOŚP, doszło do zamachu na prezydenta miasta Pawła Adamowicza. Następnego dnia na skutek obrażeń prezydent zmarł.
W 2019 Gdańsk otrzymał Nagrodę Księżnej Asturii w kategorii Zgoda. To wyróżnienie przyznawane za obronę praw człowieka, promocję i ochronę pokoju, wolności i solidarności.

### Znani gdańszczanie

Paweł Adamowicz, prezydent Gdańska w latach 1998–2019

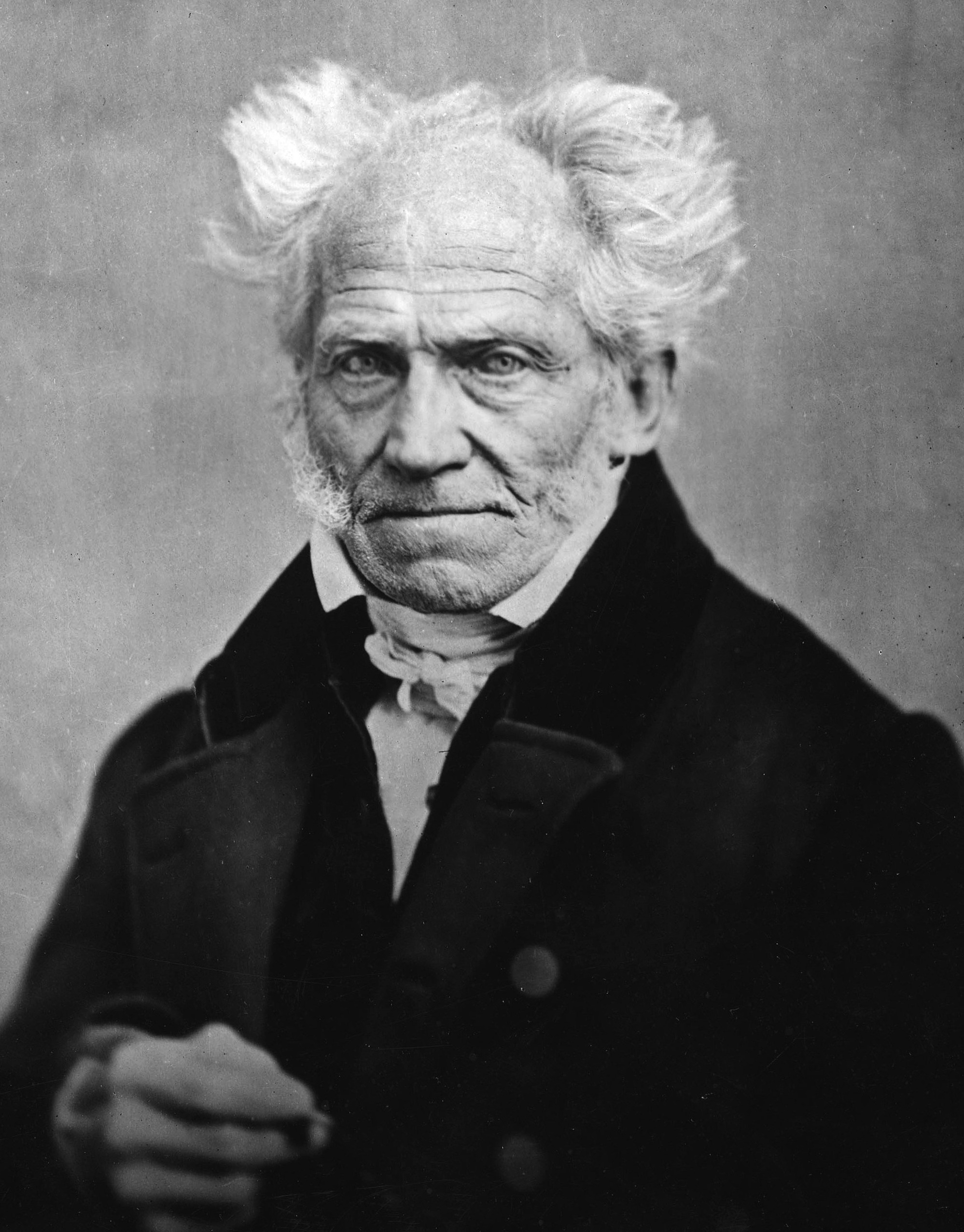
Arthur Schopenhauer, filozof niemiecki

Do znanych gdańszczan należą między innymi:
- Paweł Adamowicz – prawnik, radca prawny, samorządowiec i polityk, w latach 1998–2019 prezydent Gdańska,
- Lech Bądkowski – pisarz, dziennikarz, tłumacz, działacz polityczny, kulturalny i społeczny,
- Abraham van den Blocke – architekt i rzeźbiarz,
- Izaak van den Blocke – malarz,
- Jan Bernard Bonifacio – humanista, bibliofil, podróżnik, fundator Biblioteki Rady Miejskiej w Gdańsku,
- Daniel Chodowiecki – polsko-niemiecki malarz i rysownik,
- Jan Dantyszek – podróżnik, dyplomata, biskup chełmiński rezydujący w Lubawie, biskup warmiński, poeta polsko-łaciński okresu renesansu, sekretarz królewski,
- Gabriel Fahrenheit – fizyk i inżynier pochodzenia niemieckiego,
- Daniel Gralath – burmistrz, burgrabia, uczony,
- Günter Grass – niemiecki pisarz, laureat Nagrody Nobla w dziedzinie literatury,
- Jan Heweliusz – astronom, matematyk i konstruktor instrumentów naukowych,
- Jakob Kabrun – kupiec, dyplomata Saksonii i Księstwa Warszawskiego,
- Bronisław Komorowski – błogosławiony Kościoła katolickiego, polski duchowny katolicki, działacz i polityk,
- Franciszek Kubacz – działacz gdańskiej Polonii, przewodniczący lokalnej Macierzy Szkolnej, poseł do Volkstagu,
- Gotfryd Lengnich – historyk, prawnik i syndyk miejski,
- Anton Möller – malarz, autor obrazów alegorycznych, kompozycji o tematyce biblijnej i portretów,
- Krzysztof Celestyn Mrongovius – duchowny ewangelicki, kaznodzieja, filozof, językoznawca,
- Karol Nawrocki – polityk, prezes IPN, prezydent RP od 2025,
- Jerzy Owsiak – polski dziennikarz, filantrop, działacz charytatywny i społeczny,
- Arthur Schopenhauer – filozof niemiecki, przedstawiciel pesymizmu w filozofii,
- Johanna Schopenhauer – niemiecka pisarka, matka Arthura Schopenhauera,
- Johann Speymann – kupiec, rajca i burmistrz Gdańska,
- Jan Strakowski – architekt, murarz-kamieniarz,
- Jerzy Strakowski – architekt, syn Jana Strakowskiego,
- Donald Tusk – polityk, najdłużej urzędujący premier III RP, były przewodniczący Rady Europejskiej,
- Johann Uphagen – bibliofil, historyk, miłośnik nauk, ławnik i rajca gdański,
- Lech Wałęsa – polityk i działacz związkowy, przywódca i bohater opozycji demokratycznej w PRL, współzałożyciel i pierwszy przewodniczący NSZZ „Solidarność”, laureat Pokojowej Nagrody Nobla, w latach 1990–1995 prezydent RP, z zawodu elektryk,
- Brunon Zwarra – publicysta, autor książek o historii Gdańska, więzień niemieckich obozów koncentracyjnych.

## Architektura

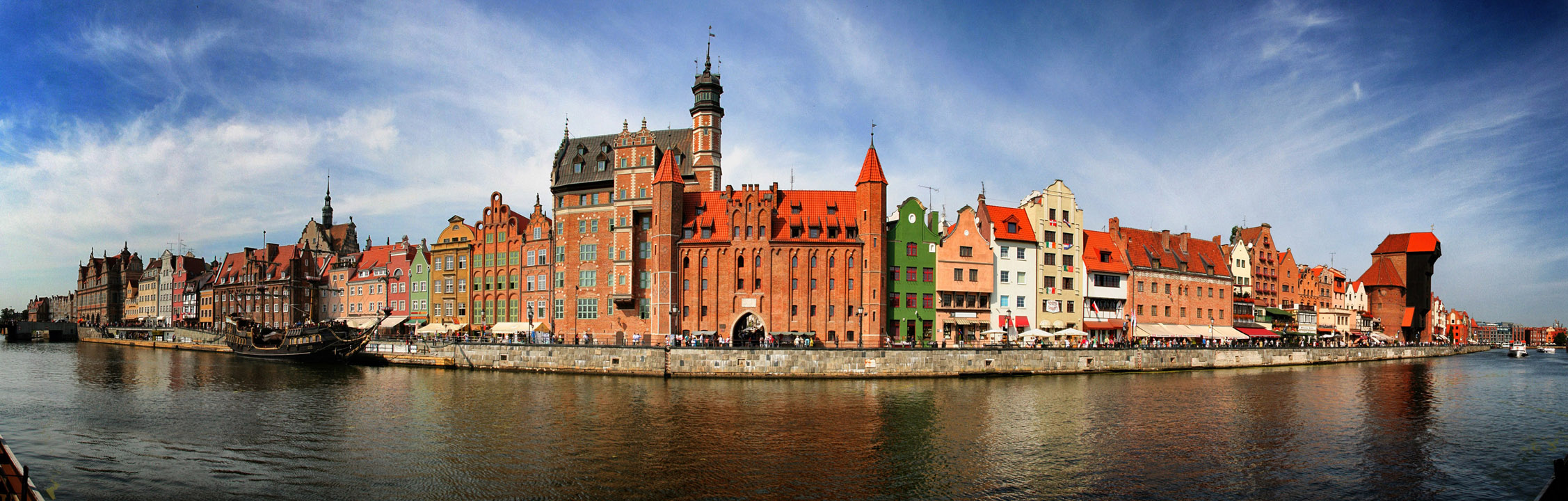
Panoramiczne zdjęcie Głównego Miasta w Gdańsku u nabrzeża Motławy

Gdańsk stanowi jeden z najcenniejszych zespołów zabytkowych w Polsce, pomimo że prawie całe historyczne śródmieście zostało odbudowane po II wojnie światowej, a znaczna część zabytków ruchomych uległa zniszczeniu bądź rozproszeniu.
Istotne zabytki Gdańska znajdują się na Głównym Mieście (Ratusz Głównego Miasta, Dwór Artusa, Dom Uphagenów, Zielona Brama, Brama Żuraw, Fontanna Neptuna) i Starym Mieście (Wielki Młyn, Ratusz Starego Miasta, kościół św. Katarzyny, Dom Trzech Kaznodziei, Dom Opatów Pelplińskich), główne znajdują się wzdłuż Drogi Królewskiej, czyli reprezentacyjnej ulicy Gdańska – Długiej i na Długim Targu. Na Głównym Mieście znajduje się również Bazylika Mariacka Wniebowzięcia NMP – największa średniowieczna świątynia z cegły na świecie. Do 1939 istniała Wielka Synagoga.
Do ważnych miejsc w Gdańsku należą również: Westerplatte, Twierdza Wisłoujście oraz Oliwa, gdzie znajduje się zespół archikatedralny.
Zabytki architektury Gdańska pochodzą z różnych okresów. Można je zaliczyć do:
- budowli gotyckich – pozostałości miejskich umocnień obronnych, kilkanaście kościołów, ratusze miejskie, Wielki Młyn i Dwór Bractwa św. Jerzego. Niektóre z tych zabytków znajdują się na Europejskim Szlaku Gotyku Ceglanego,
- budowli renesansowych – ratusz staromiejski, część kamieniczek mieszczańskich, Dwór Artusa, Zielona Brama i Katownia,
- budowli manierystycznych – Wielka Zbrojownia, Złota Brama, Złota Kamienica, Dom Przyrodników,
- budowli barokowych – Kaplica Królewska, część kamieniczek mieszczańskich, Pałac Opatów w Oliwie.

W okresie renesansu i baroku działali tutaj twórcy: Willem, Abraham i Izaak van den Blocke, Antoni van Obberghen, Andreas Schlüter.

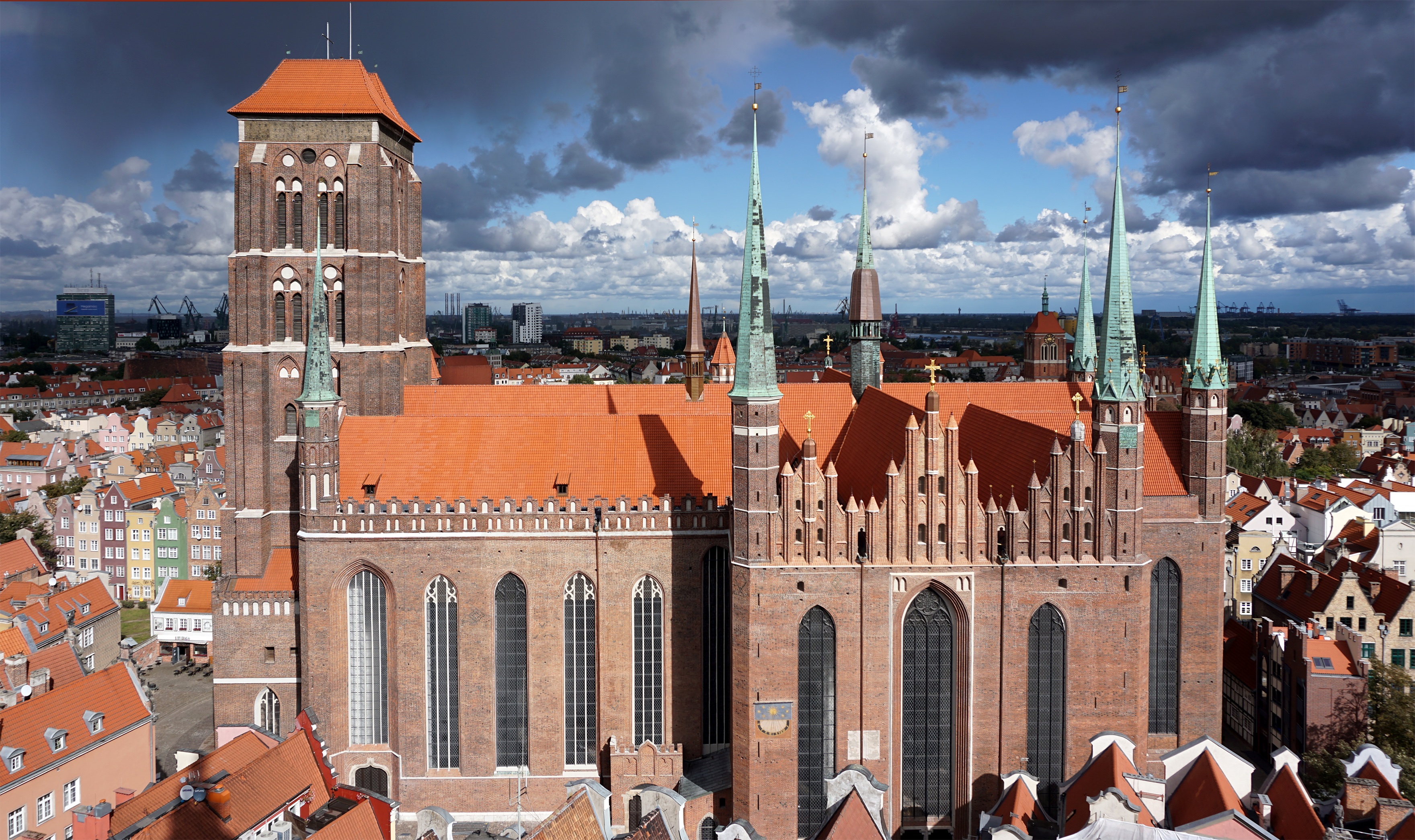
Kościół Mariacki w Gdańsku (konkatedra) – największy ceglany kościół na świecie
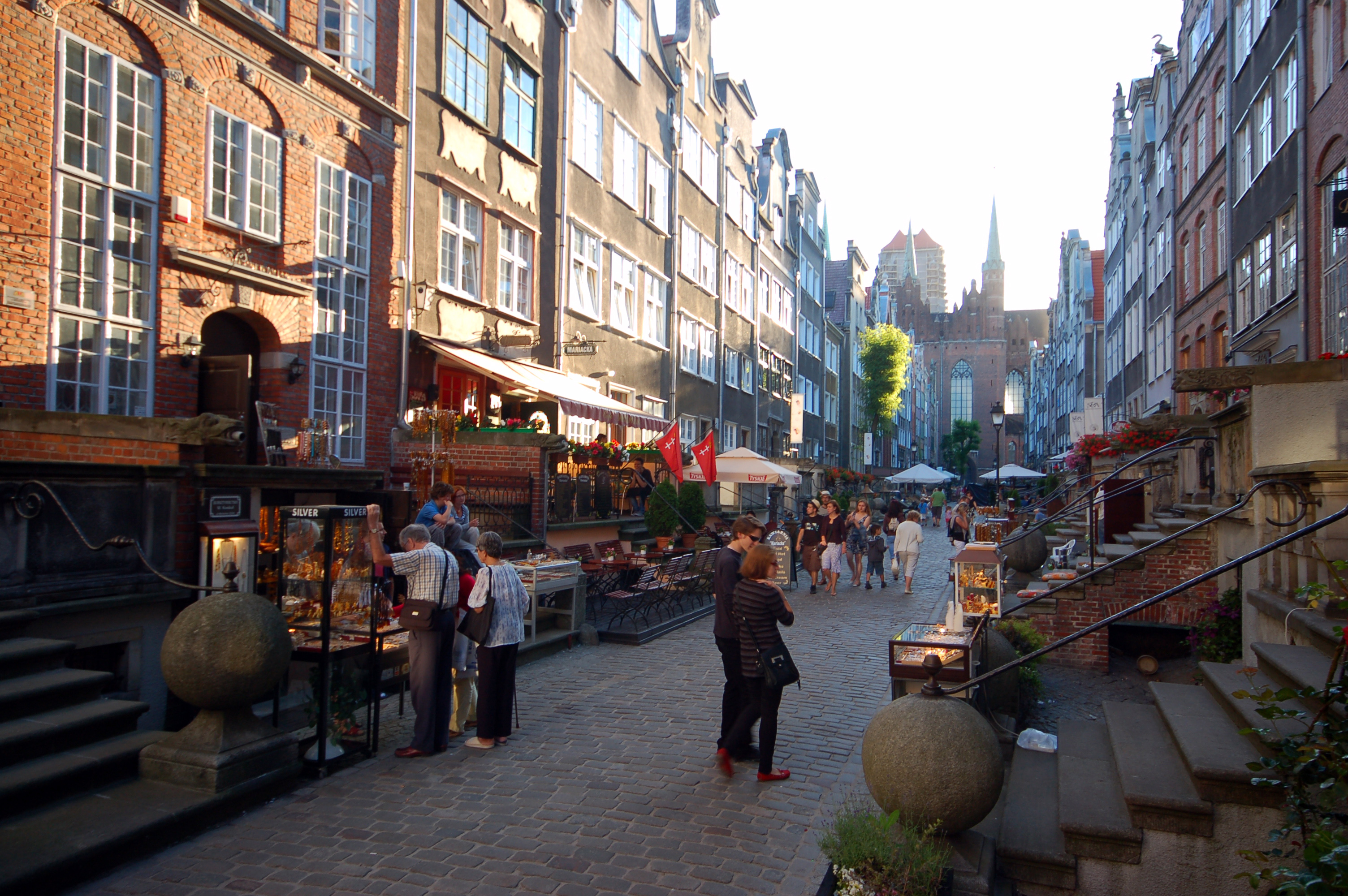
Ulica Mariacka w Gdańsku
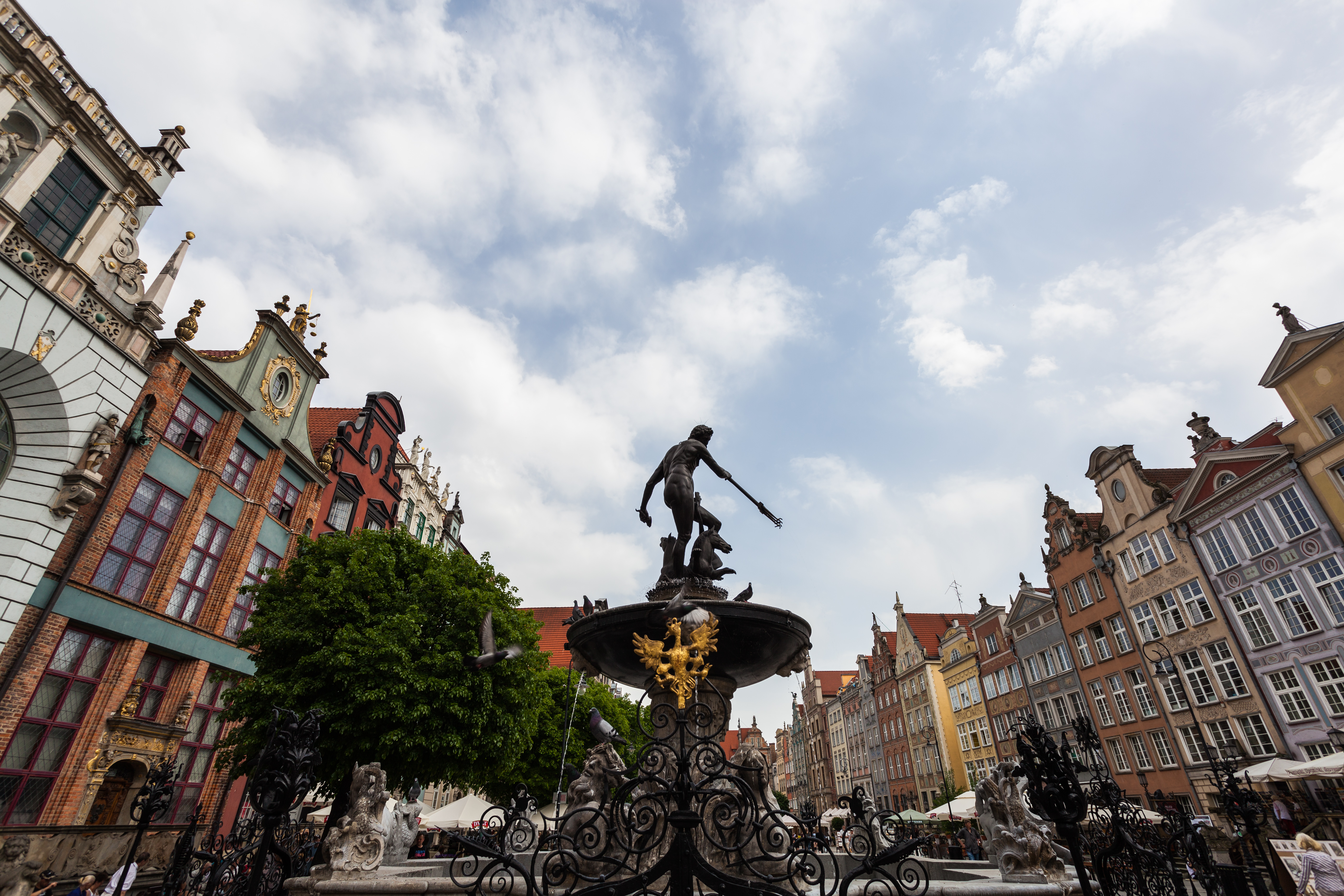
Fontanna Neptuna w Gdańsku
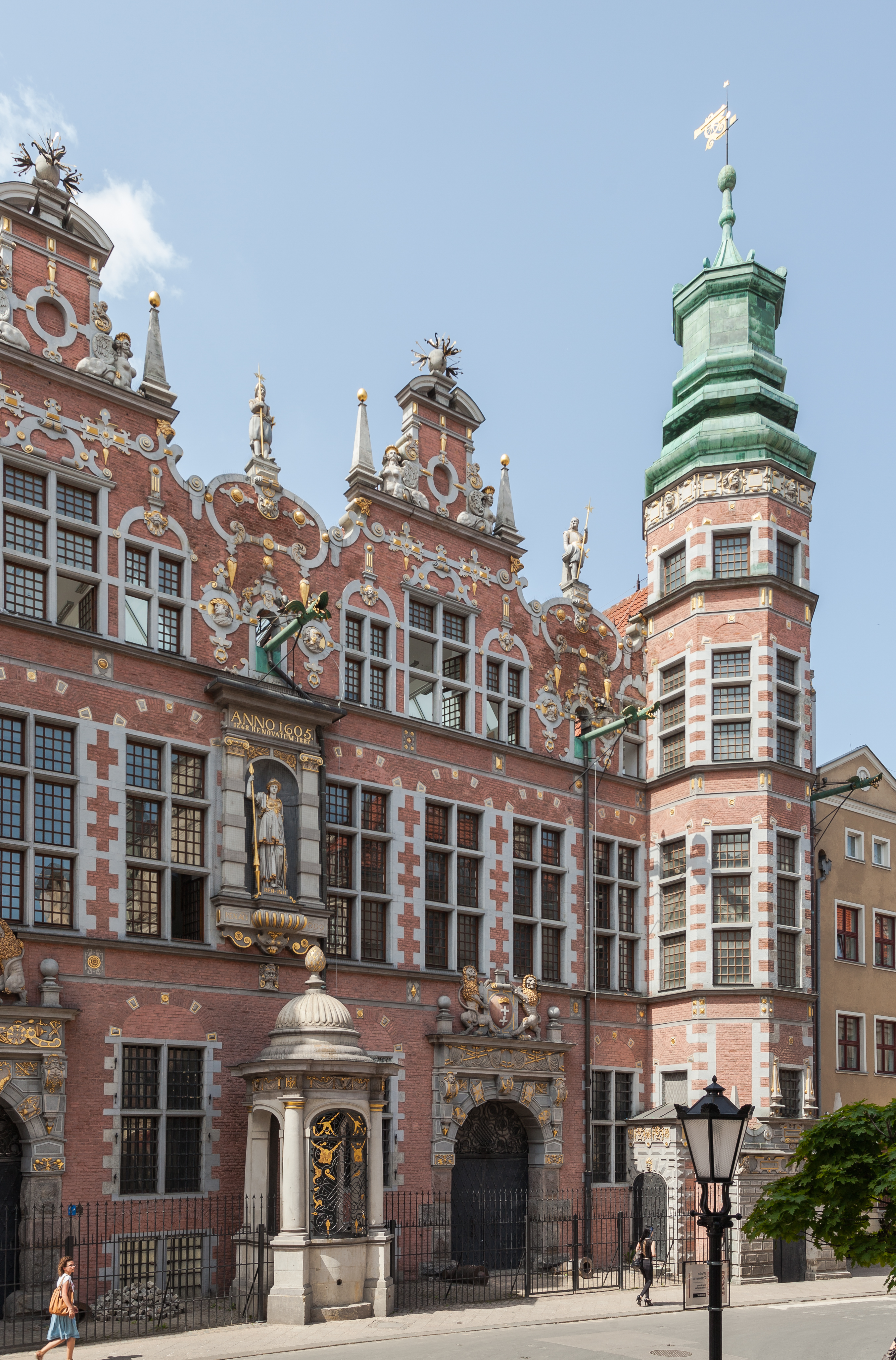
Wielka Zbrojownia w Gdańsku
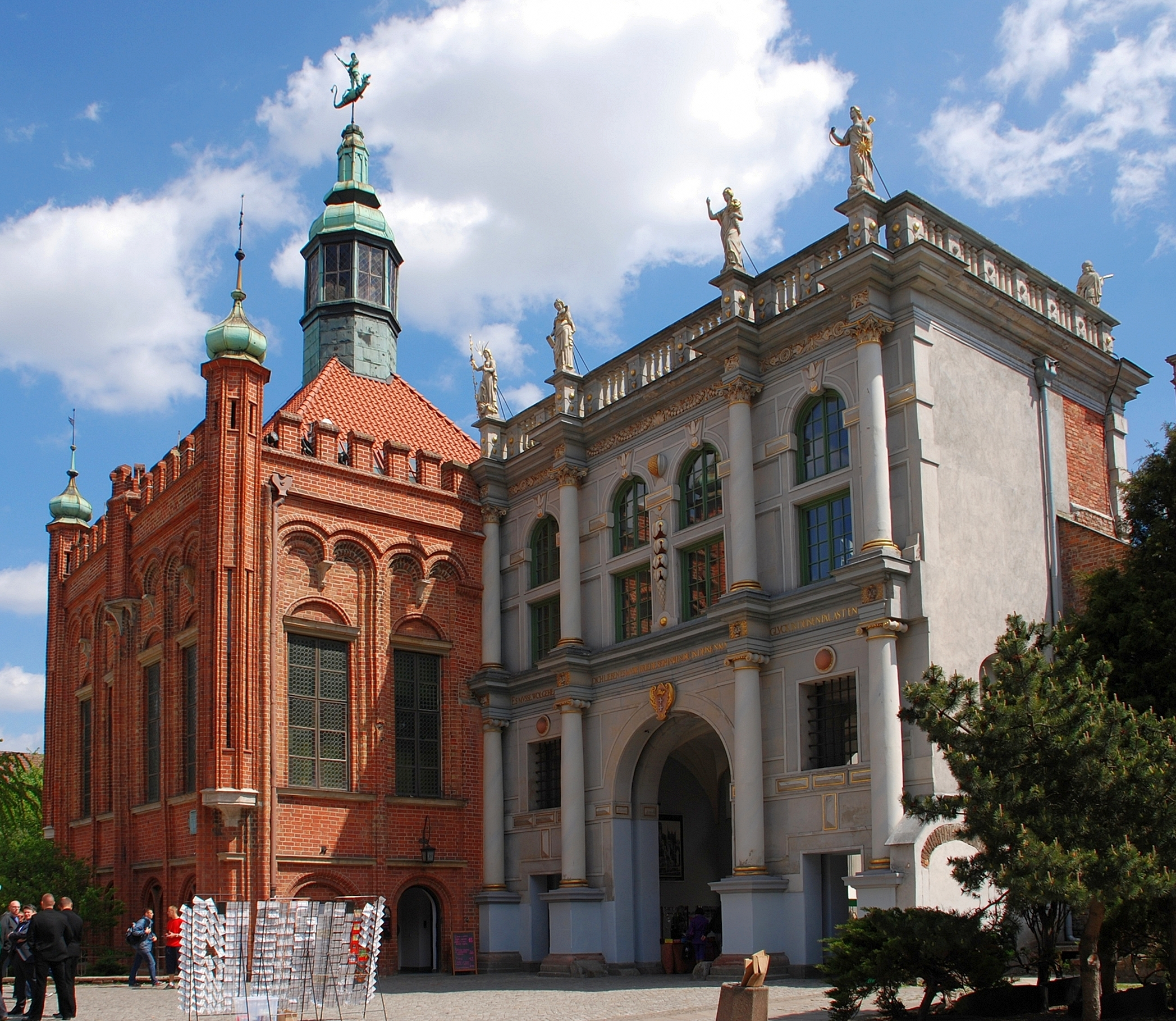
Brama Złota w Gdańsku
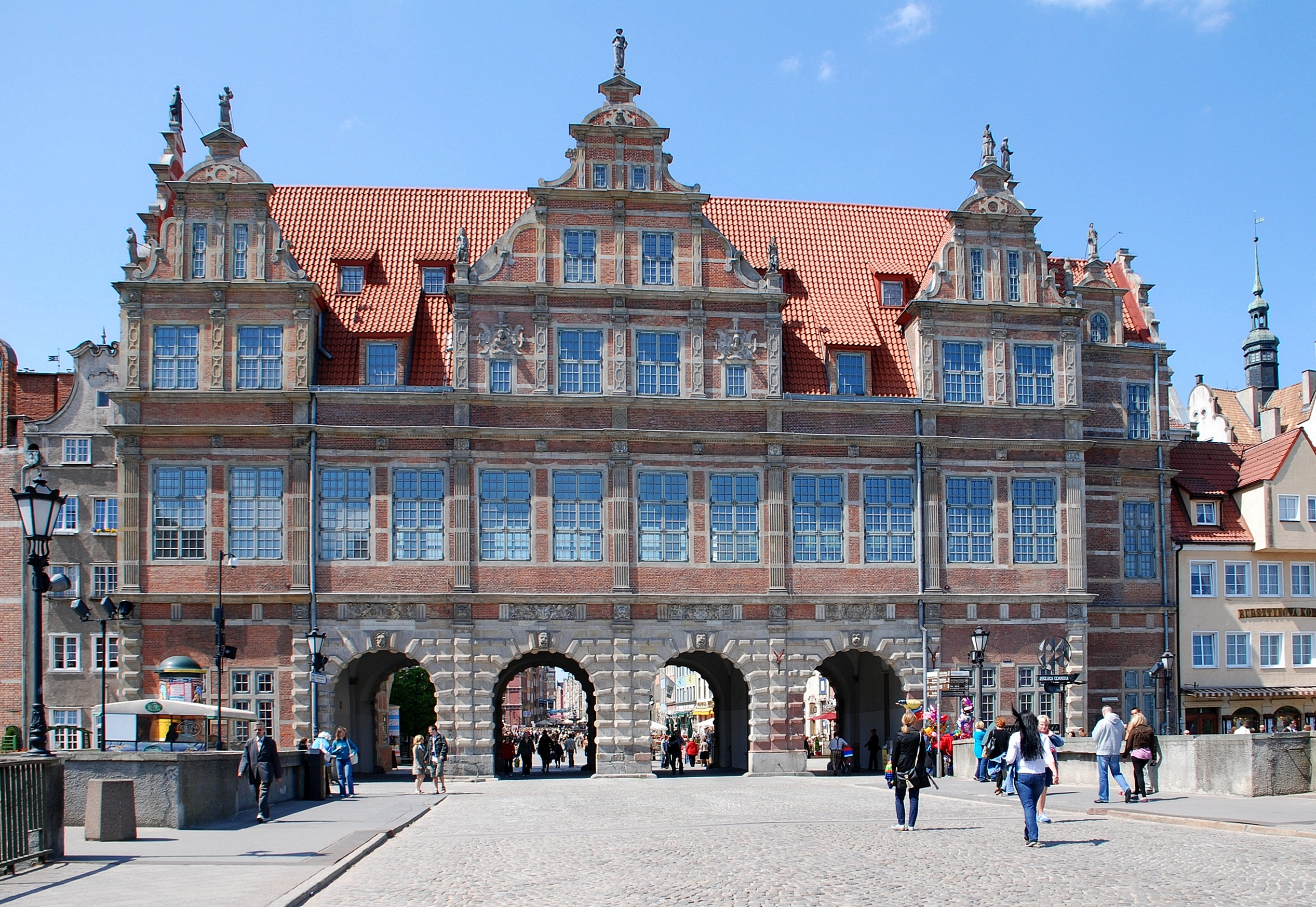
Zielona Brama w Gdańsku
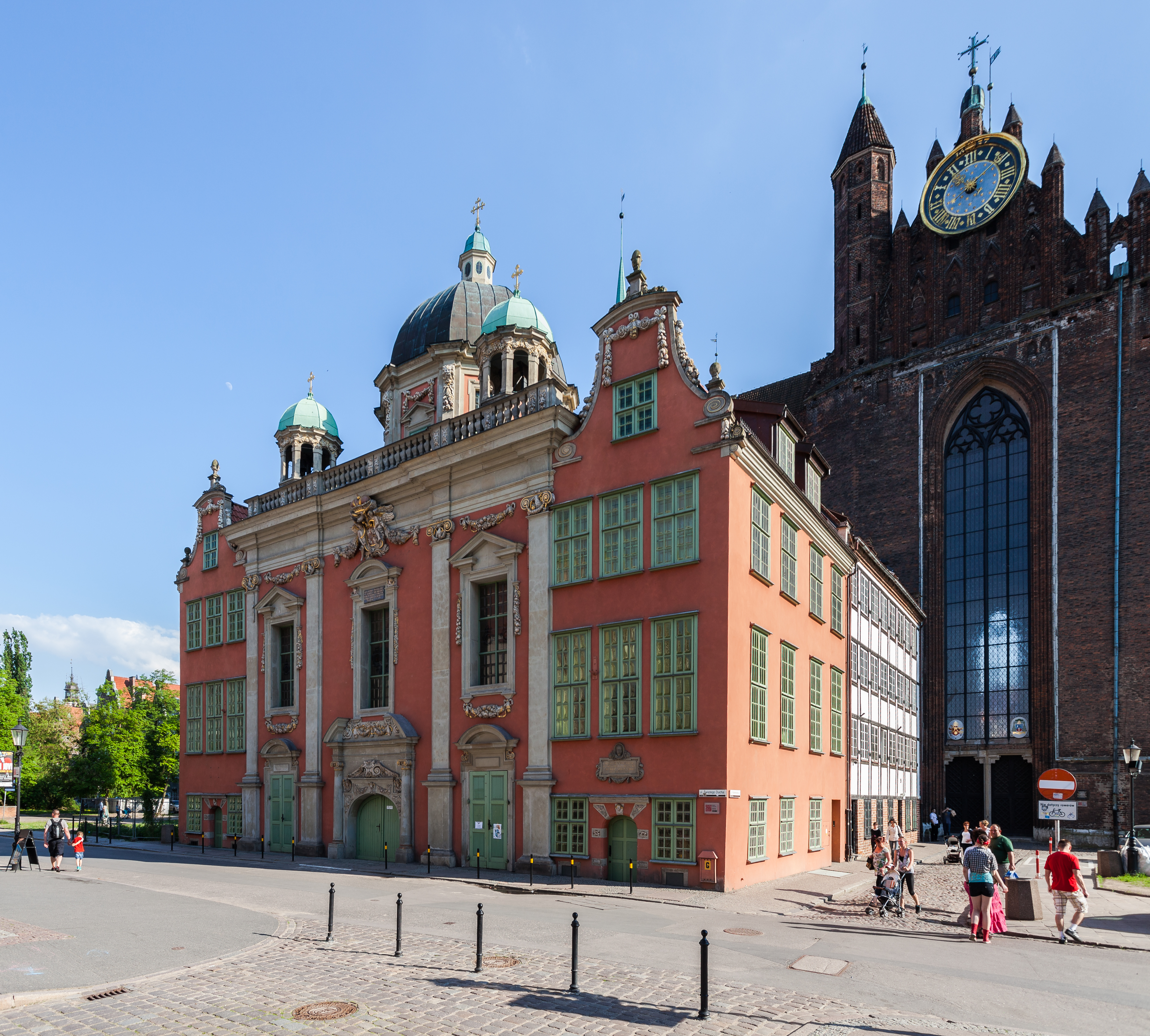
Kaplica Królewska w Gdańsku, zbudowana w latach 1678–1681 dla króla Polski Jana III Sobieskiego
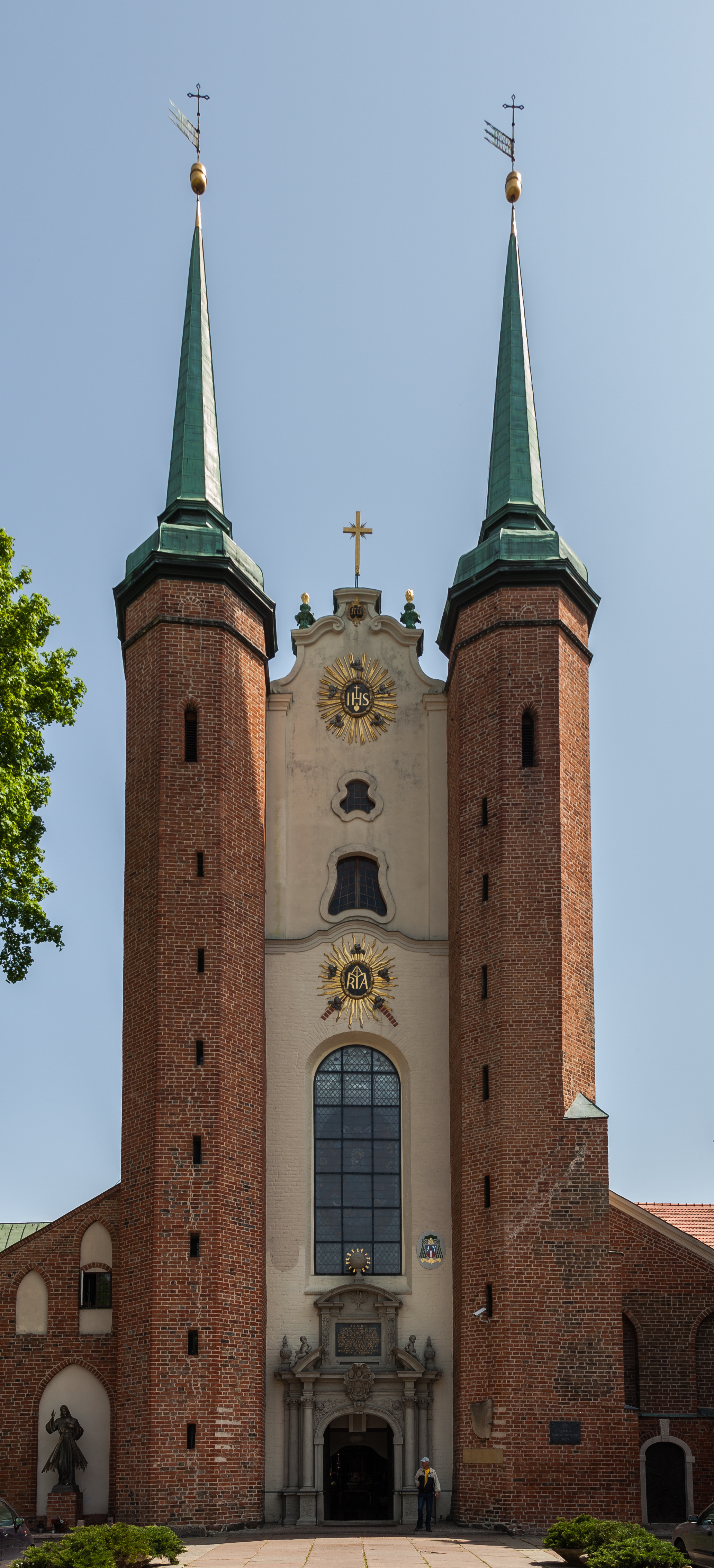
Bazylika archikatedralna w Gdańsku-Oliwie
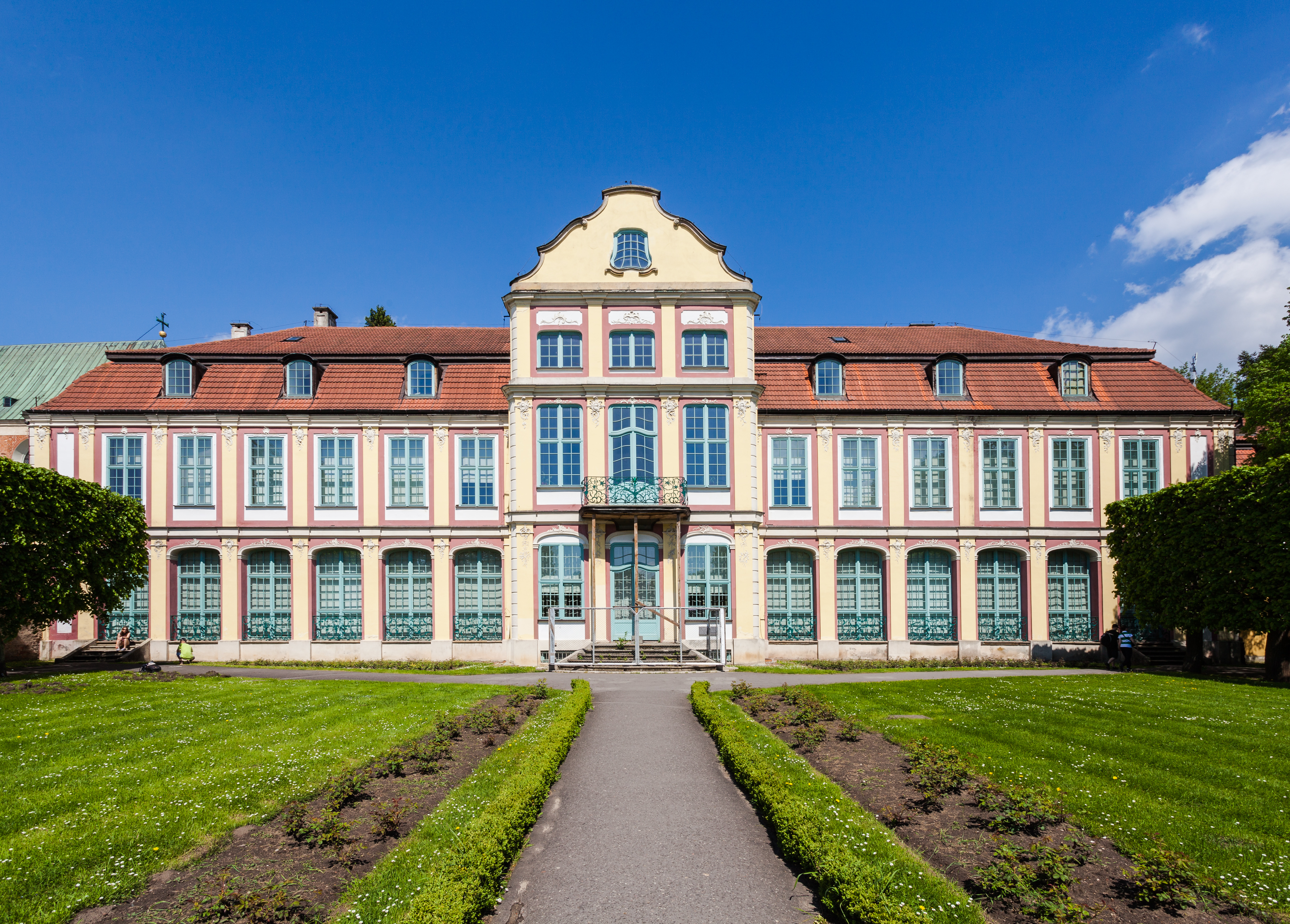
Pałac Opatów w Oliwie
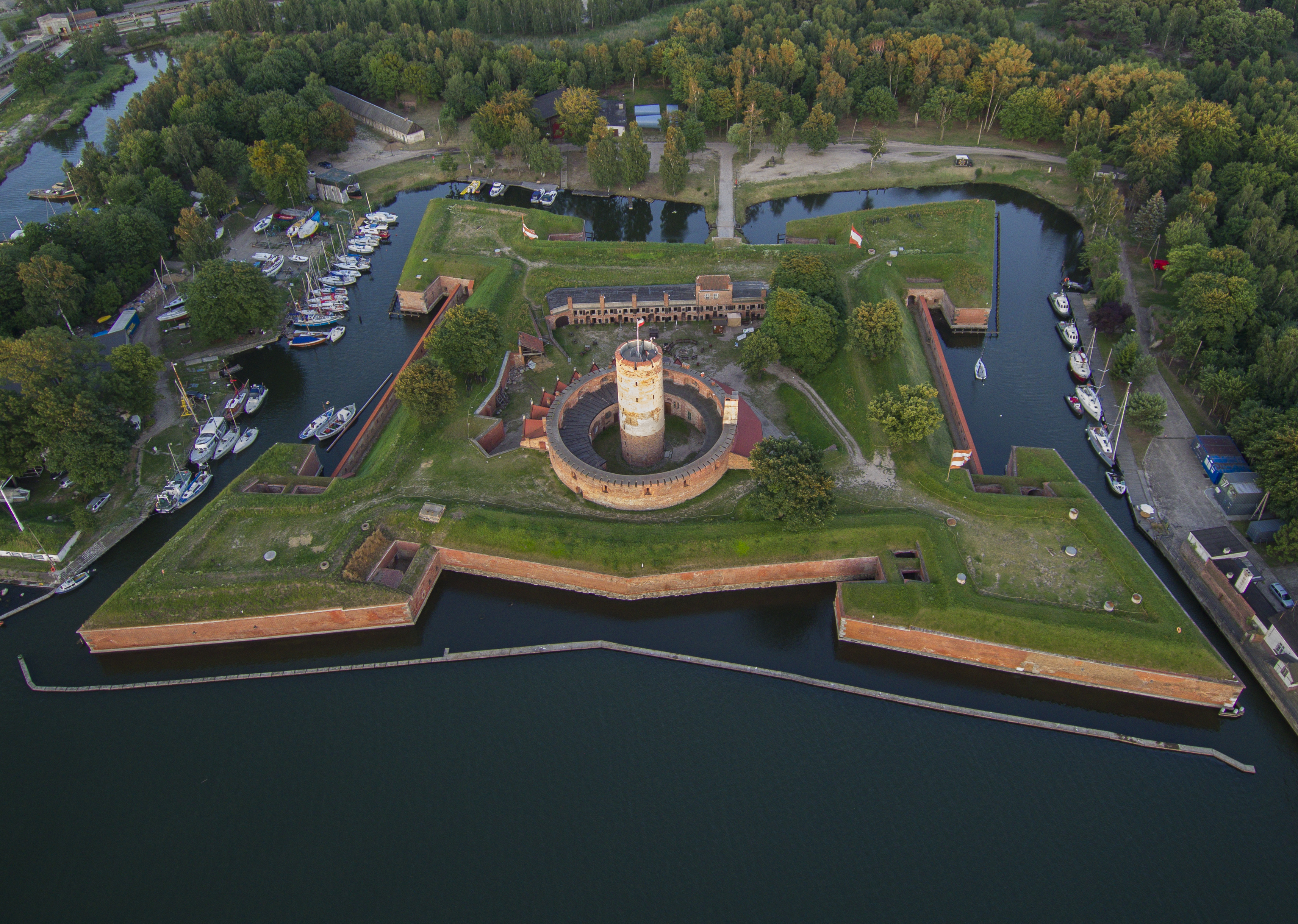
Twierdza Wisłoujście
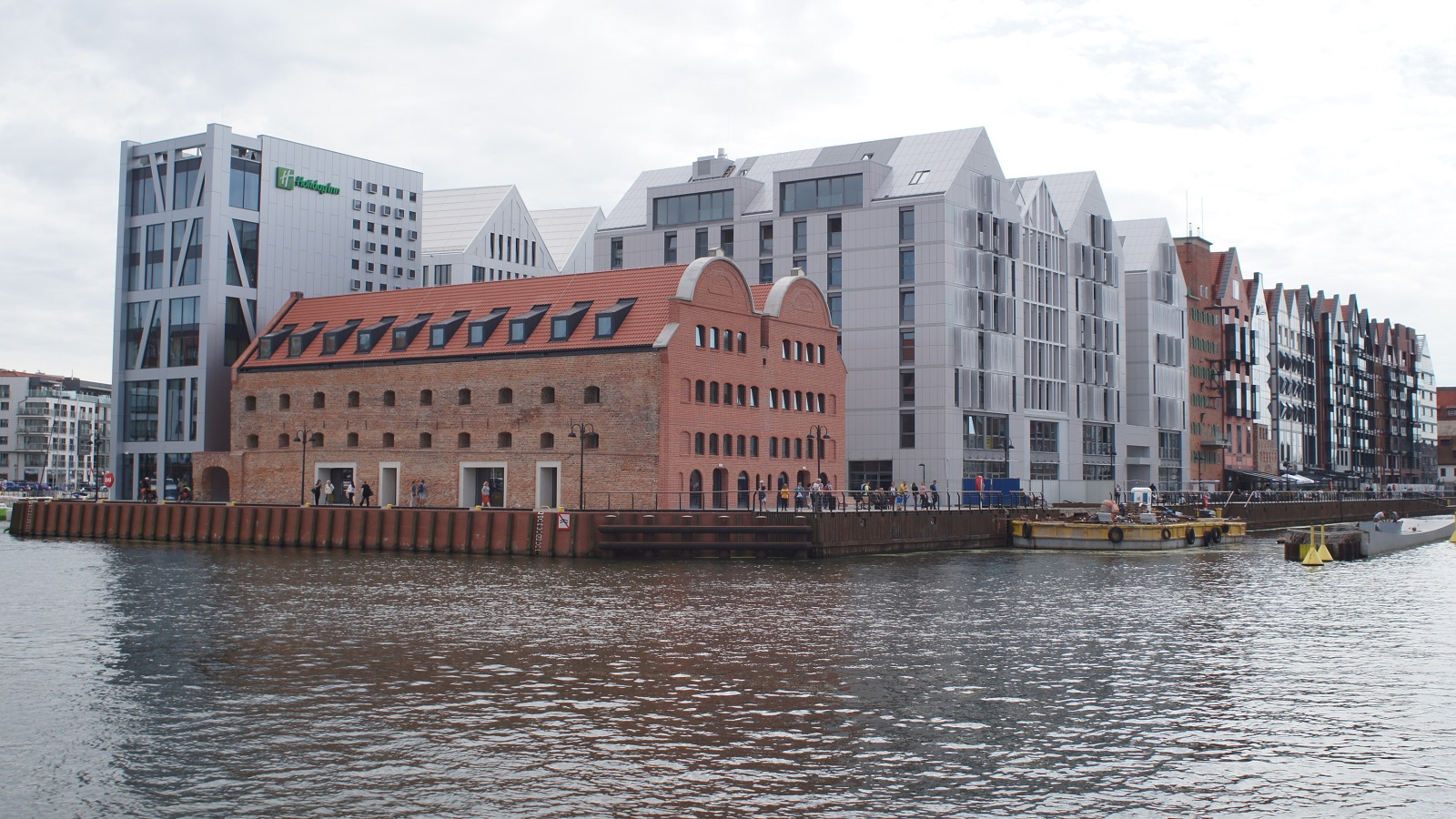
Wyspa Spichrzów

## Demografia
Po II wojnie światowej, Gdańsk, tak jak większość Polski, stał się nadzwyczajnie jednonarodowy, co zakończyło wielonarodowy i wielojęzyczny charakter miasta.

### Pochodzenie
Powojenna ludność Gdańska w przeważającej mierze była ludnością napływową, choć istniała też spora społeczność autochtoniczna (ok. 12% ludności). Przedwojenni niemieccy mieszkańcy miasta zostali po 1945 roku wysiedleni, a na ich miejsce napłynęli w zdecydowanej większości Polacy. Według prof. Leszka Kosińskiego, struktura ludnościowa Gdańska w 1950 roku pod względem pochodzenia terytorialnego przedstawiała się następująco:
| Pochodzenie              | Liczba mieszkańców | Procentowo |
| ------------------------ | ------------------ | ---------- |
| Obszary w granicach ZSRR | 41 544             | 21,34%     |
| Woj. gdańskie            | 23 278             | 11,96%     |
| Woj. bydgoskie           | 21 004             | 10,79%     |
| Woj. warszawskie         | 16 867             | 8,67%      |
| Miasto Warszawa          | 13 668             | 7,02%      |
| Woj. lubelskie           | 10 297             | 5,29%      |
| Woj. kieleckie           | 7 894              | 4,06%      |
| Woj. łódzkie z Łodzią    | 7 787              | 4,00%      |
| Woj. poznańskie          | 7 568              | 3,89%      |
| Woj. białostockie        | 5 281              | 2,71%      |
| Woj. rzeszowskie         | 3 786              | 1,95%      |
| Woj. krakowskie          | 3 551              | 1,82%      |
| Woj. katowickie          | 2 181              | 1,12%      |
| Woj. olsztyńskie         | 1 465              | 0,75%      |
| Pozostali                | 5 421              | 2,79%      |
| Ludność napływowa ogółem | 171 592            | 88,16%     |
| Autochtoni               | 23 041             | 11,84%     |
| Ogółem                   | 194 633            | 100%       |

### Narodowości i grupy etnograficzne
Najliczniejsze narodowości i grupy etnograficzne według Narodowego Spisu Powszechnego Ludności i Mieszkań 2021:
- Polacy – 96,5%,
- Kaszubi – 1,1%,
- Ukraińcy – 0,4%,
- Niemcy – 0,3%.

#### Ukraińcy
W NSP 2021 narodowość ukraińską wskazało 1 864 mieszkańców Gdańska. Natomiast z powodu rosyjskiej inwazji na Ukrainę, liczba Ukraińców w Gdańsku wzrosła w kwietniu 2022 do 184,4 tysiąca, co stanowiło 28% ludności miasta. Jednak od maja tego roku liczba Ukraińców zaczęła spadać. Do 2023 r. w Gdańsku numer PESEL przyznano 17258 obywatelom Ukrainy, co stanowi 3,5% mieszkańców miasta.

### Języki
Według Narodowego Spisu Powszechnego Ludności i Mieszkań 2021, najczęściej używanymi językami w domach są:
- polski – 99,6%,
- Inny lub drugi język domowy - 5,4%, w tym:
  - angielski – 3,5%,
  - niemiecki – 0,6%,
  - rosyjski – 0,5%,
  - kaszubski – 0,3%.

### Liczba ludności
Największą liczbę zameldowanych osób Gdańsk odnotował 31 grudnia 2024 r. – 488 651 mieszkańców. Największa realna populacja odnotowana została w kwietniu 2022 r. - 655 tys., z powodu przybycia uchodźców z Ukrainy.
Saldo migracji w Gdańsku na koniec 2023 r. wyniosło +1548 osób.

## Gospodarka

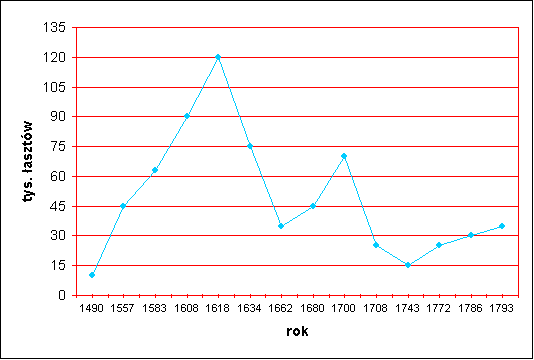
Eksport zboża przez Gdańsk w latach 1490–1793 (1 łaszt = ok. 2400 kg pszenicy lub 2200 kg żyta)

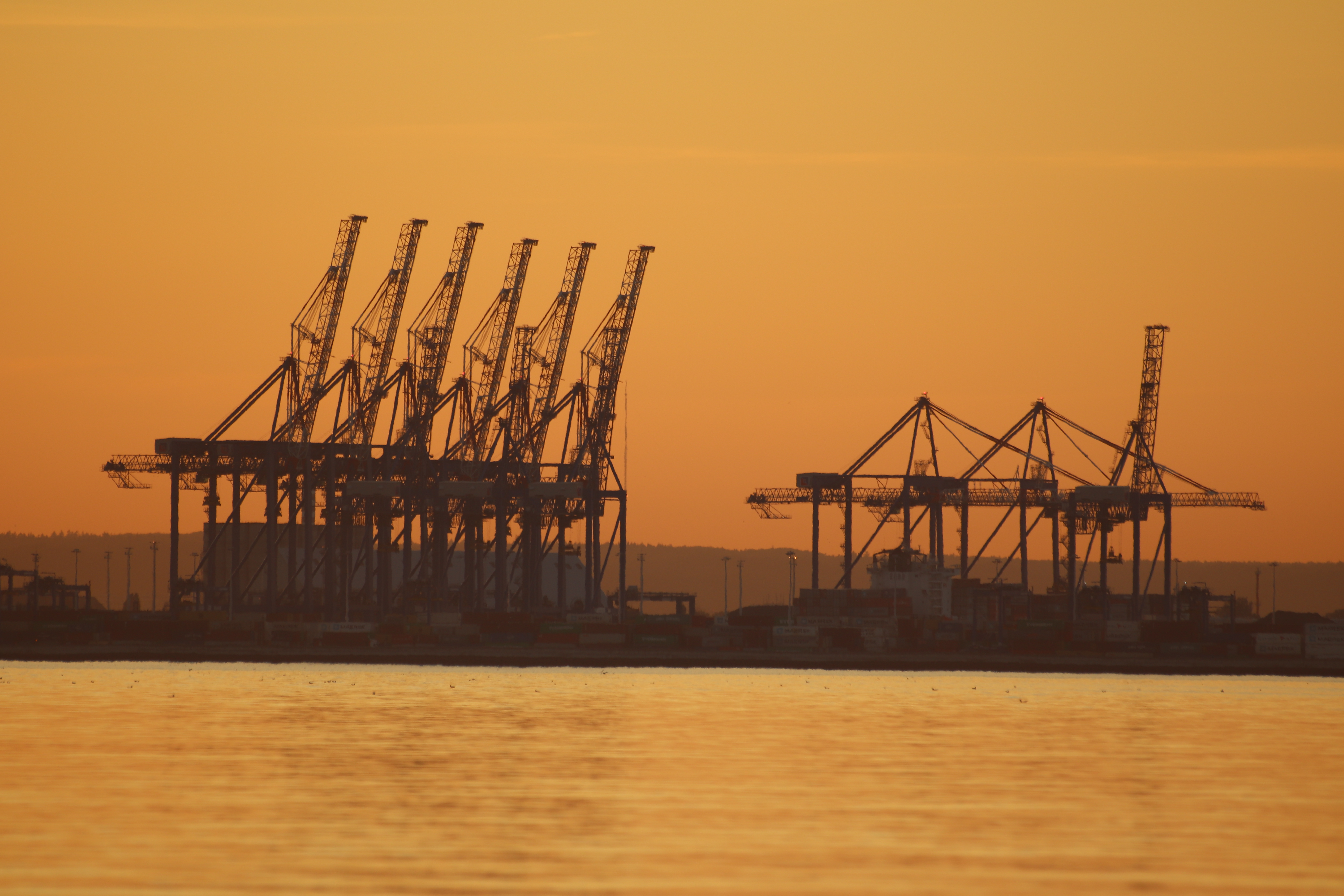
Terminal kontenerowy Baltic Hub w Porcie Gdańskim

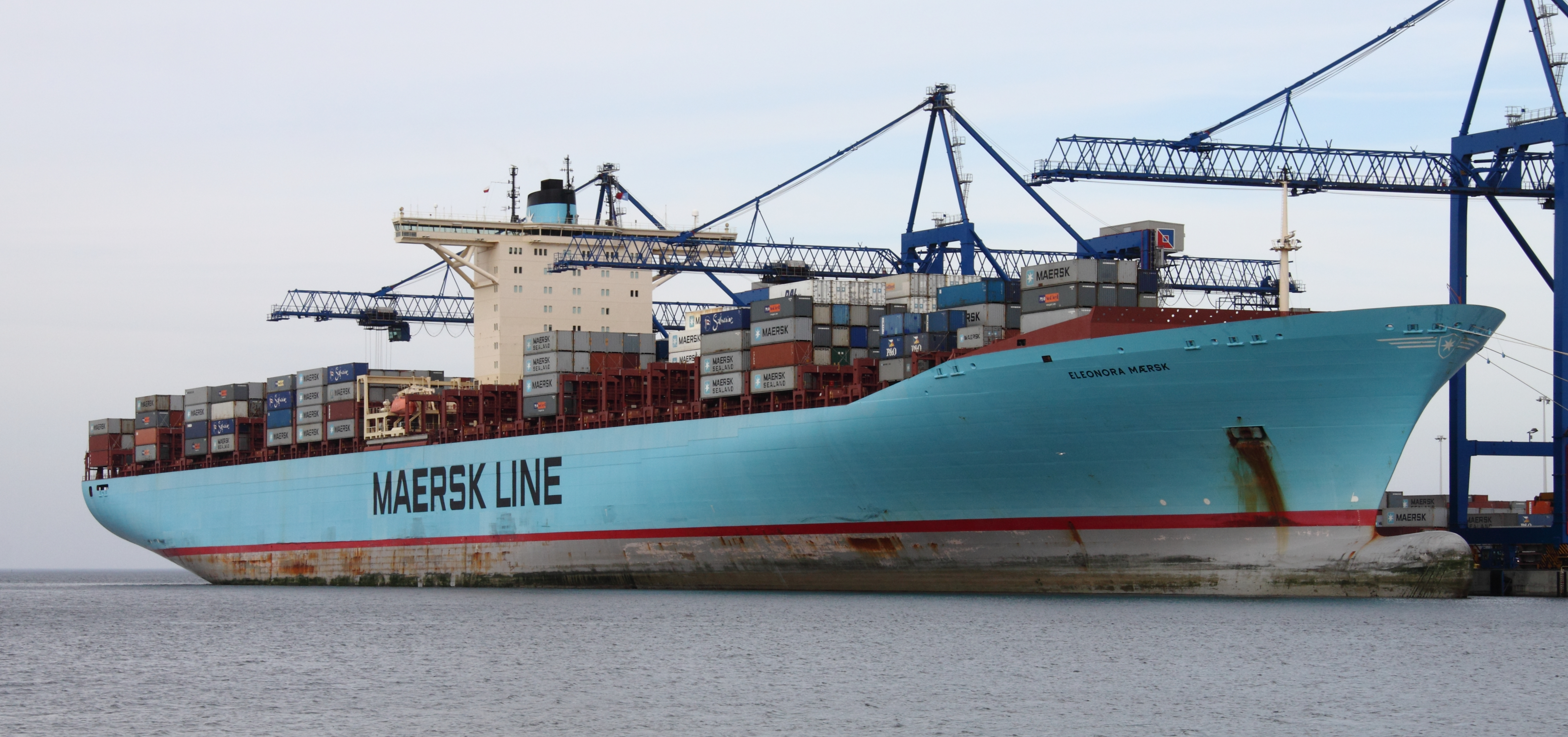
Kontenerowiec Maersk w głębokowodnym terminalu kontenerowym

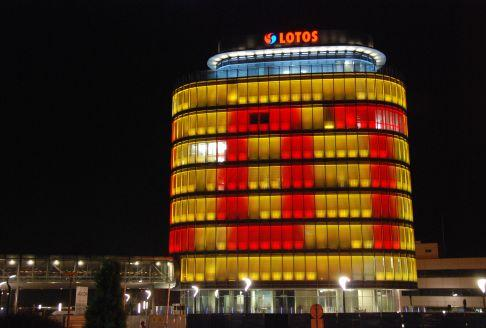
Biurowiec Grupy Lotos

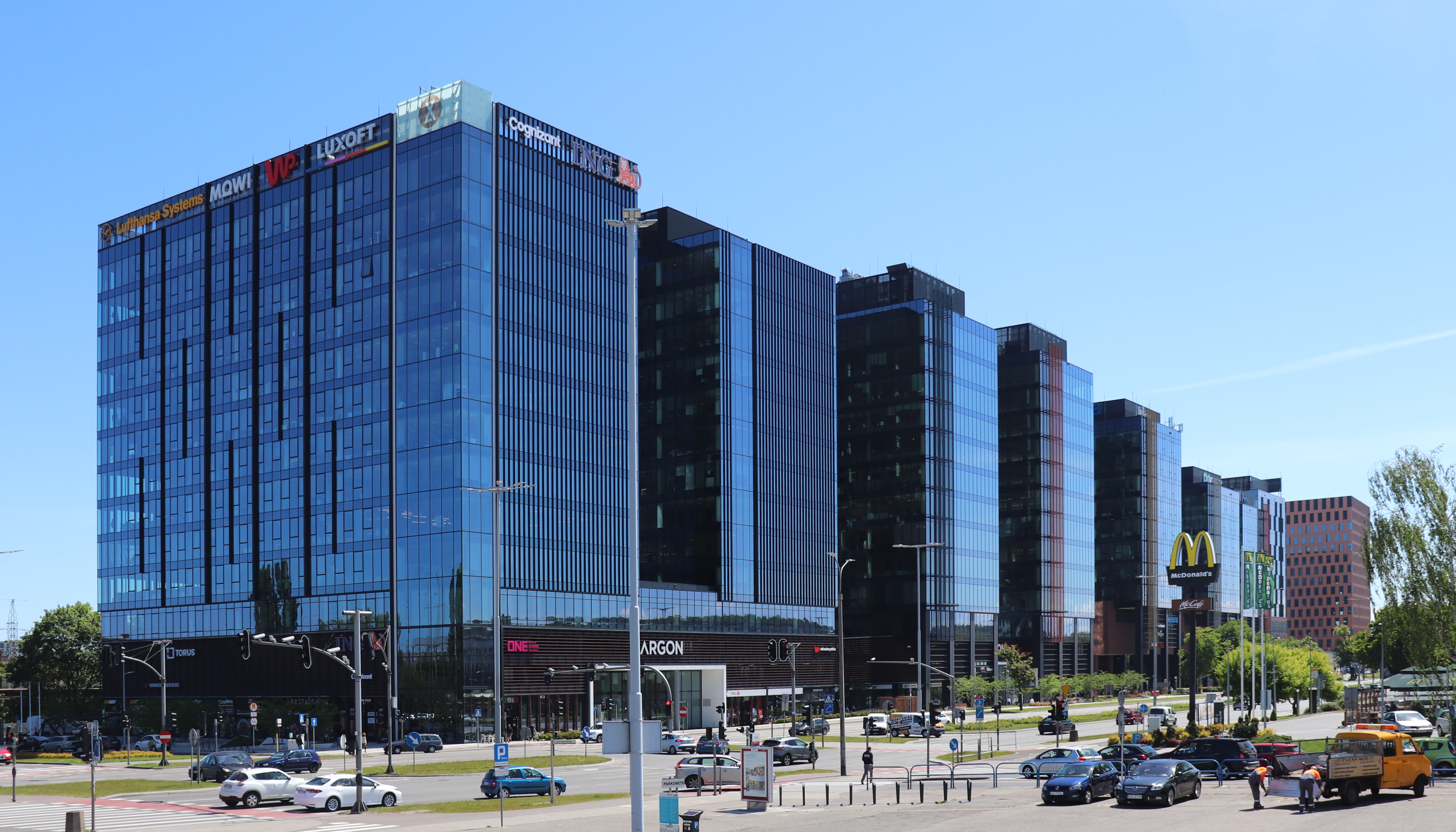
Kompleks Alchemia w Gdańsku-Oliwie

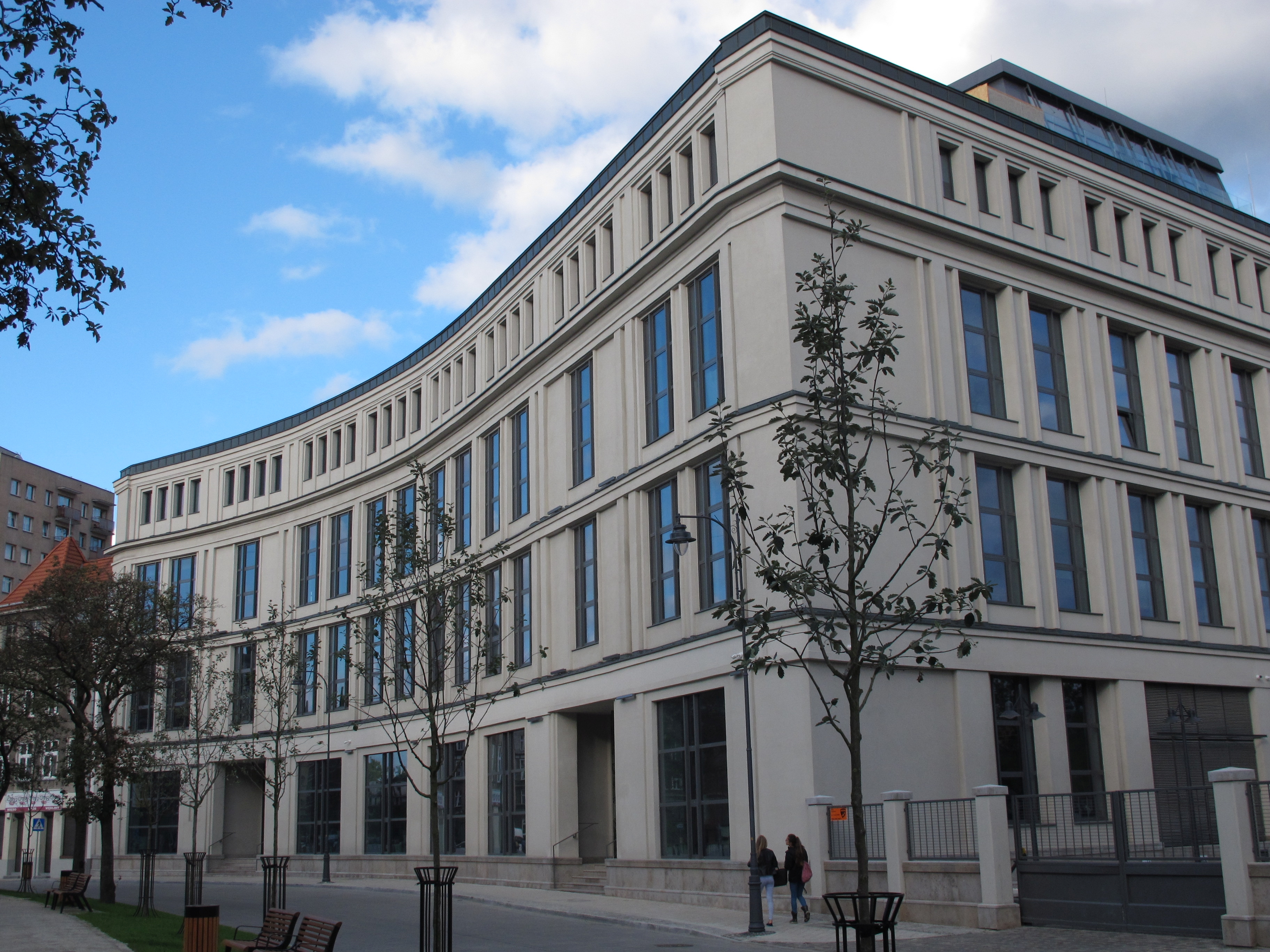
Biurowiec LPP na Dolnym Mieście

### Rys historyczny
Gdańsk jest dużym ośrodkiem gospodarczym nad Morzem Bałtyckim. Już pierwsze przekazy dowodzące istnienia miasta, jak „Żywot świętego Wojciecha” z 997, mówią o grodzie, mieście; ówczesny Gdańsk musiał być więc ludną osadą. Gród prowadził działalność handlowo-targową, z rybołówstwem, zbieractwem bursztynu i portem morskim. W 1263 Gdańsk otrzymał prawa miejskie w wyniku silnego rozwoju za czasów Świętopełka. Największe stosunki handlowe Gdańsk utrzymywał z Lubeką, skąd przywożono sól oraz sukno, a wywożono zboże i drewno.
Gdańsk rozwijał się również pod panowaniem krzyżackim. Miasto stało się członkiem Hanzy, pośredniczyło w handlu zagranicznym Polski, pobierając tzw. funtowe. Do gdańskiego portu przybijało coraz więcej statków, powstały wielkie spichlerze oraz wielki żuraw wybudowany w 1367. Gdańsk prześcignął inne miasta dolnej Wisły, jak Elbląg, Toruń czy Chełmno. Stał się również ważnym miastem w Hanzie.
Po zakończeniu wojny i podpisaniu pokoju toruńskiego nastąpił okres związku z Polską. Gdańsk uzyskał liczne przywileje: szeroką autonomię w dziedzinach finansowej, administracyjnej i sądowniczej. Przyznano prawo wydawania statutów, tzw. wilkierzy – przepisów normujących życie miejskie, przede wszystkim handlowe. Ponadto Gdańsk otrzymał prawo bicia własnej monety w złocie i srebrze. W tym czasie Gdańsk wprowadził nowe cło, palowe, w celu zwiększenia swoich dochodów. Nastąpił złoty okres rozwoju gospodarczego miasta. Gdańsk stał się monopolistą w handlu zagranicznym Polski, pośrednicząc w transakcjach eksportowo-importowych. Prowadził wówczas wymianę handlową na dużą skalę, handlował z niemieckimi miastami hanzeatyckimi: Hamburgiem, Lüneburgiem, Wismarem, Rostockiem; miastami duńskimi i szwedzkimi, skąd sprowadzano: śledzie, futra, żelazo i wywożono: sól, piwo (głównie piwo jopejskie), wino, owoce południowe i towary przemysłowe. Podobne transakcje Gdańsk zawierał na wschodnim wybrzeżu Bałtyku z Rewlem, Parnawą, Dorpatem, Rygą i Nowogrodem. Duże znaczenie miały kontakty kupców z Brugią, dokąd wywozili: zboże, drewno, futra, ołów, miedź węgierską, żelazo szwedzkie i przywozili: sukno flandryjskie, wino, oliwę, owoce południowe. Następnie przenieśli swoje kontakty handlowe do Antwerpii i Amsterdamu. Również handlowano z Anglią, Francją oraz Hiszpanią i Portugalią. Udział Gdańska w ogólnym handlu w rejonie Bałtyku osiągnął 30%.
Na początku XVII wieku Gdańsk pod względem wielkości dorównał Lubece. Na krótko przed potopem szwedzkim Gdańsk, liczący 77 000 mieszkańców, stał u szczytu rozkwitu. Następne lata obniżyły wartość handlu, Europa Zachodnia zmniejszała zapotrzebowanie na zboże z Gdańska, liczne wojny zniszczyły miasto, doszło do zaborów i utraty samodzielności. W celu zmiany koniunktury Gdańsk utworzył Izbę Handlową, oddano na cele giełdy towarowej Dwór Artusa, miasto utrzymywało agentów handlowych w stolicach większych państw, przyjmowano obcych agentów i konsulów.
W XIX w. gospodarka miasta znajdowała się w recesji. Po utworzeniu połączenia kolejowego z Bydgoszczą w 1852 stopniowo sytuacja gospodarcza się poprawiała. W 1870 dodatkowo utworzono nowe połączenia kolejowe ze Szczecinem i Berlinem, a w 1877 z Warszawą. W 1873 powstała pierwsza linia tramwaju konnego do ówczesnej Oliwy. Po kolejnych decyzjach z końca XIX wieku, znoszących cła tranzytowe, nastąpił stopniowy rozwój eksportu (głównie zboża i drewna), towarzyszyła temu rozbudowa gdańskiego portu i przemysłu, powstawały stocznie i fabryki.
W latach 1871–1897 założono pierwszą sieć kanalizacyjną, następnie rozpoczęto budowę sieci wodociągowej, ponadto miasto posiada od 1903 roku rozdzielczą sieć kanalizacji – deszczową odprowadzaną do wód otwartych oraz sanitarną odprowadzaną do oczyszczalni. W 1853 wybudowano gazownię, w 1897 elektrownię, a w okresie od 1895–1896 pierwsze elektryczne linie tramwajowe. W połowie XIX wieku rozwijała się także nauka, w 1849 w Gdańsku działało 46 szkół elementarnych i 8 szkół średnich. W 1904 otwarto politechnikę.
Dopiero koniec I wojny światowej oraz powstanie Wolnego Miasta Gdańska z wolną Polską umożliwiły wejście w kolejną fazę rozwoju miasta.
W okresie Wolnego Miasta Gdańska, znaczne wpływy Republiki Weimarskiej na Wolne Miasto Gdańsk, spowodowały podjęcie decyzji o budowie portu w Gdyni przez Polskę. Port ten do II wojny światowej wyprzedził pod względem ilości przeładowanych towarów port w Gdańsku.
Po wojnie nastąpiła odbudowa miasta. Odbudowano port oraz stocznie, powstała także zewnętrzna nowa część portu, zwana Portem Północnym.
W Gdańsku po wojnie zlokalizowano następujące stocznie: Gdańska Stocznia „Remontowa” S.A., Stocznia Gdańsk S.A., Stocznia Północna, Stocznia Wisła.

### Współcześnie
W Gdańsku działalność gospodarczą prowadzi około 52 tys. podmiotów. Z listy 500 największych firm polskich (według przychodów ze sprzedaży) pisma Polityka, swoje główne siedziby w Gdańsku w 2012 roku posiadało dziesięć firm. Są to przedsiębiorstwa z branż: stoczniowej (Gdańska Stocznia „Remontowa”, Crist – największa prywatna stocznia w Polsce), petrochemicznej (Grupa Lotos, w tym Petrobaltic), energetycznej (Elektrociepłownie Wybrzeże, Energa, Gdańskie Przedsiębiorstwo Energetyki Cieplnej), odzieżowej (LPP), metalowej (Glencore), materiałów budowlanych (Mercor) i handlu detalicznego (Jysk).
W Gdańsku corocznie odbywa się kilkadziesiąt imprez o charakterze targów branżowych. Wiele z nich organizują Międzynarodowe Targi Gdańskie. Długoletnią tradycję mają gdańskie targi branży morskiej Baltexpo. Poprzednio targi odbywały się najczęściej na halach wystawienniczych przy ulicy Beniowskiego w Oliwie, obecnie w nowej lokalizacji w Centrum Wystawienniczo-Kongresowym AmberExpo w Gdańsku Letnicy w sąsiedztwie stadionu.
Na koniec lipca 2021 roku liczba zarejestrowanych bezrobotnych w Gdańsku obejmowała ok. 9,1 tys. mieszkańców, co stanowi stopę bezrobocia na poziomie 3,6%.

### Ważniejsze centra handlowe

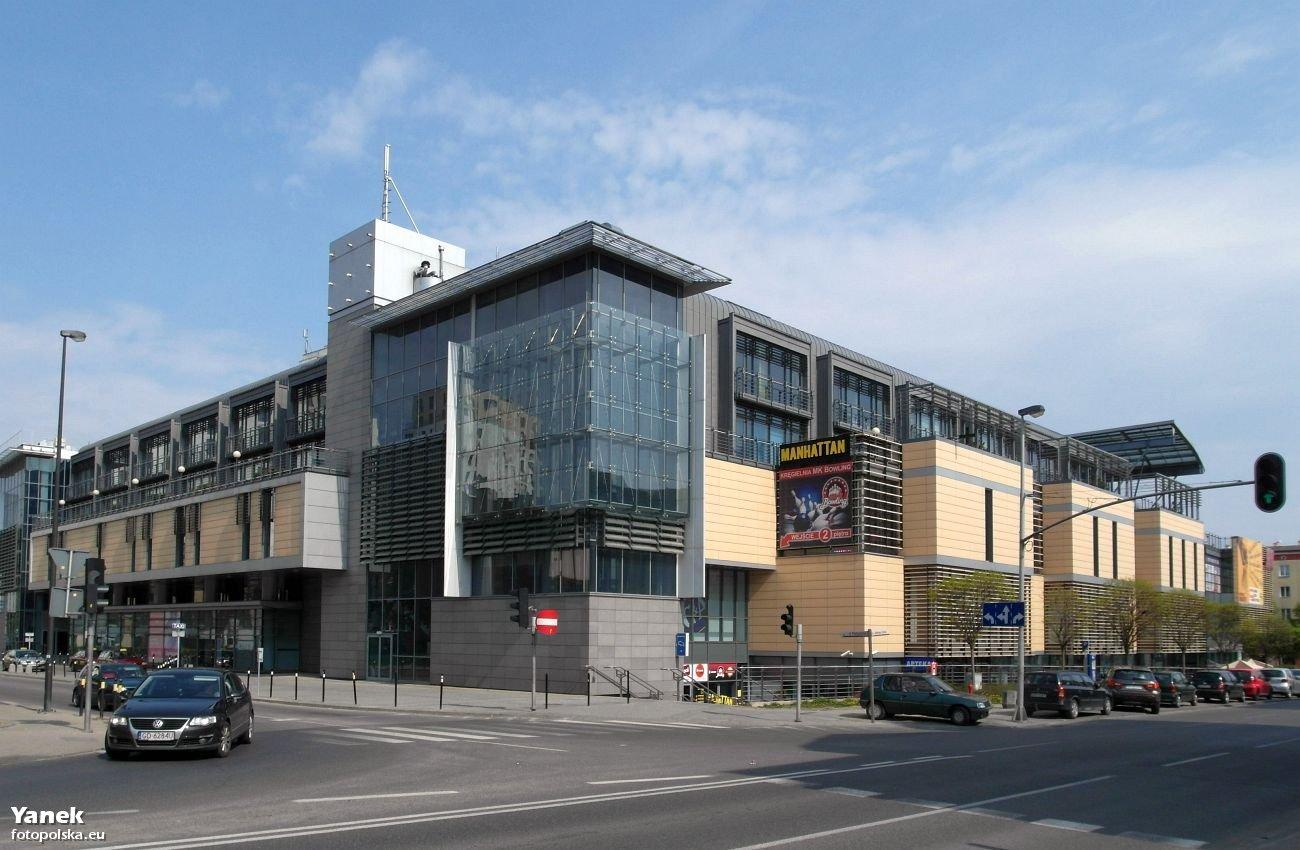
Centrum Handlowe Manhattan

- położone w okolicach Starego Miasta:
  - Forum Gdańsk – otwarte 26 maja 2018 przy ul. Targ Sienny 7, położone pomiędzy głównymi ulicami gdańskiego Śródmieścia – Wałami Jagiellońskimi, al. Armii Krajowej oraz ul. 3 Maja, naprzeciwko Bramy Wyżynnej, w okolicy skrzyżowania Hucisko. Bezpośrednio pod budynkiem forum znajduje się tunel (ul. Nowe Podwale Grodzkie) umożliwiający przejazd z pominięciem Huciska oraz Błędnika. Częścią budynku jest również zaadaptowany fragment Kanału Raduni. Forum zajmuje łącznie 6 hektarów, z czego 40% to dostępna całodobowo przestrzeń publiczna, zaś 2 hektary stanowią tereny zielone w postaci ogrodów. W Forum znajduje się ok. 220 lokali handlowych i usługowych (w tym m.in. ok. 140 sklepów, ok. 30 lokali gastronomicznych, 9-ekranowe kino Helios i klub fitness) oraz wielopoziomowy parking na ok. 1000 miejsc.
  - Galeria Handlowa Madison – galeria handlowa położona przy ul. Rajskiej 10 w ścisłym centrum Gdańska, niedaleko biurowca Organika Trade i w pobliżu hotelu Mercure-Hevelius w odległości ok. 300 m od Dworca PKP/SKM Gdańsk Główny. Otwarta została 28 listopada 2003. Jej powierzchnia wynosi 33 tys. m². Posiada 100 sklepów i punktów usługowych.
- położone w obrębie Wrzeszcza:
  - Galeria Bałtycka – otwarta 4 października 2007 przy al. Grunwaldzkiej 141, obecnie najpopularniejsze centrum handlowe w Gdańsku. Posiada 200 sklepów i punktów usługowych oraz 15 gastronomicznych.
  - CH Manhattan – otwarte 5 marca 2004 o powierzchni 53 tys. m² przy al. Grunwaldzkiej 82. Posiada 120 sklepów i punktów usługowych.
  - Galeria Metropolia – otwarta 22 października 2016. Położona naprzeciwko Galerii Bałtyckiej i w bezpośrednim sąsiedztwie dawnego browaru oraz dworca PKP/SKM Gdańsk Wrzeszcz. Oprócz ok. 100 sklepów, funkcjonują również: hotel (116 pokoi), kino, kraina zabaw dla dzieci, centrum odnowy biologicznej oraz klub fitness[86].
- położone w obrębie Przymorza i Zaspy:
  - Alfa Centrum Gdańsk
  - Galeria Przymorze – położona przy ul. Obrońców Wybrzeża 1 dwupiętrowa galeria handlowa, sąsiadująca z najdłuższym w Europie Środkowej budynkiem mieszkalnym – falowcem; po raz pierwszy drzwi dla klientów otworzyła wiosną 2009.
  - Galeria Zaspa (dawniej Centrum handlowe ETC)
- położone przy obwodnicy trójmiejskiej:
  - CH Osowa (dawniej King Cross) – obiekt otwarty 18 listopada 1998 przy ul. Spacerowej 48; sąsiaduje z obwodnicą Trójmiasta. Ma powierzchnię 45 tys. m²; oferuje swoim klientom ok. 70 butików i punktów usługowych.
  - Park Handlowy Matarnia – otwarty 23 listopada 2005 park handlowy posiada łącznie ponad 50 sklepów z ofertą modową, meblową oraz kawiarnie. Jego powierzchnia handlowo–usługowa to 69 tys. m². Tak jak CH Osowa, park ten sąsiaduje z trójmiejską obwodnicą, a kilka kilometrów dalej położony jest port lotniczy.
  - CH Auchan – mające powierzchnię 13 tys. m², otwarte 25 marca 1998, zlokalizowane przy ul. Szczęśliwej 3 centrum złożone jest z trzech większych sklepów: Hipermarket Auchan, Leroy Merlin i Norauto. Posiada ok. 50 mniejszych sklepów i restauracji.
- inne dzielnice:
  - CH Morena – ulokowane przy ul. Schuberta 102 A jest jednym z najstarszych centrów handlowych w Gdańsku.
  - Galeria Chełm – otwarta we wrześniu 2008 przy ul. Cienistej 30, posiada dużo pustych lokali usługowych; ulokowano tam m.in. siłownię i halę sprzedażową Kaufland – dawniej znajdowało się tam Tesco.

## Transport

### Transport drogowy
Drogi krajowe i wojewódzkie w Gdańsku

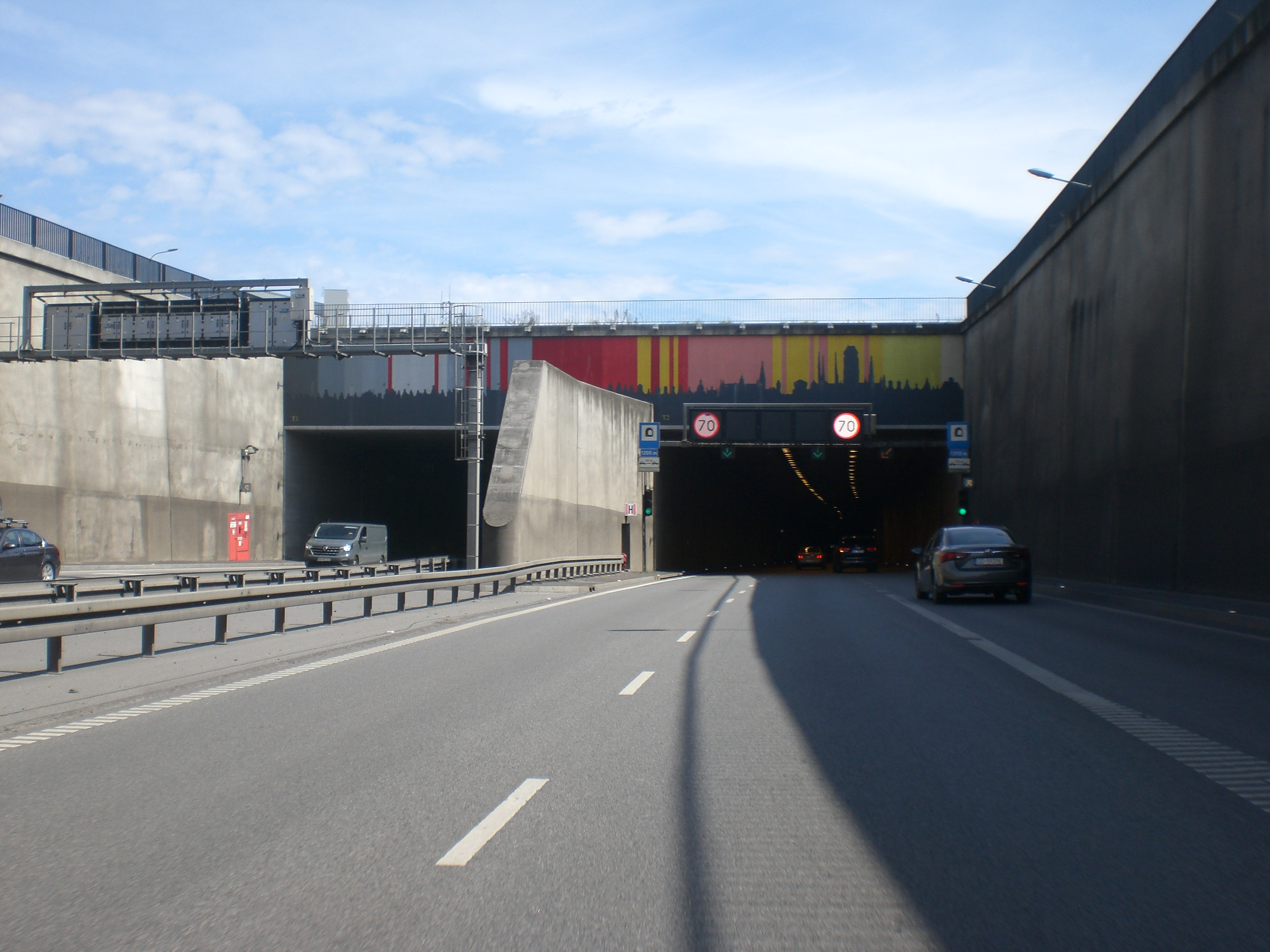
Tunel drogowy pod Martwą Wisłą

Gdańsk leży na skrzyżowaniu drogowych szlaków transportowych. W mieście spotykają się trasy europejskie: E28, E75 oraz E77. W gdańskim Porcie rozpoczyna się droga krajowa nr 91, krzyżują się ponadto: droga krajowa nr 7 oraz drogi ekspresowe S6 i S7. Na terenie miasta przebiega także droga krajowa nr 89. Sieć drogową uzupełnia 6 dróg wojewódzkich (218, 221, 222, 468, 472 i 501).
Gdańsk posiada dwie obwodnice tranzytowe:
- Obwodnica Trójmiasta (północ–południe), która stanowi „przedłużenie” autostrady A1 do Gdyni.
- Południowa obwodnica Gdańska (wschód–zachód), która pozwala ominąć centrum miasta jadącym od strony Elbląga drogą ekspresową S7 w kierunku Gdyni, Kartuz i Szczecina.

W latach 2010–2012 miasto wybudowało trasy łączące gdańskie porty z obwodnicami, są to Trasa Sucharskiego (DK89) i część Trasy Słowackiego. W kwietniu 2016 roku do ruchu został oddany ostatni z odcinków Trasy Słowackiego, którym jest Tunel pod Martwą Wisłą, łączący Nowy Port (terminal promowy) z Wyspą Portową (Port Północny, Terminal kontenerowy DCT Gdańsk).
W 2024 roku Gdańsk po raz trzeci z rzędu zdobył pierwsze miejsce w rankingu miast przyjaznych kierowcom według Oponeo.pl i Yanosik. Miasto wyróżnia się rozbudowaną infrastrukturą dla pojazdów elektrycznych oraz dostępnością usług carsharingowych. Średnie ceny paliw są jednymi z najniższych w Polsce. W Gdańsku znajduje się 117 stacji ładowania pojazdów elektrycznych, co przekłada się na jedną stację na 2,2 km². Pomimo zalet, bezpieczeństwo na drogach wymaga poprawy (9 kolizji na 1000 mieszkańców).

### Transport kolejowy

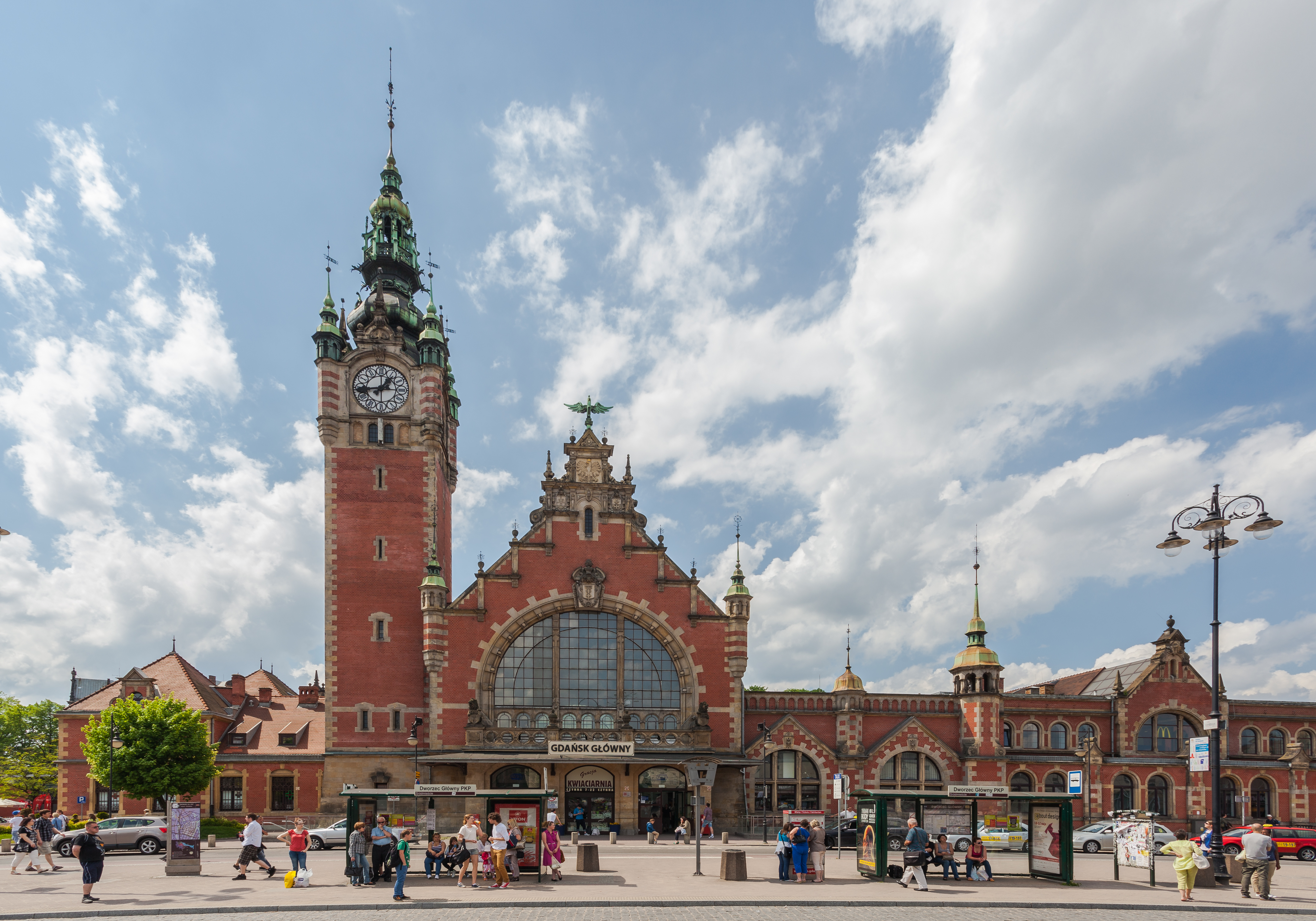
Zabytkowy dworzec Gdańsk Główny

Kolej żelazna dotarła do Gdańska 6 sierpnia 1852, gdy uruchomiono 1-torowy odcinek Tczew-Gdańsk, stanowiący fragment Pruskiej Kolei Wschodniej (Preußische Ostbahn) z Berlina poprzez Kostrzyn-Krzyż-Piłę-Bydgoszcz-Tczew do Gdańska i Królewca. W październiku 1857 Gdańsk uzyskał połączenie z Malborkiem. W 1870 oddano do użytku połączenie Słupsk-Gdańsk wybudowane przez Berlińsko-Szczecińskie Towarzystwo Kolejowe (Berlin-Stettiner Eisenbahn Gesellschaft). W latach 1876–1877, dzięki uruchomieniu linii Malbork-Iława-Działdowo-Mława, 1 września 1877 Gdańsk uzyskał połączenie kolejowe z Warszawą. Do końca II wojny światowej funkcjonowała zbudowana w 1914 linia kolejowa Gdańsk Wrzeszcz – Stara Piła. W 2015 odbudowano ją jako linię nr 248 w wariantach Wrzeszcz–Kiełpinek (odbudowa), Kiełpinek–Rębiechowo (budowa). W latach 2022–2023 odbudowano realizowany przez Pomorską Kolej Metropolitalną oraz PKP PLK odcinek Kiełpinek–Leźno–Stara Piła–Glincz, który łączy się z liniami do Kościerzyny i Kartuz. Projekt ten ma nazwę bajpasu kartuskiego i od czerwca 2025 pełni funkcję objazdu w związku z modernizacją linii kolejowej nr 201.
W latach 2021–2023 trwała elektryfikacja linii 248. W 2022 zakończono budowę nowego przystanku Gdańsk Firoga w gdańskiej dzielnicy Matarnia, pracę wykonała poznańska firma Torpol S.A.
Lata powojenne przyniosły budowę wydzielonej, zelektryfikowanej linii SKM – w 1951 Gdańsk Główny-Gdańsk Nowy Port, w 1952 na odcinku Gdańsk Wrzeszcz-Sopot oraz w 1953 Sopot-Gdynia. Linia do Nowego Portu obecnie używana jest jedynie w ruchu towarowym. Okazjonalnie kursują nią pociągi SKM dowożące i odwożące uczestników imprez masowych na Stadionie Gdańsk.

### Transport publiczny
Istotną rolę w transporcie publicznym w aglomeracji trójmiejskiej stanowi Szybka Kolej Miejska, której pociągi kursują przez Gdańsk, Sopot, Gdynię, do Rumi, Redy, Wejherowa i Lęborka, na odcinku Gdańsk-Gdynia z częstotliwością do 7–8 minut w szczycie, po własnym torowisku wydzielonym z sieci PKP Polskie Linie Kolejowe.
Transport miejski w Gdańsku zarządzany jest przez Zarząd Transportu Miejskiego (ZTM Gdańsk), zaś przewozy realizują Gdańskie Autobusy i Tramwaje (dawniej Zakład Komunikacji Miejskiej w Gdańsku) oraz PW BP Tour Piotr Brewczak. Na zlecenie ZTM funkcjonują 73 linie autobusowe stałe dzienne, 11 linii nocnych i 2 linie sezonowe (łączna długość 767,7 km) oraz 11 linii tramwajowych, 1 okazjonalna linia nocna i 2 linie sezonowe (łączna długość 116,7 km).
W Gdańsku funkcjonują także przewoźnicy niezrzeszeni z ZTM Gdańsk, którzy zapewniają komunikację z okolicznymi miejscowościami, są to m.in. Veolia Transport, P.A. Gryf, Roki-Trans, Angelus, Jurexbus i in.
W ramach wakacyjnej komunikacji turystycznej, miasta Gdańsk, Sopot i Hel postanowiły o uruchomieniu (od 2006 roku) tramwajów wodnych. Promy kursują na trzech liniach, obsługiwanych jednostkami Żeglugi Gdańskiej.
Od 2004 roku w ramach projektu „Gdański Projekt Komunikacji Miejskiej”, gdański magistrat modernizuje istniejące torowiska tramwajowe, wymienia tabor autobusowy i tramwajowy na nowszy, ekologiczny, wygodniejszy i sprzyjający osobom niepełnosprawnym. Ponadto w ramach tego projektu udało się wybudować torowiska na Chełm („pętla Chełm Witosa”, 2007) i Orunię Górną („pętla Łostowice-Świętokrzyska”, 2012).
W 2007 roku miasto Gdańsk wspólnie z trzynastoma gminami sąsiadującymi, utworzyło Metropolitalny Związek Komunikacyjny Zatoki Gdańskiej. Jednym z pierwszych postanowień MZKZG była decyzja o wdrożeniu biletu metropolitalnego. Obecnie w ramach MZKZG można nabyć wspólne bilety 1-, 24-, 72-godzinne oraz miesięczne.
W roku 2015 wybudowane zostało torowisko od pętli Siedlce do przystanku Gdańsk Brętowo przez Piecki-Migowo. Zostało także zmodernizowane torowisko na Przeróbce wraz z Mostem Siennickim.
W Gdańsku od 1 lipca 2018 r. obowiązują darmowe przejazdy dla dzieci i młodzieży mieszkającej w Gdańsku oraz uczęszczającej do szkół. Darmowe przejazdy obowiązują tylko dla posiadaczy Karty Mieszkańca Gdańska z aktywowanym pakietem darmowych przejazdów (po weryfikacji legitymacji).
Od 2019 roku osoby posiadający załadowany bilet na komunikację miejską na kartę mieszkańca Gdańska mogą korzystać z darmowych przejazdów SKM oraz Polregio w granicach administracyjnych miasta Gdańska.
W 2020 roku ukończono budowę Alei Pawła Adamowicza, która skomunikowała Jasień oraz Ujeścisko z liniami tramwajowymi. Trasa została zaprojektowana tak, aby w przyszłości ułatwić rozbudowę ulic Jabłoniowej (łączącej Ujeścisko z Szadółkami) i Warszawskiej (łączącej Ujeścisko z Chełmem).
W 2020 ukończono kompleksowy remont torowiska na Stogach na odcinku od Trasy Sucharskiego do plaży.
4 marca 2023 r. otwarto nowo wybudowaną trasę tramwajową Nowa Warszawska na Ujeścisku, która połączyła główną trasę tramwajową Gdańska Południe, Al. Havla z Al. Adamowicza.

### Transport morski
Gdańsk posiada duży port morski, będący jednocześnie największym polskim portem. W 2008 przeładowano w nim towary o łącznej masie 17,07 mln t. Zdecydowaną większość przeładunków stanowiły masowe ciekłe i suche (odpowiednio: 10,61 i 4,04 mln t). Na pozostałą część składały się: kontenery 955 tys. t, ładunki drobnicowe 871 tys. t oraz przeładowywane w technologii ro-ro 602 tys. t.
Z Targu Rybnego regularnie odbywają się rejsy białej floty, obsługiwanej przez przedsiębiorstwo Żegluga Gdańska, głównie na trasach wycieczkowych po porcie, na Westerplatte oraz do Helu. W Gdańsku Nowym Porcie znajduje się ponadto terminal pasażerski, z którego odpływają promy do Nynäshamn (Szwecja) linii Polferries.

### Transport lotniczy
Znajdujący się w granicach miasta, w dzielnicy Matarnia, Port Lotniczy Gdańsk im. Lecha Wałęsy, jest trzecim (po Warszawie i Krakowie) pod względem wielkości ruchu pasażerskiego portem lotniczym w Polsce. W 2019 obsłużył 5 376 120 pasażerów.
W 2011 przy al. Jana Pawła II otwarto sanitarne lądowisko Gdańsk-Zaspa, a rok później na dachu budynku Centrum Medycyny Inwazyjnej przy ul. Dębinki otwarto lądowisko Gdańsk-Szpital UCK.

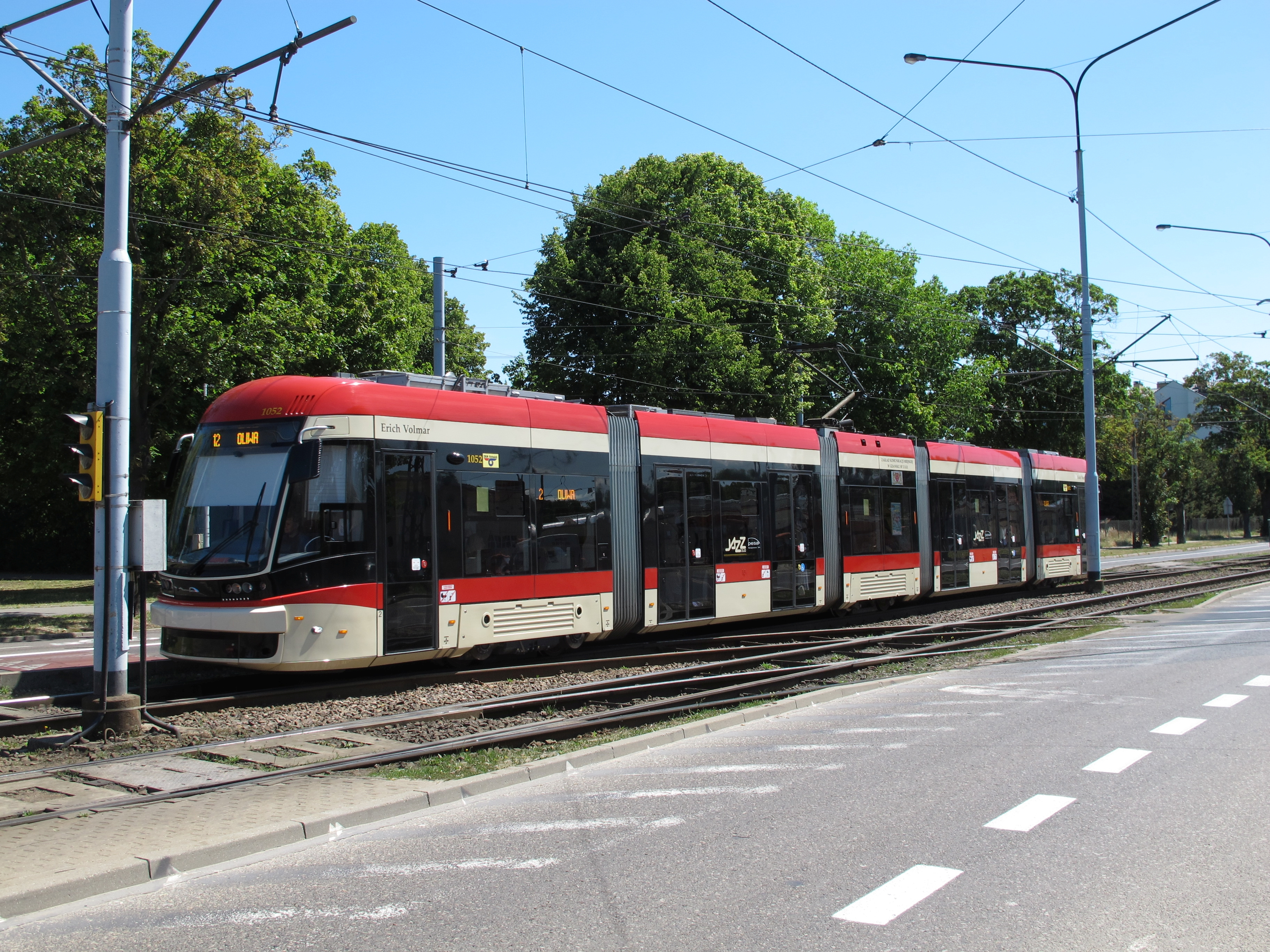
Wóz tramwajowy Pesa Jazz
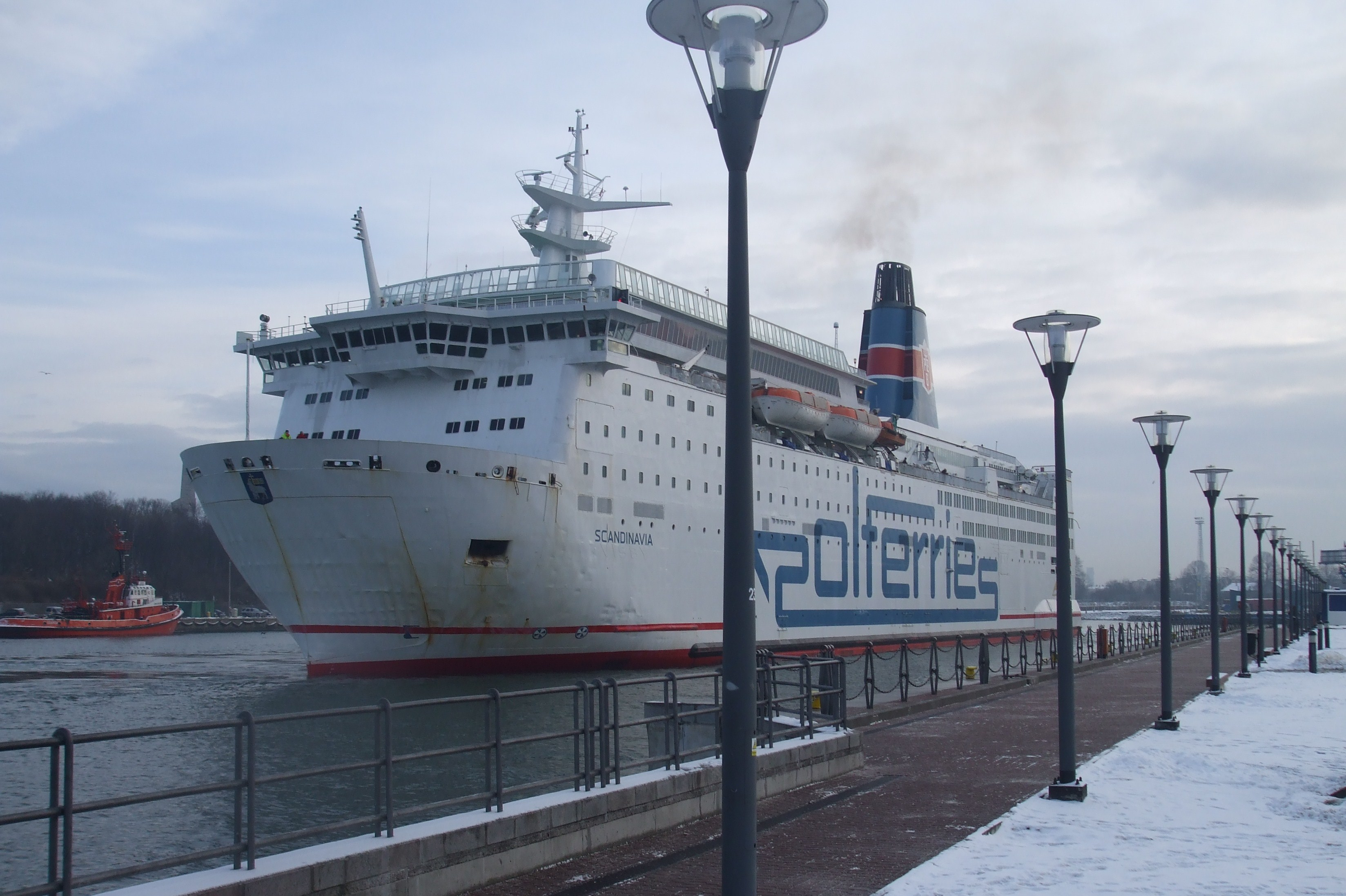
Prom Polskiej Żeglugi Bałtyckiej w Nowym Porcie
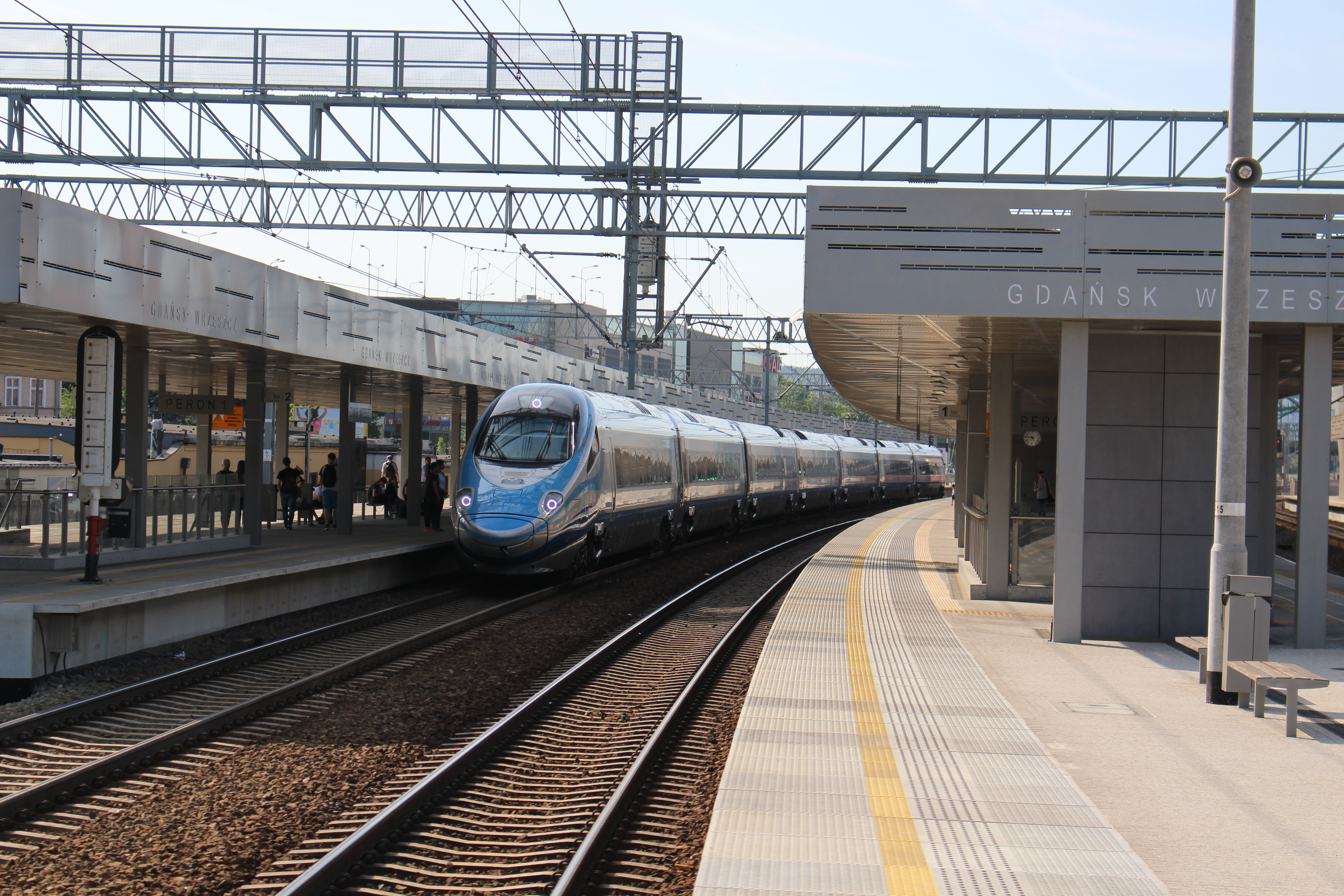
ED250 Pendolino na dworcu Gdańsk Wrzeszcz
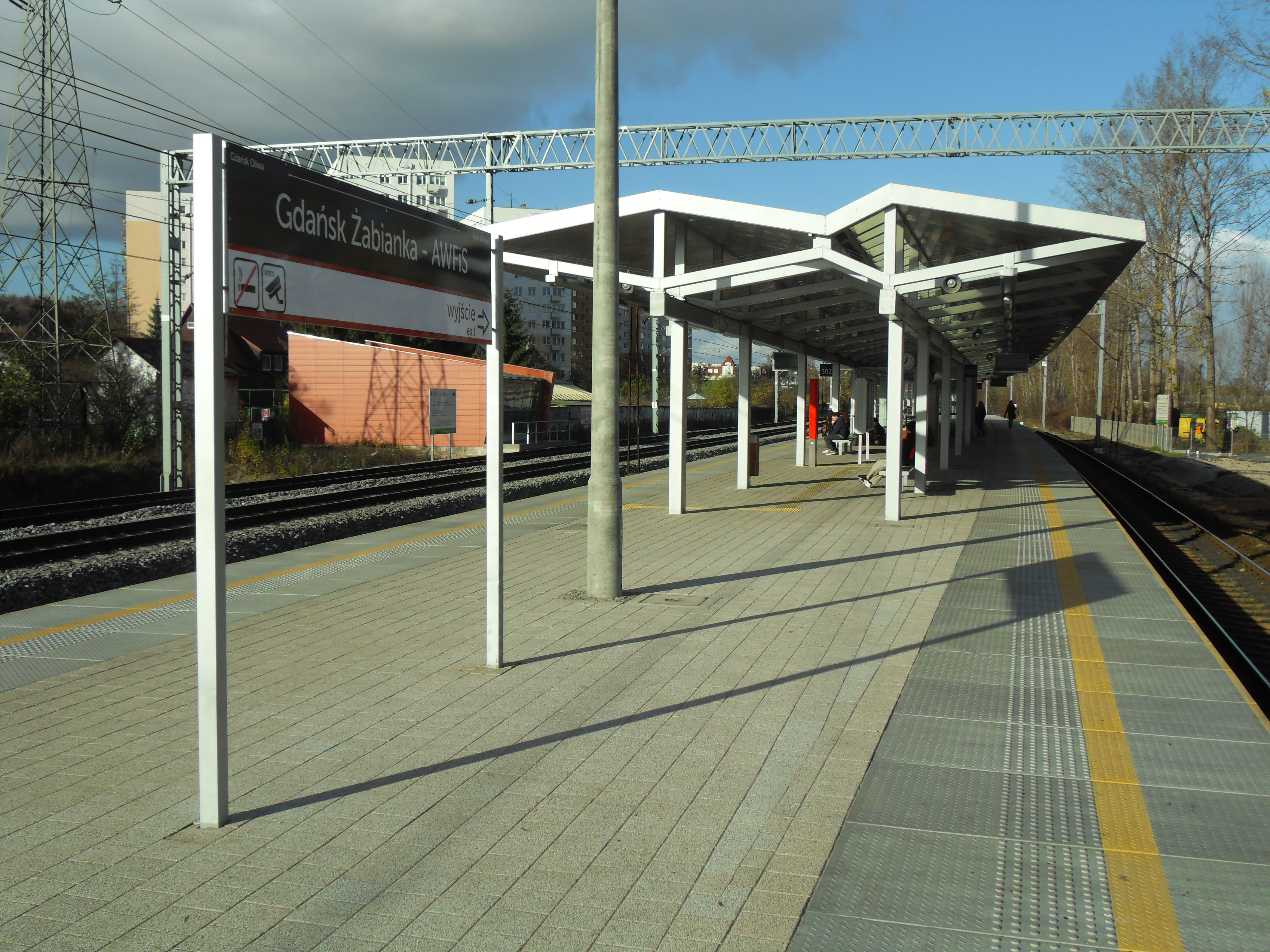
Przystanek SKM Gdańsk Żabianka–AWFiS
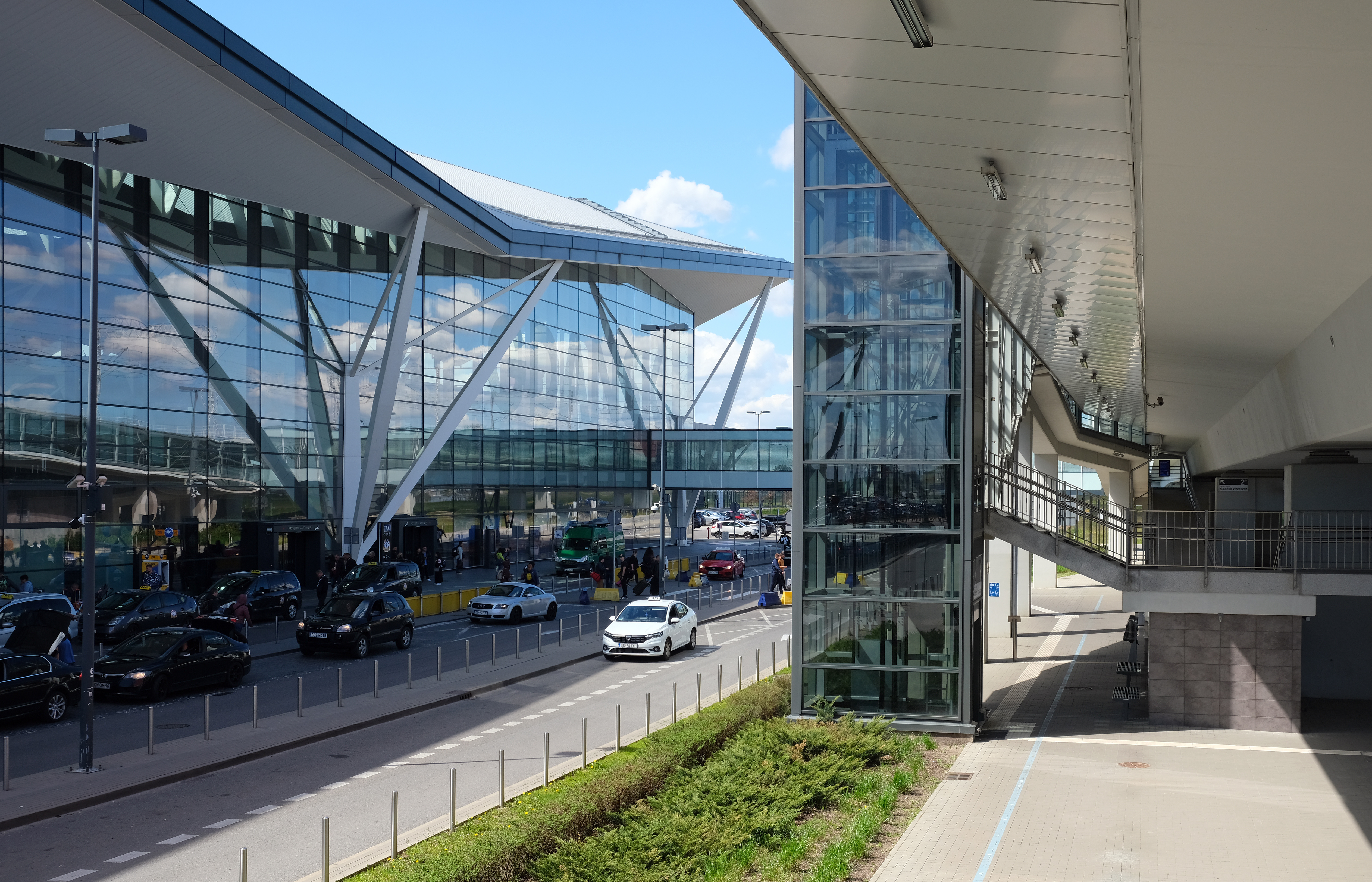
Port lotniczy Gdańsk im. Lecha Wałęsy
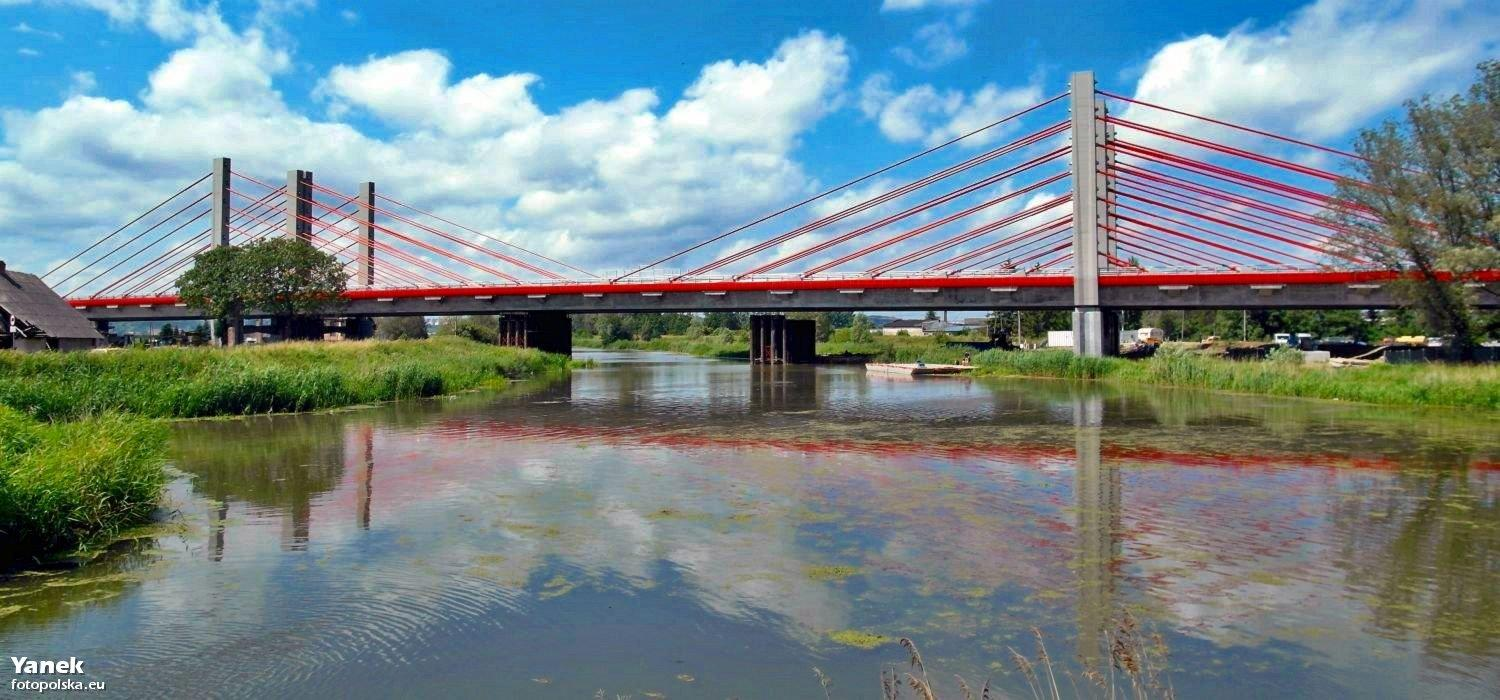
Most wantowy na trasie Południowej obwodnicy Gdańska
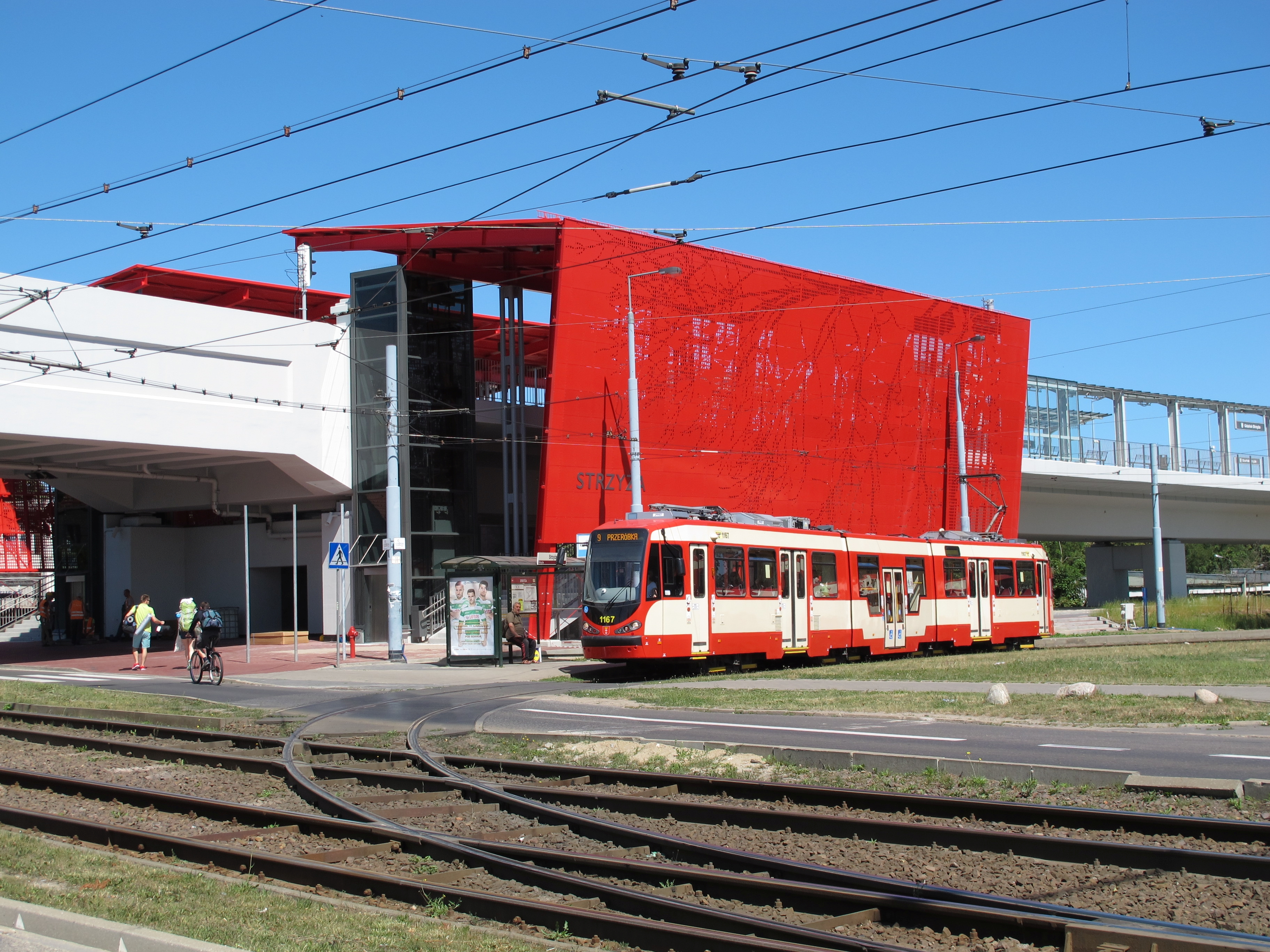
Przystanek Pomorskiej Kolei Metropolitalnej Gdańsk Strzyża

### Trolejbusy
W 1942 roku powstała spółka akcyjna Verkehrsbetriebe Danzig-Gothenhafen AG (Zakłady Komunikacyjne Gdańsk – Gdynia), która planowała likwidację linii tramwajowej do Siedlec i do Oruni oraz zastąpienie tramwajów trolejbusami. W tym celu zamówiono 10 trolejbusów Henschel z przyczepami. Podwozia do pojazdów dostarczyło niemieckie przedsiębiorstwo Henschel. Osprzęt elektryczny oraz silniki elektryczne o mocy 45 kW wyprodukowało przedsiębiorstwo AEG, a nadwozia do trolejbusów oraz przyczep wykonała Gdańska Fabryka Wagonów.
W ostateczności zrezygnowano z wprowadzenia komunikacji trolejbusowej w Gdańsku, a zakupione trolejbusy przeznaczono dla pierwszej linii trolejbusowej w Gdyni uruchomionej 18 września 1943 roku.
1 października 2018 wybrane kursy linii trolejbusowej nr 31 organizowanej przez ZKM w Gdyni, obsługiwane przez trolejbusy z napędem akumulatorowym, zostały skierowane do przystanku Sopot Ergo Arena. Na niewielkim fragmencie linia ta przebiega przez terytorium Gdańska.

## Bezpieczeństwo publiczne
W Gdańsku znajduje się centrum powiadamiania ratunkowego, które obsługuje zgłoszenia alarmowe kierowane do numerów alarmowych 112, 997, 998 i 999.

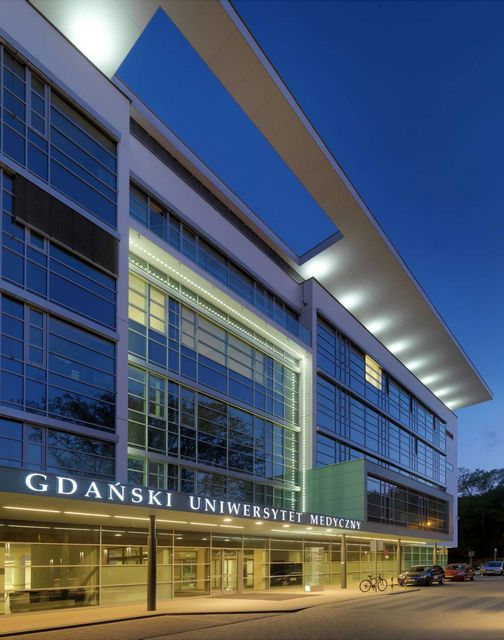
Uniwersyteckie Centrum Kliniczne

### Szpitale publiczne
- 7 Szpital Marynarki Wojennej[125]
- Pomorskie Centrum Toksykologii[126]
- Szpital Dziecięcy Polanki im. Macieja Płażyńskiego[127]
- Szpital im. Mikołaja Kopernika[128]
- Szpital MSWiA w Gdańsku[129]
- Szpital św. Wojciecha[130] (wraz z lądowiskiem sanitarnym)
- Uniwersyteckie Centrum Kliniczne[131] (wraz z lądowiskiem sanitarnym)
- Wojewódzki Szpital Psychiatryczny im. prof. Tadeusza Bilikiewicza[132]
- Wojewódzkie Centrum Onkologii[133]

### Szpitale niepubliczne
- LUX MED Szpital Gdańsk[134]
- Szpital Carolina[135]
- Szpital Chirurgii Jednego Dnia 1DayClinic[136]
- Szpital Jednodniowy im. dr. Michała Pawlaka[137]

## Oświata i nauka

### Uczelnie

Gmach główny Politechniki Gdańskiej

W Gdańsku swą siedzibę ma 14 szkół wyższych, w tym 6 wyższych szkół państwowych i kilka wyższych szkół niepublicznych powstałych po 1989 roku. W 2008 studiowało na nich łącznie 78 626 studentów, co czyni z Gdańska jeden z największych ośrodków akademickich w Polsce.
Uczelnie publiczne:

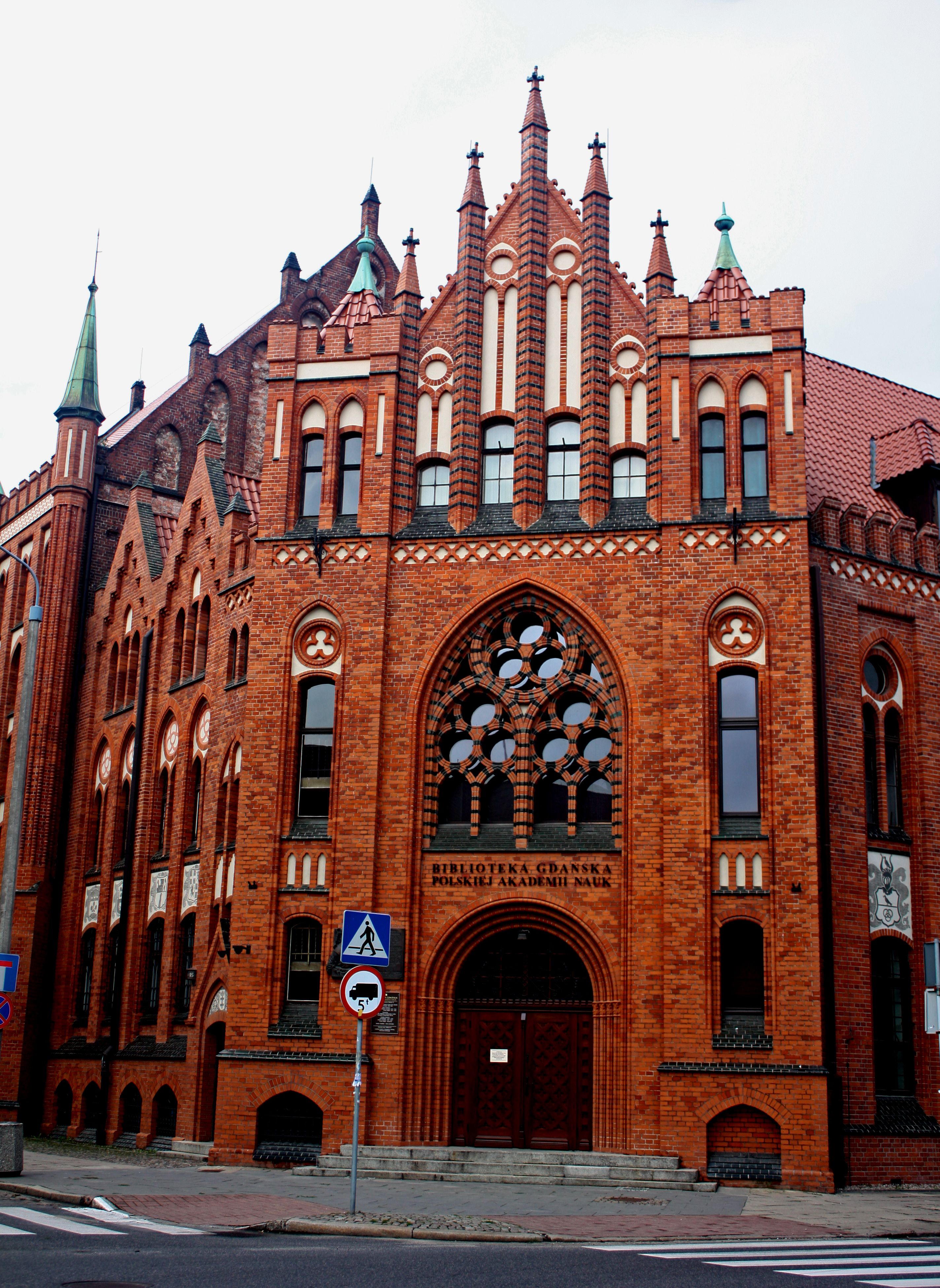
Najstarsza część gmachu Biblioteki Gdańskiej (1902–1904) Bibliotheca Senatus Gedanensis, zał. 22 czerwca 1596 r. (od 1955 – Biblioteka Gdańska PAN)

- Uniwersytet Gdański (UG) – powołany 20 marca 1970, z połączenia Wyższej Szkoły Ekonomicznej w Sopocie i Wyższej Szkoły Pedagogicznej w Gdańsku (28 584 studentów).
- Politechnika Gdańska (PG) – jedna z najstarszych uczelni technicznych w Polsce. Założona 6 października 1904. Jako uczelnia polska funkcjonuje od 24 maja 1945 (21 638 studentów).
- Gdański Uniwersytet Medyczny (GUMed) – najstarsza samodzielna uczelnia medyczna w Polsce, założona w 1945, jej historia sięga 1454 roku[139] (4 936 studentów).
- Akademia Wychowania Fizycznego i Sportu (AWFiS) – dwuwydziałowa uczelnia z siedzibą w Gdańsku-Oliwie.
- Akademia Sztuk Pięknych (ASP) – działalność rozpoczęła tuż po wojnie w 1945.
- Akademia Muzyczna (AMuz) – założona w 1947. W roku akademickim 2007–2008 obchodziła jubileusz 60-lecia (655 studentów).

Uczelnie niepubliczne:

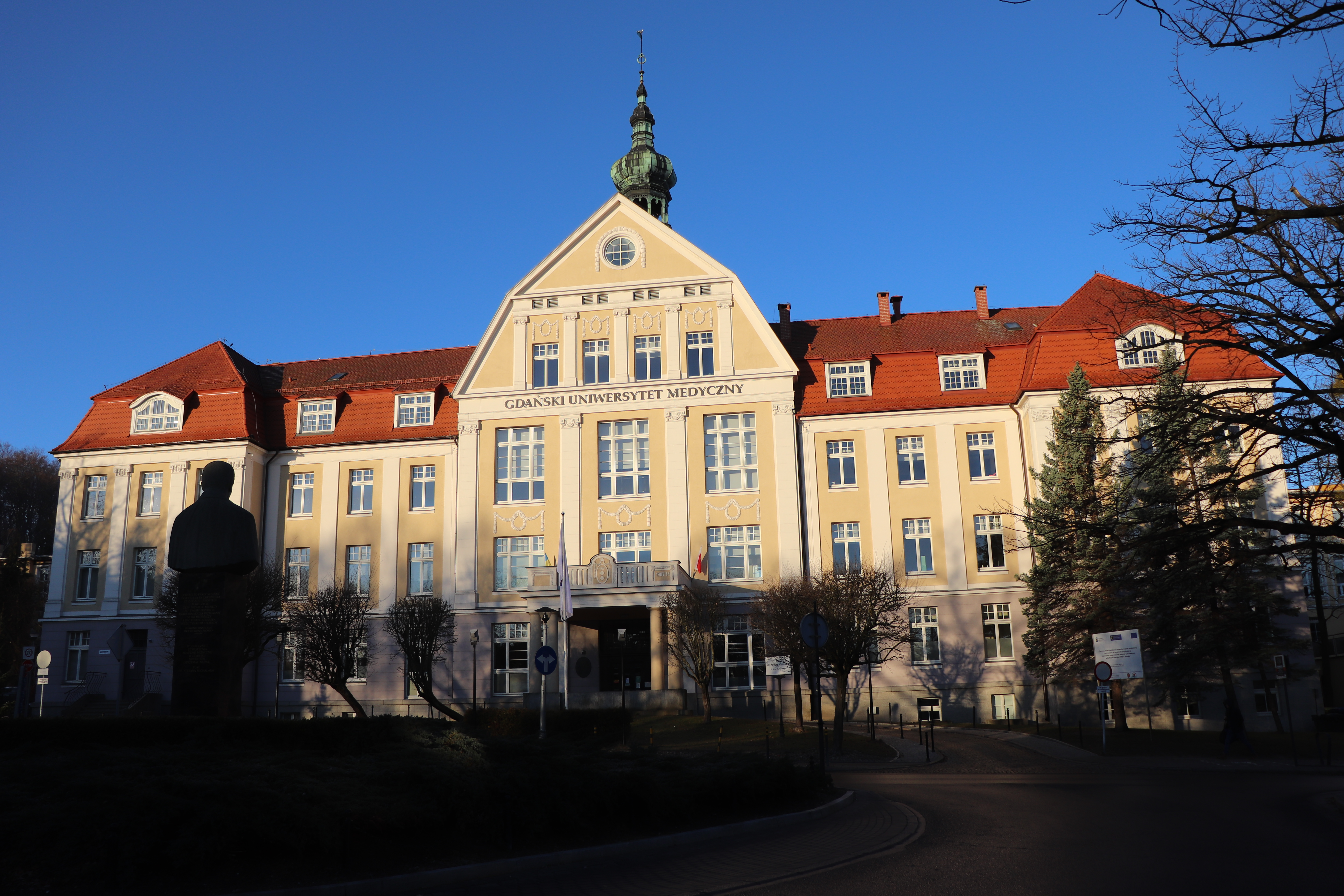
Uniwersytet Medyczny

- Wyższa Szkoła Turystyki i Hotelarstwa w Gdańsku (3878 studentów)
- Uniwersytet WSB Merito w Gdańsku (dawniej Wyższa Szkoła Bankowa w Gdańsku, 3799 studentów)
- Gdańska Wyższa Szkoła Humanistyczna[140][141] (3737 studentów)
- Wyższa Szkoła Bezpieczeństwa z siedzibą w Poznaniu (2600 studentów)
- Ateneum – Szkoła Wyższa[142][143] (2600 studentów)
- Wyższa Szkoła Zarządzania (2405 studentów)
- Gdańska Szkoła Wyższa (1041 studentów)
- Wyższa Szkoła Społeczno-Ekonomiczna[144] (556 studentów)
- Polsko-Japońska Akademia Technik Komputerowych

Wyższe szkoły wyznaniowe:
- Gdańskie Seminarium Duchowne

### Instytucje naukowe
Poza uczelniami, badaniami naukowymi zajmuje się kilkanaście instytutów naukowych, między innymi:
- nauki humanistyczne, społeczne i ekonomiczne: Instytut Bałtycki, Instytut Kaszubski, Instytut Badań nad Gospodarką Rynkową, Polska Akademia Nauk – oddział biblioteki w Gdańsku
- nauki przyrodnicze, techniczne i ścisłe: Towarzystwo Przyrodnicze w Gdańsku, Instytut Morski w Gdańsku, Instytut Budownictwa Wodnego PAN, oddział Instytutu Energetyki, Instytut Maszyn Przepływowych im. Roberta Szewalskiego PAN, oddział Przemysłowego Instytutu Telekomunikacji.

### Komercjalizacja badań naukowych
- Gdański Park Naukowo-Technologiczny

## Kultura

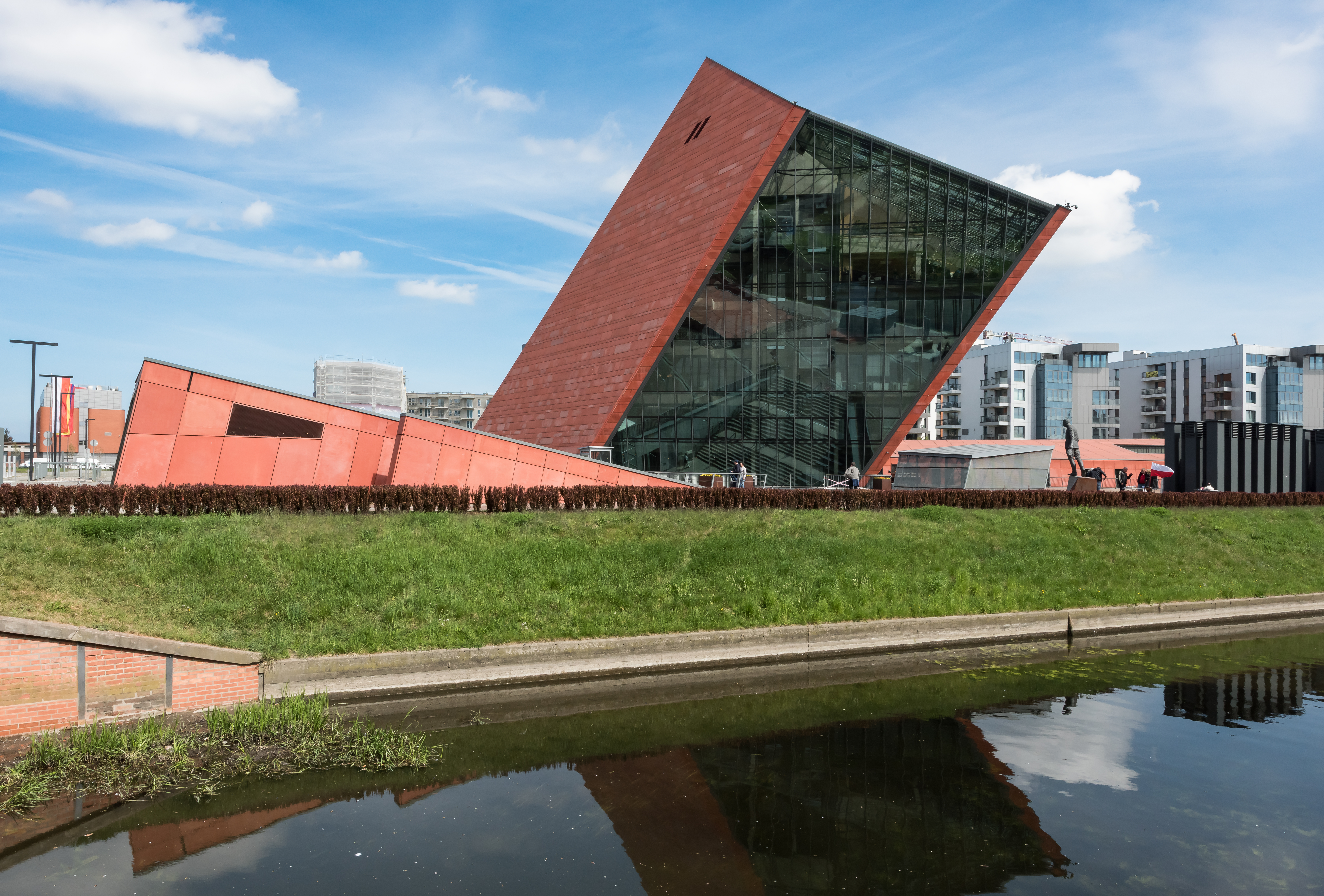
Muzeum II Wojny Światowej w Gdańsku

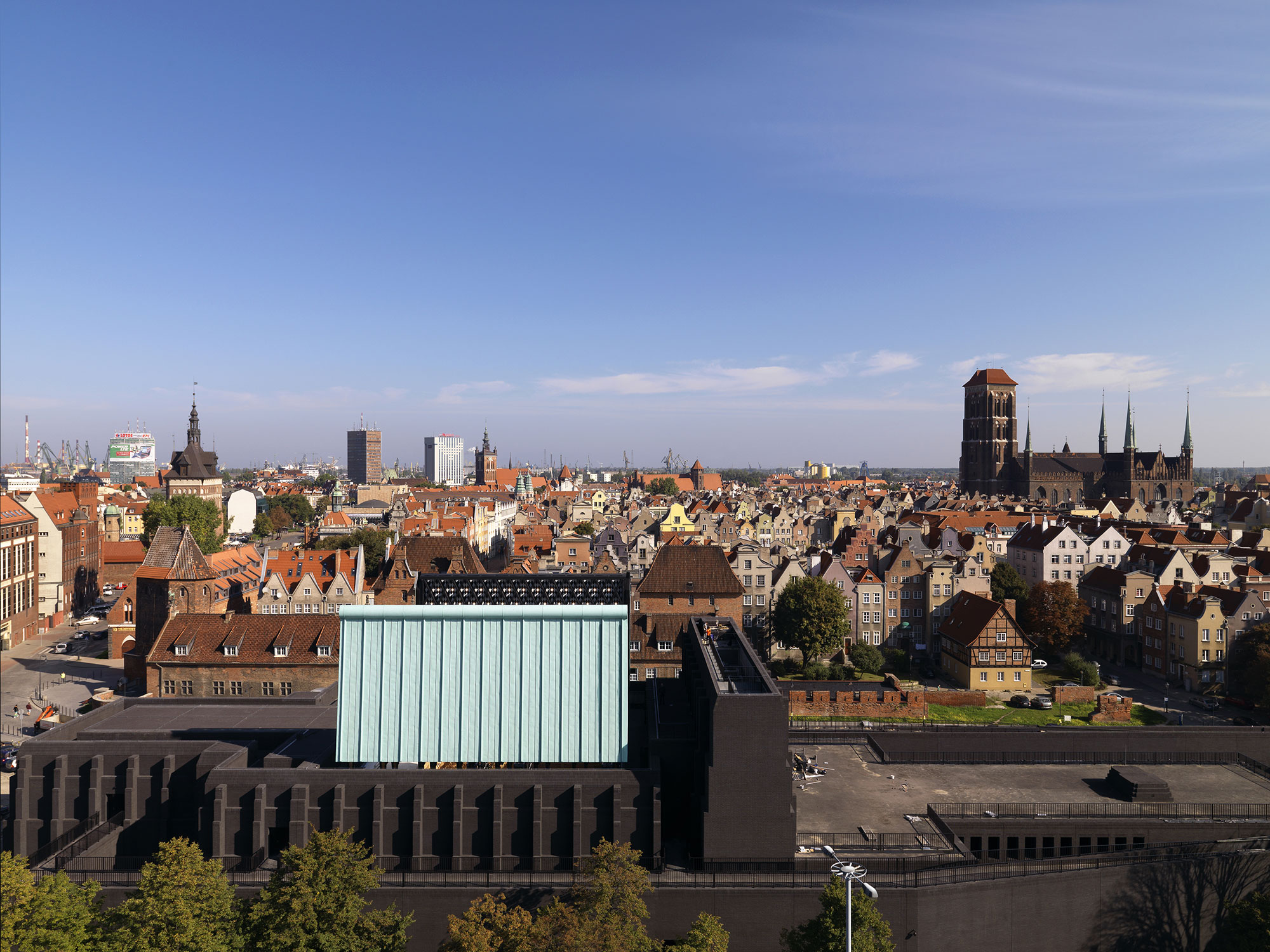
Gdański Teatr Szekspirowski

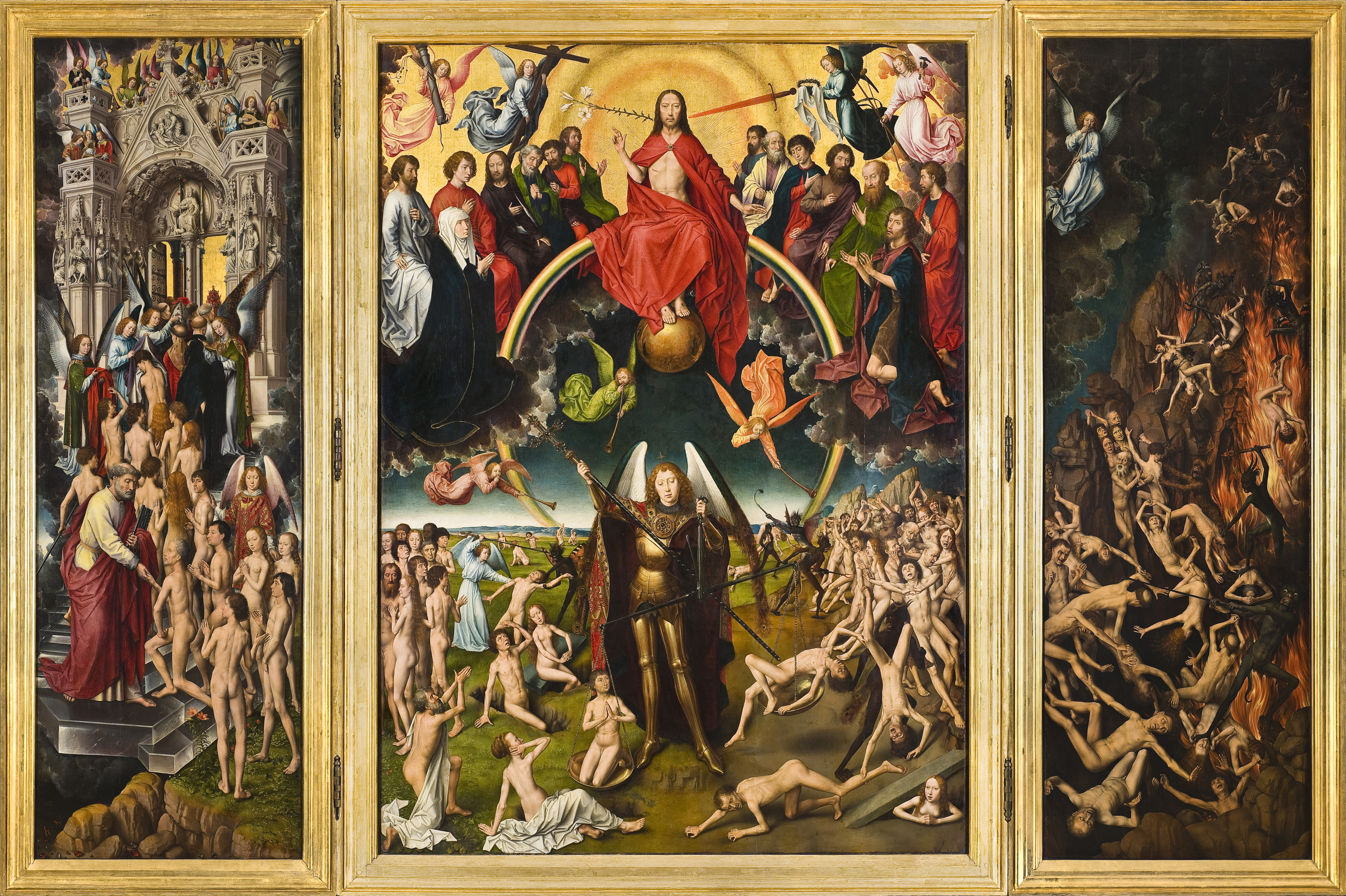
Muzeum Narodowe – Sąd Ostateczny Hans Melimng

Gdańsk jest jednym z największych ośrodków kulturalnych w Polsce. Działają tu między innymi teatry (Teatr Wybrzeże, Gdański Teatr Szekspirowski, Miejski Teatr Miniatura), Filharmonia Bałtycka, Opera Bałtycka, siedem kin, biblioteki, muzea i galerie sztuki.
Odbywają się tu festiwale i imprezy cykliczne, wśród nich Festiwal Szekspirowski, Gdański Festiwal Carillonowy, Mozartiana, Solidarity of Arts, Gdańskie Noce Jazsowe, Festiwal Jazz Jantar, Siesta Festival, Jarmark św. Dominika, Festiwal Teatrów Ulicznych Feta oraz Bałtyckie Dni Kultury Żydowskiej.
Pośród muzeów wyróżniają się Muzeum Gdańska, Muzeum Narodowe w Gdańsku, Narodowe Muzeum Morskie w Gdańsku, Muzeum Archeologiczne w Gdańsku. Działa tu zespół muzyki dawnej Cappella Gedanensis, a także chóry (Polski Chór Kameralny oraz chóry akademickie).
W Gdańsku działa kilkanaście publicznych i prywatnych galerii sztuki, m.in. Gdańska Galeria Miejska, Centrum Sztuki Współczesnej „Łaźnia” oraz Galeria Wyspa. Inne ważniejsze instytucje kulturalne to Nadbałtyckie Centrum Kultury, Klub Żak, Gdański Archipelag Kultury, Pałac Młodzieży w Gdańsku, jak również Hevelianum.
Do najbardziej znanych dzieł sztuki w mieście należy m.in. tryptyk Sąd Ostateczny Hansa Memlinga. Praca znajduje się w Muzeum Narodowym. Innym znanym dziełem jest obraz Ostatnia Wieczerza Macieja Świeszewskiego, który od 2016 wisi w hali przylotów gdańskiego lotniska.
W dzielnicy Zaspa znajduje się Galeria Malarstwa Monumentalnego, składająca się z 59 wielkoformatowych murali.

## Media

### Stacje telewizyjne
- TVP3 Gdańsk
- Telewizja EiA

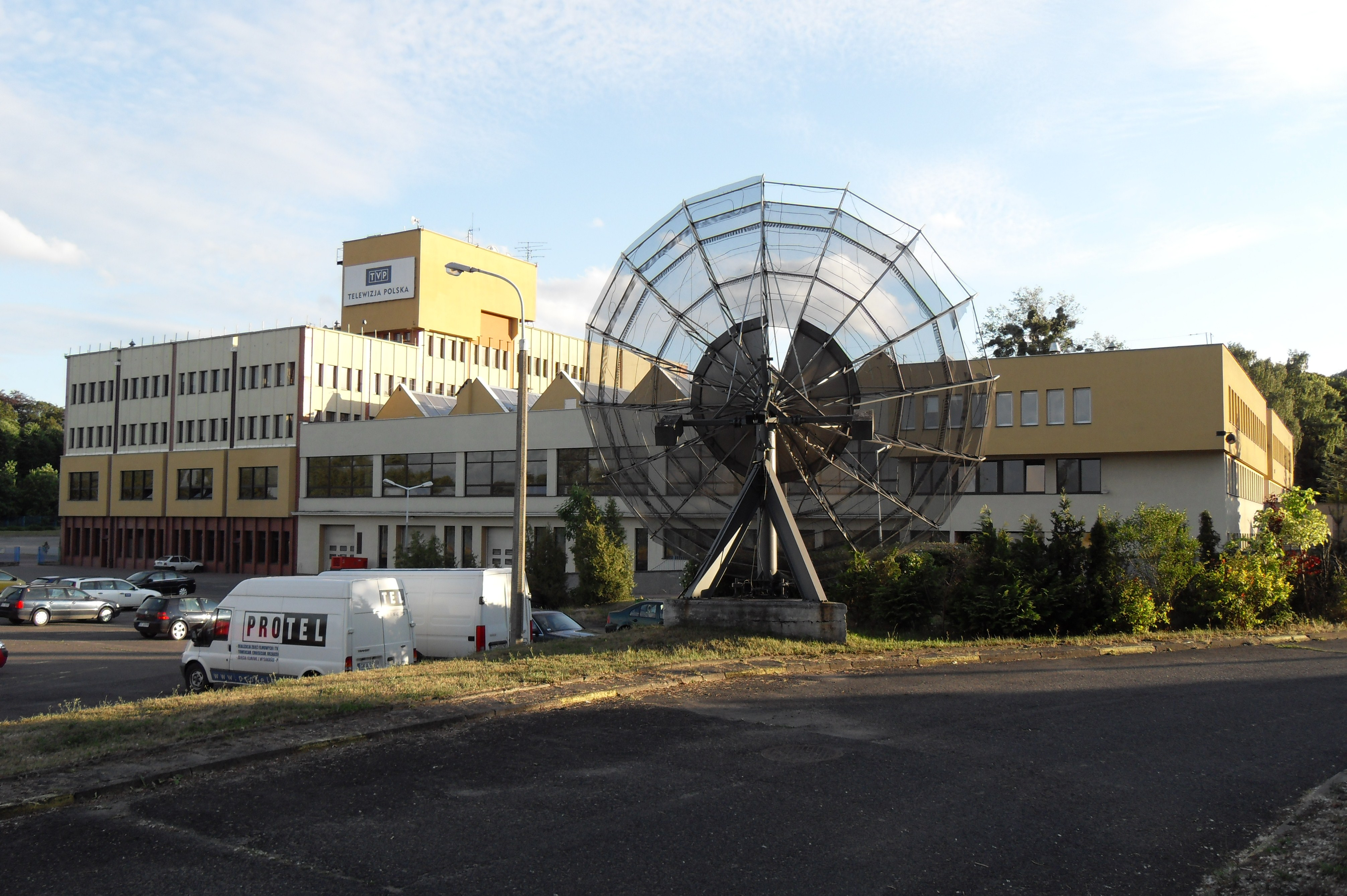
Regionalny ośrodek TVP

- TVO Gdańsk (TV Rozstaje – działalność zawieszona w 2013)
- Telewizja PTV

W latach 1990–1996 na terenie gdańskiej dzielnicy Orunia działała pierwsza w Polsce prywatna, niezależna stacja telewizyjna Sky Orunia.

### Stacje radiowe
| Stacja radiowa            | Rok rozpoczęcia emisji | Częstotliwość |
| ------------------------- | ---------------------- | ------------- |
| Radio Gdańsk              | 1945                   | 103,7 MHz     |
| Radio Plus Gdańsk         | 1992                   | 101,7 MHz     |
| Radio Eska Trójmiasto     | 1999                   | 94,6 MHz      |
| Radio Złote Przeboje      | 2004                   | 103,0 MHz     |
| Radio Kaszëbë             | 2004                   | 92,3 MHz      |
| Radio RMF Maxx Trójmiasto | 2008                   | 96,4 MHz      |

### Prasa
- Gazeta Wyborcza – oddział Trójmiasto
- Dziennik Bałtycki
- Nasze Miasto – oddział Trójmiasto
- Fakt – oddział Trójmiasto
- Pomorski Kurier Nieruchomości
- „Zawsze Pomorze”[149]
- Herold Gdański
- Gazeta Gdańska

### Media internetowe
- Trojmiasto.pl
- Nasze Miasto
- Gdansk.pl[150]
- Gdańsk Strefa Prestiżu[151]
- iBedeker[152][153][154][155][156]
- StaraOliwa.pl[157]
- Wybrzeze24.pl[158]
- PulsGdanska.pl[159]

## Wspólnoty wyznaniowe
Kościoły katolickie
- Kościół rzymskokatolicki (Gdańsk jest siedzibą kurii archidiecezji gdańskiej):
  - Parafia św. Anny i Joachima[160]
  - Parafia św. Antoniego Padewskiego[160]
  - Parafia św. Barbary[160]
  - Parafia Bożego Ciała[160]
  - Parafia św. Brata Alberta (Kokoszki)[160]
  - Parafia św. Brata Alberta (Przymorze)[160]
  - Parafia św. Brygidy (bazylika św. Brygidy)[160]
  - Parafia Chrystusa Króla[160]
  - Parafia Chrystusa Odkupiciela[160]
  - Parafia Chrystusa Zbawiciela[160]
  - Parafia bł. Doroty z Mątew[160]
  - Parafia św. Franciszka z Asyżu[160]
  - Parafia św. Ignacego Loyoli[160]
  - Parafia św. Jadwigi Królowej[160]
  - Parafia św. Jadwigi Śląskiej[160]
  - Parafia św. Jana Bosko[160]
  - Parafia św. Jana Chrzciciela[160]
  - Parafia św. Jana Pawła II[160]
  - Parafia św. Józefa[160]
  - Parafia św. Judy Tadeusza[160]
  - Parafia św. Kazimierza[160]
  - Parafia św. Krzysztofa[160]
  - Parafia św. Krzyża[160]
  - Parafia św. Maksymiliana Kolbe[160]
  - Parafia Matki Boskiej Bolesnej[160]
  - Parafia Matki Boskiej Częstochowskiej[160]
  - Parafia Matki Boskiej Nieustającej Pomocy[160]
  - Parafia Matki Bożej Saletyńskiej[160]
  - Parafia Matki Bożej Brzemiennej[160]
  - Parafia Matki Bożej Fatimskiej[160]
  - Parafia Matki Bożej Królowej Korony Polskiej[160]
  - Parafia Matki Odkupiciela[160]
  - Parafia św. Mikołaja (bazylika św. Mikołaja)[160]
  - Parafia Miłosierdzia Bożego[160]
  - Parafia Najświętszego Imienia Maryi[160]
  - Parafia Najświętszego Serca Jezusowego[160]
  - Parafia Najświętszej Maryi Panny Matki Kościoła i św. Katarzyny Szwedzkiej[160]
  - Parafia Niepokalanego Poczęcia Najświętszej Maryi Panny[160]
  - Parafia Najświętszej Maryi Panny Królowej Różańca Świętego[160]
  - Parafia św. Ojca Pio[160]
  - Parafia Opatrzności Bożej[160]
  - Parafia św. Apostołów Piotra i Pawła (Jelitkowo)[160]
  - Parafia św. Apostołów Piotra i Pawła (Stare Przedmieście)[160]
  - Parafia Podwyższenia Krzyża Świętego[160]
  - Parafia św. Polikarpa[160]
  - Parafia św. Rafała Kalinowskiego[160]
  - Parafia Świętej Rodziny[160]
  - Parafia św. Stanisława Biskupa[160]
  - Parafia św. Stanisława Kostki[160]
  - Parafia św. Teresy Benedykty od Krzyża[160]
  - Parafia św. Teresy od Dzieciątka Jezus[160]
  - Parafia Trójcy Świętej[160]
  - Parafia św. Urszuli Ledóchowskiej[160]
  - Parafia św. Walentego[160]
  - Parafia Wniebowzięcia Najświętszej Maryi Panny (Bazylika Mariacka)[160]
  - Parafia św. Wojciecha (Świbno)[160]
  - Parafia św. Wojciecha (Święty Wojciech)[160]
  - Parafia Zmartwychwstania Pańskiego[160]
- Kościół greckokatolicki:
  - Parafia św. Bartłomieja i Opieki Najświętszej Maryi Panny (konkatedra św. Bartłomieja i Opieki NMP)[161]
- Kościół ormiańskokatolicki:
  - Ormiańskokatolicka parafia północna z siedzibą w Gdańsku[162]

Starokatolicyzm
- Kościół Katolicki Mariawitów w RP:
  - diaspora, nieposiadająca świątyni (wierni odprawiają adorację ubłagania 25. dnia każdego miesiąca)[163]
- Kościół Polskokatolicki w RP:
  - Parafia Bożego Ciała[164]
- Katolicki Kościół Narodowy w Polsce:
  - Parafia Matki Bożej Królowej Polski[165]
- Reformowany Kościół Katolicki:
  - misja pod wezwaniem św. Mikołaja[166]

Kościoły prawosławne
- Polski Autokefaliczny Kościół Prawosławny (obydwie parafie użytkują cerkiew św. Mikołaja):
  - Parafia św. Mikołaja[167]
  - Parafia św. Jerzego Zwycięzcy (wojskowa)[168]

Kościoły protestanckie
- Chrześcijańska Wspólnota Zielonoświątkowa:
  - zbór w Gdańsku[169]
- Konfederacja Ewangelicznych Kościołów Reformowanych w Polsce:
  - Ewangeliczny Kościół Reformowany w Gdańsku[170]
- Gospel Church Gdańsk[171]
- Kościół Adwentystów Dnia Siódmego w RP:
  - zbór w Gdańsku[172]
- Kościół Anglikański w Polsce:
  - Wspólnota Anglikańska w Gdańsku[173]
- Kościół Boży w Chrystusie
  - Kościół „Droga Pana”[174]
  - Społeczność Miasto[174]
  - Wspólnota Odkupionych Chrześcijan[174]
- Kościół Boży w Polsce
  - Kościół Bożej Mocy w Gdańsku[175]
- Kościół Chrześcijan Baptystów w RP:
  - I Zbór (Aniołki)[176]
  - II Zbór (Strzyża)[176]
  - Zbór „EXE” (Strzyża)[176]
  - IV Zbór (Aniołki)[176]
- Kościół Chrześcijan Pełnej Ewangelii Obóz Boży:
  - Kościół Chrześcijan Pełnej Ewangelii „Potęga Nieba”[177]
- Kościół Chrześcijan Wiary Ewangelicznej:
  - zbór „Armia Dawida”[178]
  - zbór „Betezda”[178]
- Kościół Ewangelicko-Augsburski w RP:
  - Parafia w Gdańsku z siedzibą w Sopocie[179][180]
- Kościół Ewangelicko-Metodystyczny w RP:
  - Parafia Ewangelicko-Metodystyczna[181]
- Kościół Ewangelicko-Prezbiteriański w Polsce:
  - Parafia Ewangelicko-Prezbiteriańska Trójcy Świętej w Gdańsku[182]
- Kościół Ewangelicko-Reformowany w RP:
  - grupa diasporalna w Bytowie, Gdańsku i Sopocie[183]
- Kościół Ewangeliczny „Misja Łaski”:
  - Kościół Ewangeliczny „Misja Łaski” w Gdańsku[184]
- Kościół Wolnych Chrześcijan:
  - zbór w Gdańsku[185]
- Kościół Zielonoświątkowy w RP:
  - Centrum Chrześcijańskie „Nowe Życie”[186]
  - zbór „Radość Życia”[186]
  - zbór „Kościół Echo”[186]
- Revelation Church[187]
- Wspólnota „Spotkanie”[188]

Restoracjonizm
- Kościół Jezusa Chrystusa Świętych w Dniach Ostatnich:
  - Gmina Kościoła Jezusa Chrystusa Świętych w Dniach Ostatnich w Gdańsku[189]
- Świadkowie Jehowy: 22 zbory (Gdańsk–Angielski, Gdańsk–Brętowo, Gdańsk–Centrum, Gdańsk–Migowy, Gdańsk–Morena, Gdańsk–Oliwa, Gdańsk–Orunia–Wschód, Gdańsk–Orunia–Zachód, Gdańsk–Osowa–Południe, Gdańsk–Osowa–Północ, Gdańsk–Przymorze, Gdańsk–Rosyjski, Gdańsk–Siedlce, Gdańsk–Stadion, Gdańsk–Ujeścisko–Wschód, Gdańsk–Ujeścisko–Zachód, Gdańsk–Ukraiński–Południe, Gdańsk–Ukraiński–Północ, Gdańsk–Wrzeszcz, Gdańsk–Wschód, Gdańsk–Zaspa, Gdańsk–Żabianka), Sale Królestwa: ul. Barniewicka 54, ul. T. Bora-Komorowskiego 1a, ul. Kępna 9, ul. Nad Jarem 31D, ul. Schuberta 83, ul. Trakt Św. Wojciecha 71[190]
- Świecki Ruch Misyjny „Epifania”:
  - zbór w Gdańsku[191]

Islam
- Muzułmański Związek Religijny:
  - Muzułmańska Gmina Wyznaniowa w Gdańsku[192]

Judaizm
- Beit Trójmiasto[193]
- Filia Związku Gmin Wyznaniowych Żydowskich w Gdańsku[194]
- Niezależna Gmina Wyznania Mojżeszowego[195]

Karaimizm
- Karaimski Związek Religijny w RP:
  - dżymat w Gdańsku[196]

Buddyzm
- Buddyjski Związek Diamentowej Drogi Linii Karma Kagyu:
  - Buddyjski Ośrodek Medytacyjny w Gdańsku[197]
- Sangha „Dogen Zenji”:
  - Ośrodek Trójmiasto[198]
- Szkoła Zen Kwan Um w Polsce:
  - Gdański Ośrodek Zen[199]

Hinduizm
- Międzynarodowe Towarzystwo Świadomości Kryszny:
  - ośrodek lokalny w Gdańsku[200]
- Światowy Uniwersytet Duchowy Brahma Kumaris:
  - Ośrodek Brahma Kumaris w Gdańsku[201]

Inne
- Kościół Naturalny[202]

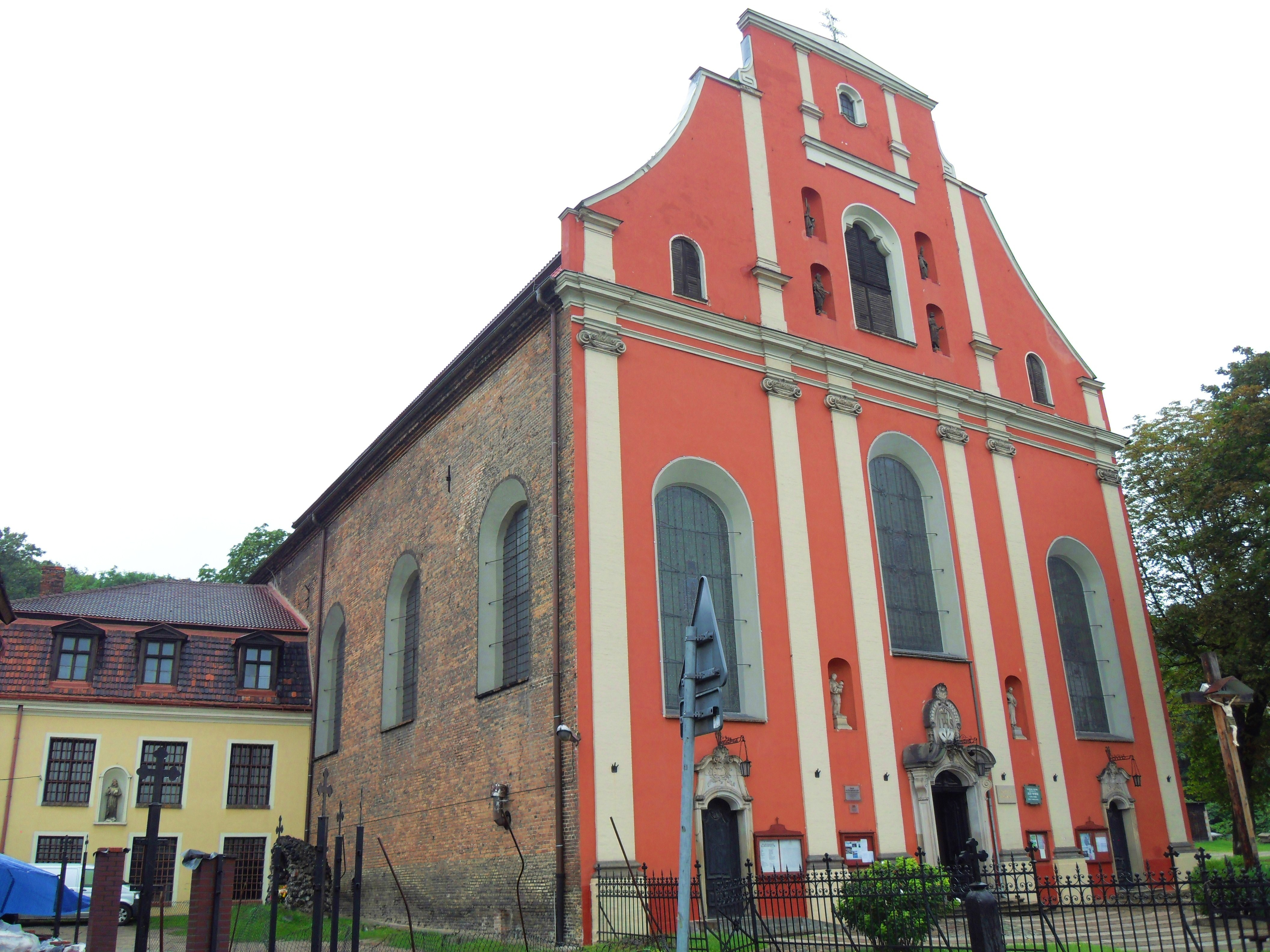
Pojezuicki kościół kolegialny św. Ignacego Loyoli
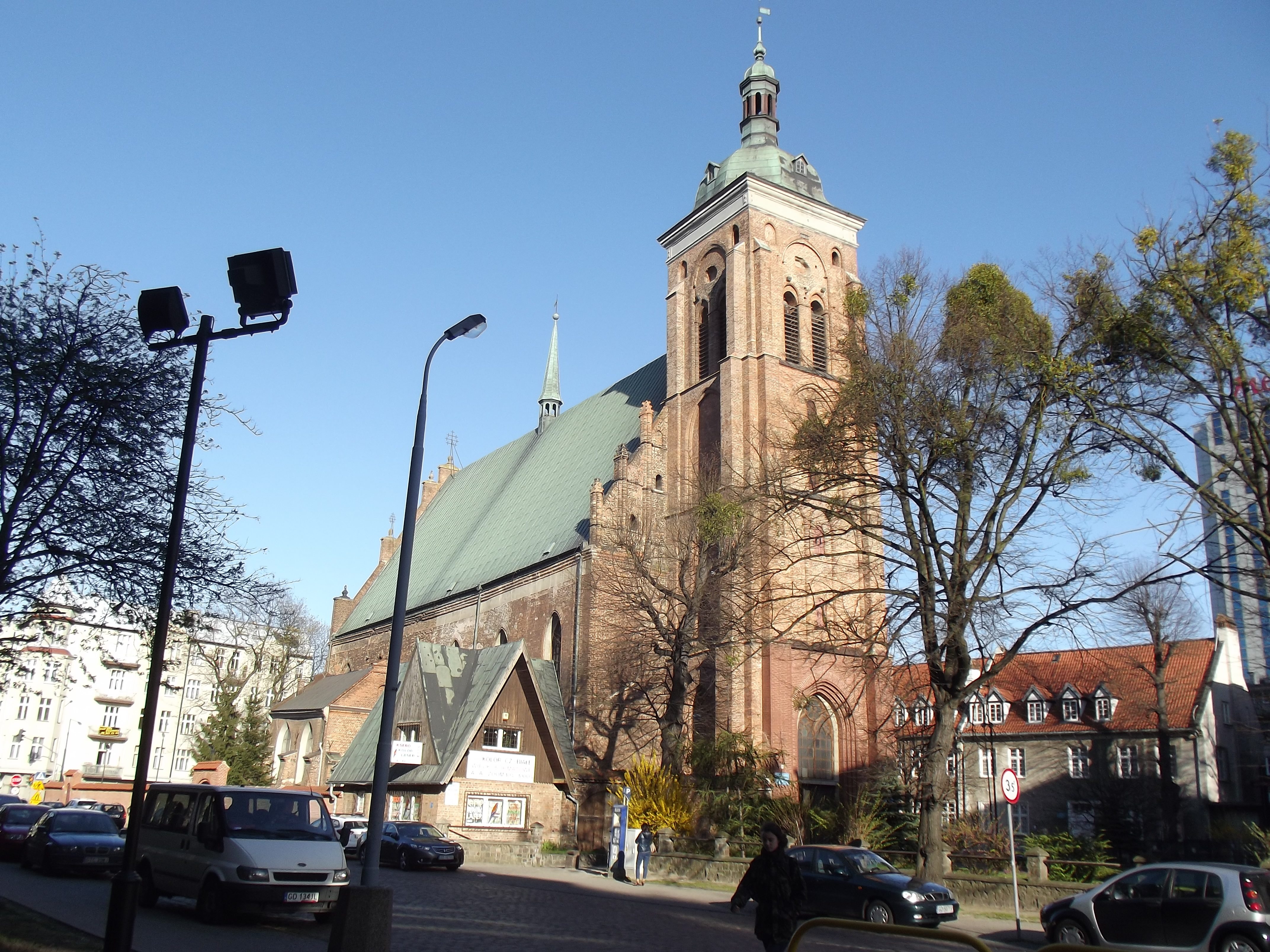
Konkatedra greckokatolicka św. Bartłomieja i Opieki Najświętszej Bogurodzicy
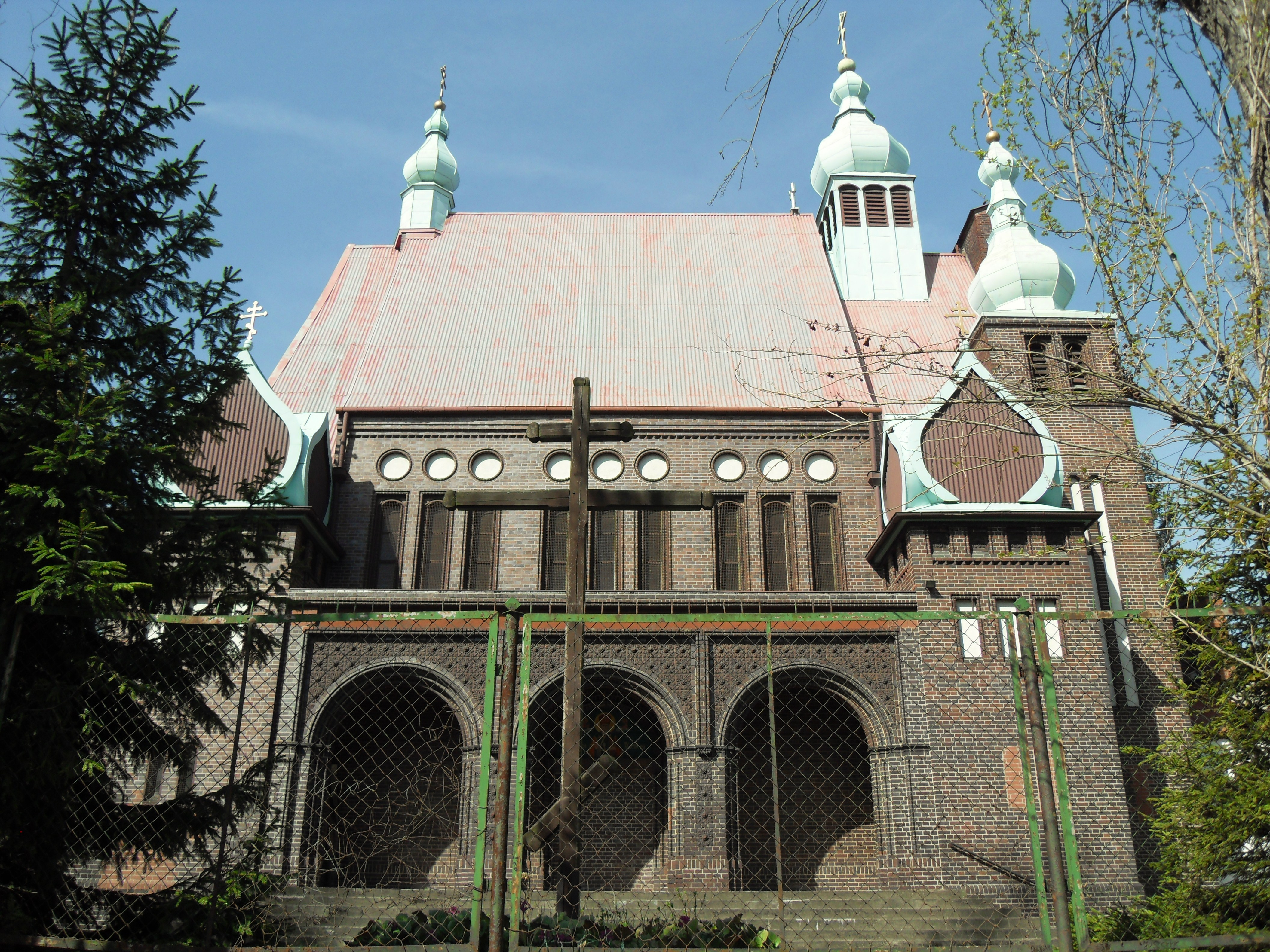
Prawosławna cerkiew konkatedralna św. Mikołaja
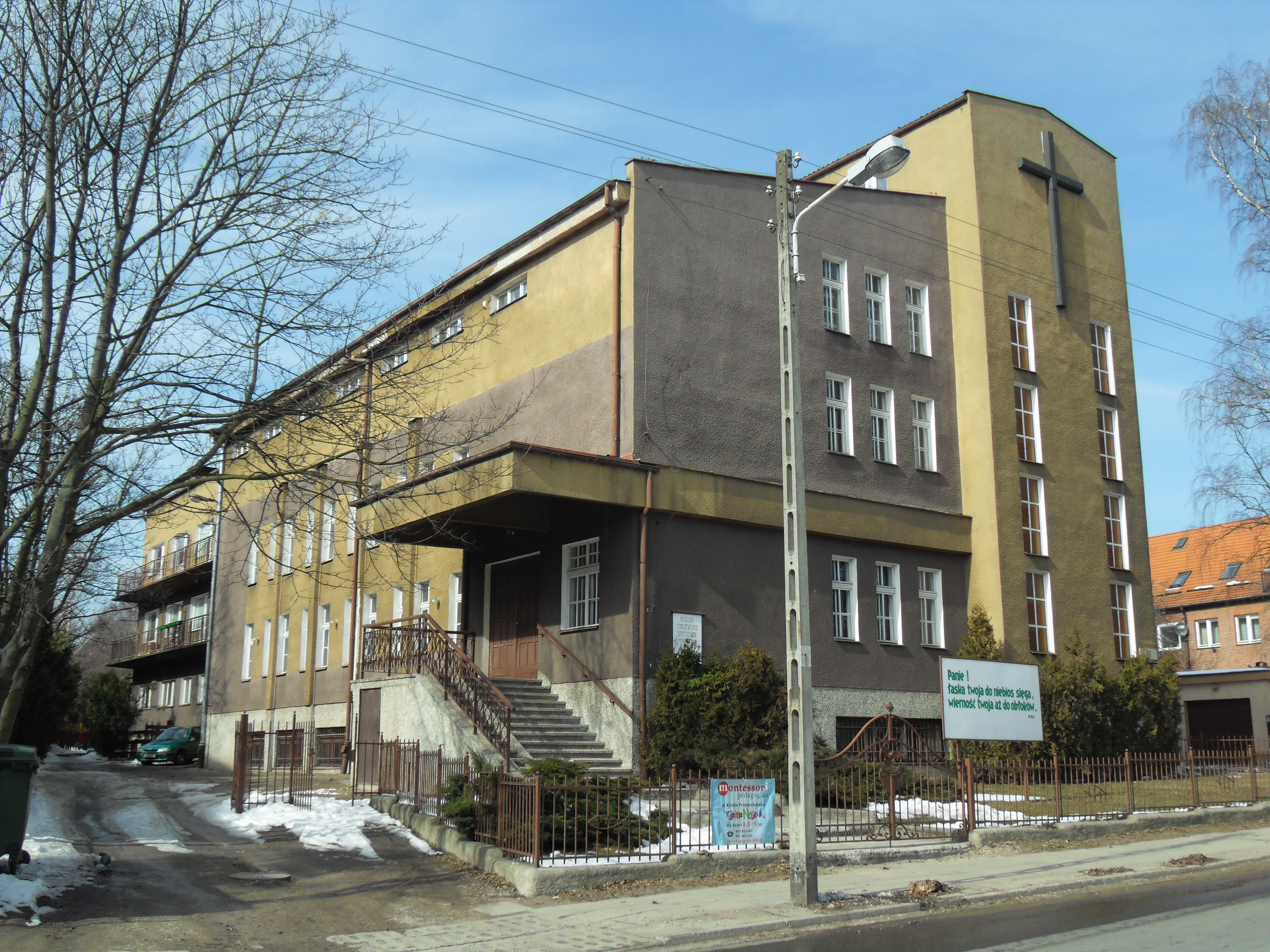
Pierwszy Zbór Kościoła Chrześcijan Baptystów
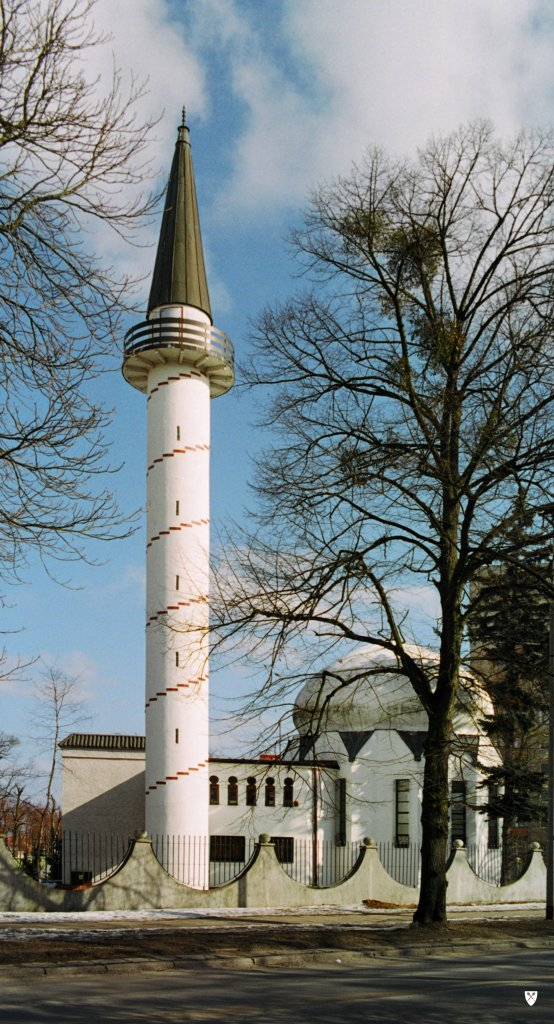
Meczet w Gdańsku
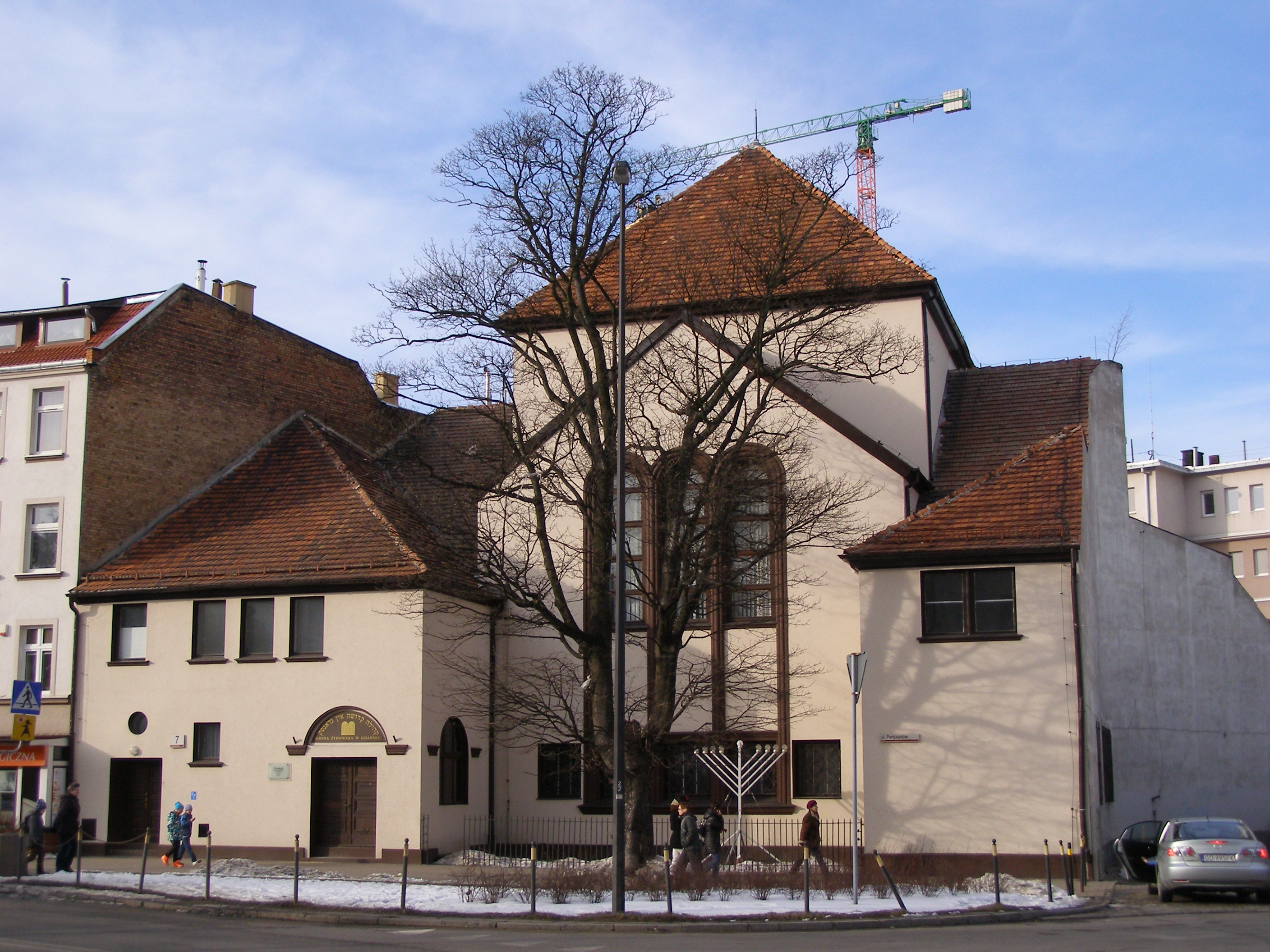
Nowa Synagoga w Gdańsku-Wrzeszczu

## Sport

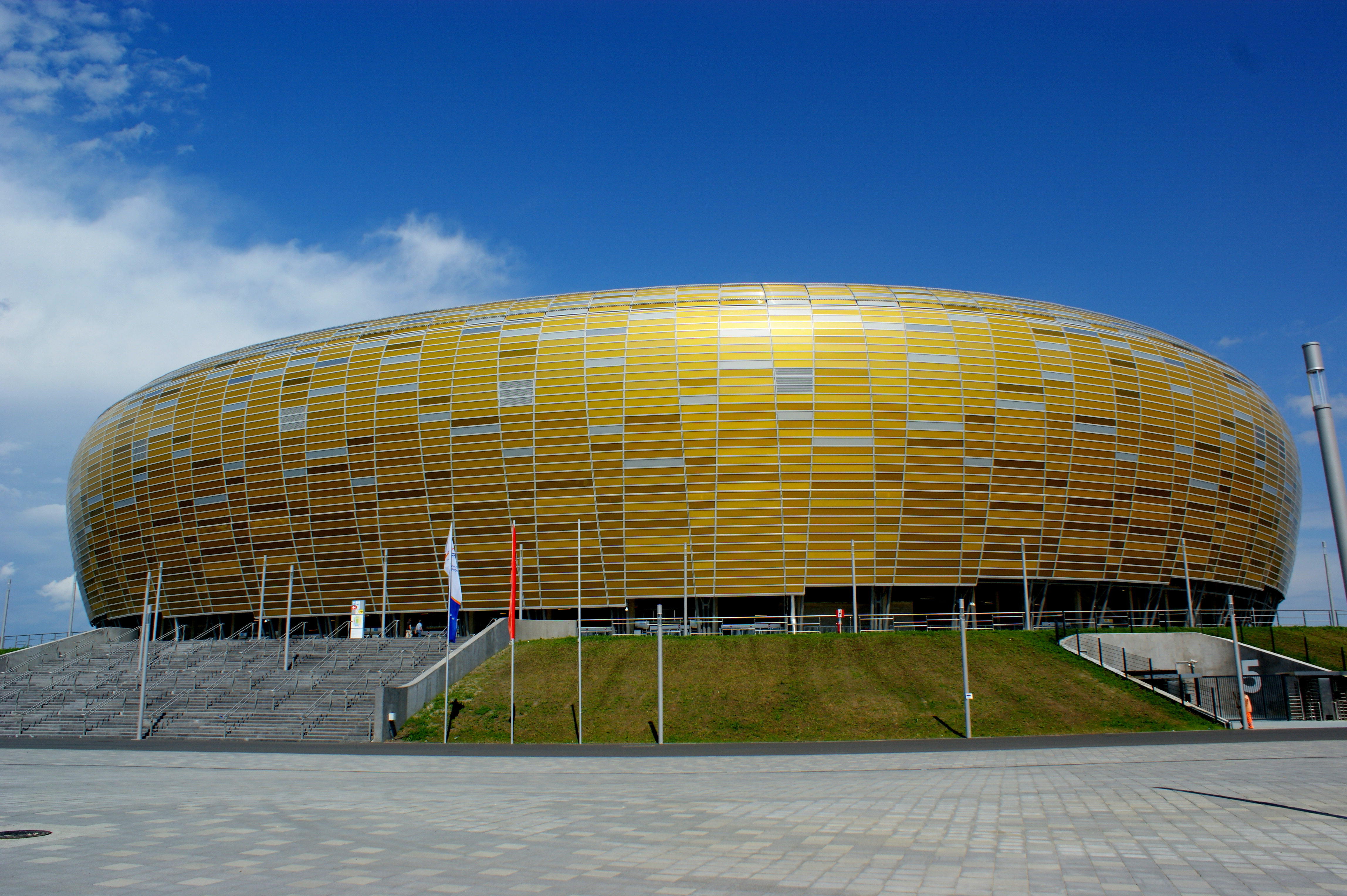
Stadion Gdańsk

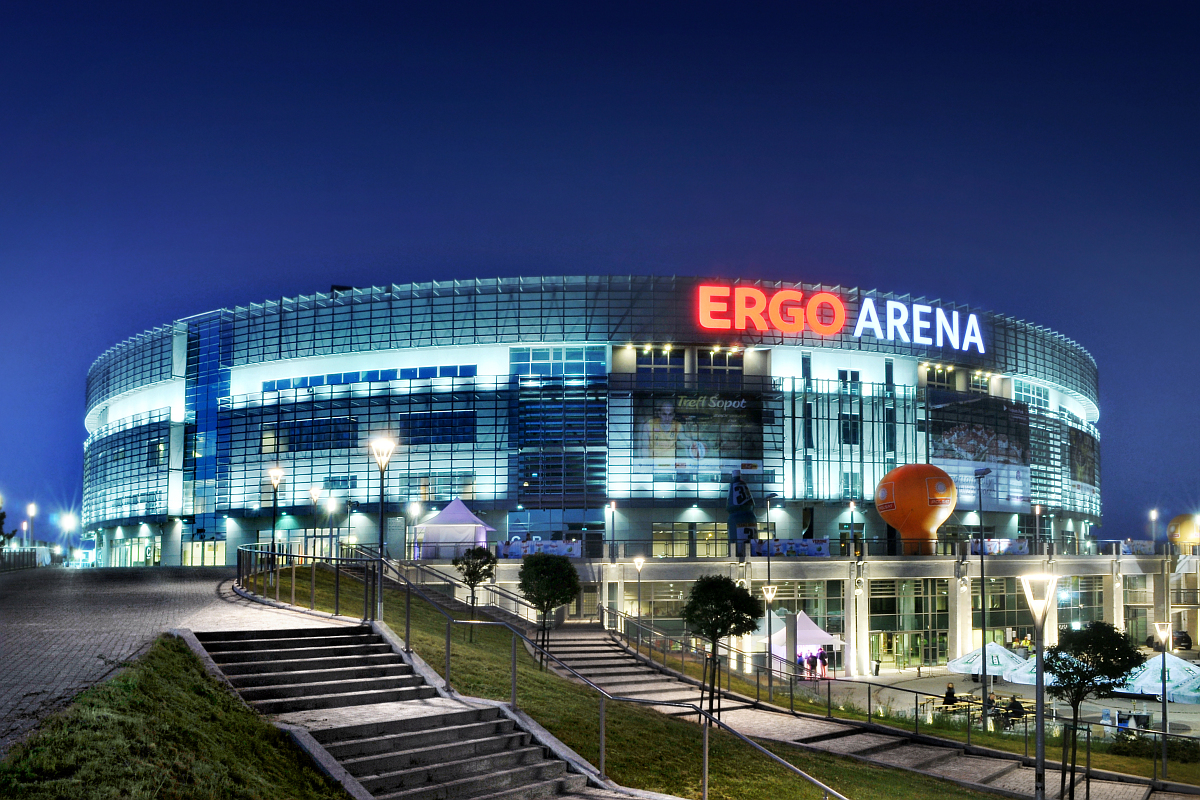
Hala Ergo Arena, znajdująca się na granicy Gdańska i Sopotu

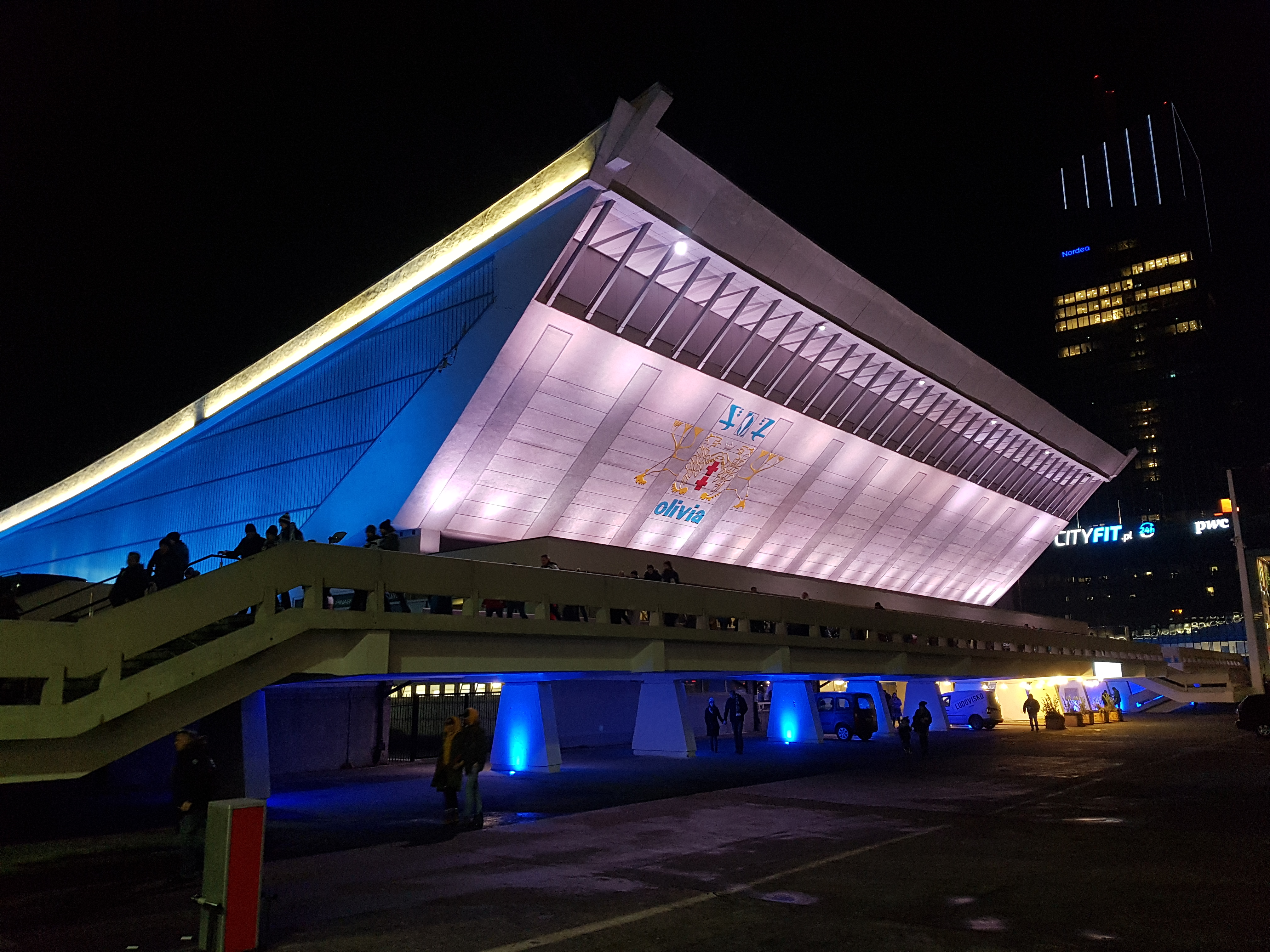
Hala Olivia

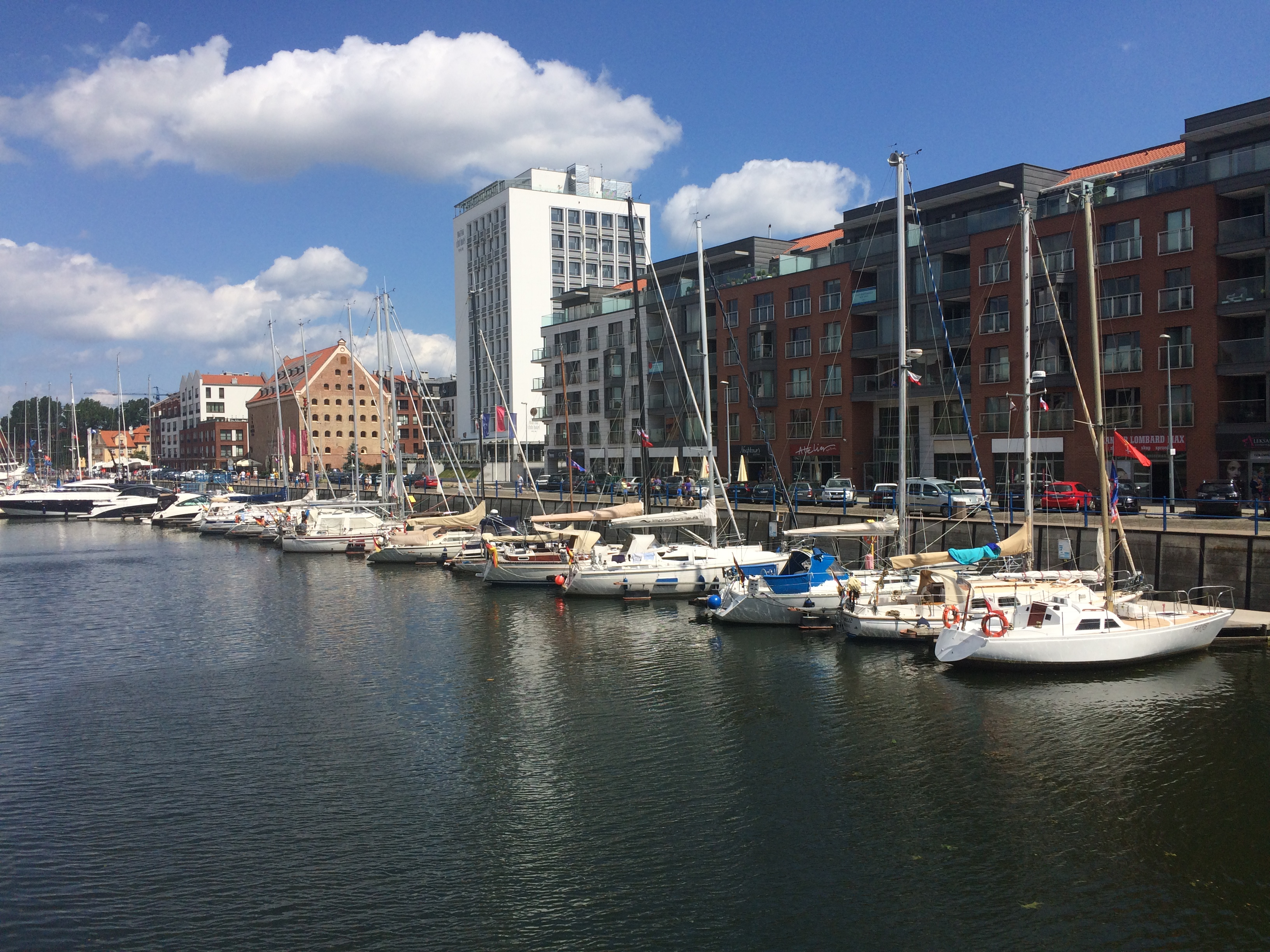
Przystań żaglowa na Nowej Motławie

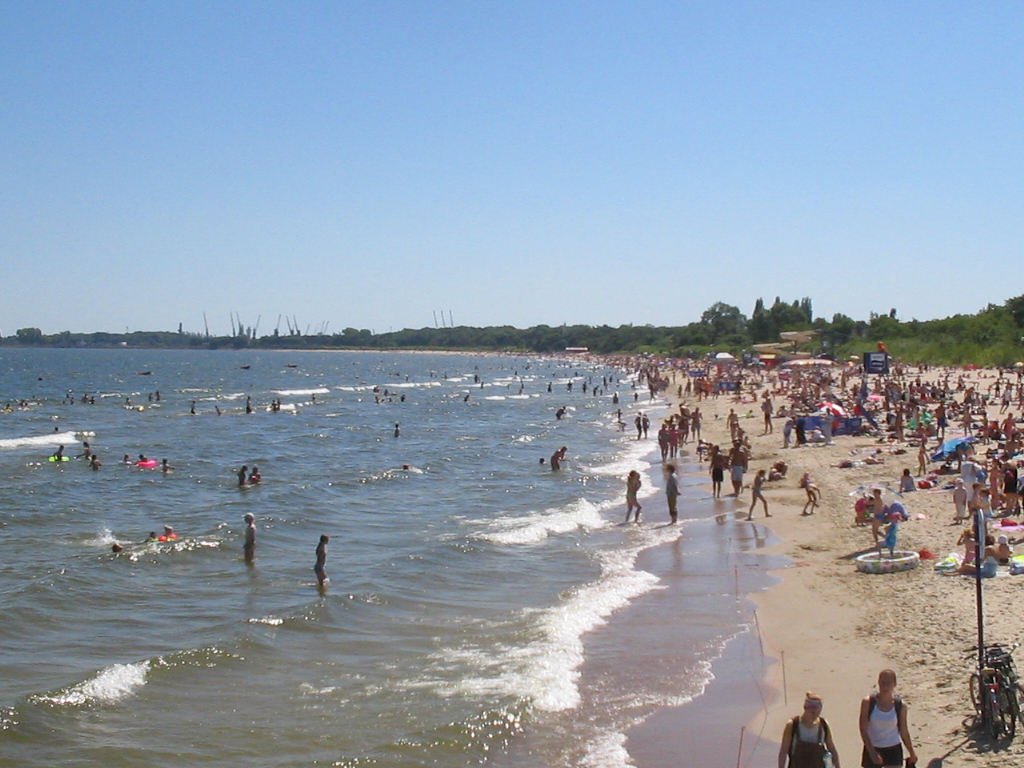
Kąpielisko morskie Gdańsk Brzeźno

Gdańsk był gospodarzem Mistrzostw Europy w Koszykówce Mężczyzn 2009, Mistrzostw Europy w Piłce Nożnej 2012, Mistrzostw Europy w Piłce Siatkowej Mężczyzn 2013, Mistrzostw Świata w Piłce Siatkowej Mężczyzn 2014, Mistrzostw Europy w Piłce Ręcznej Mężczyzn 2016.
Do gdańskich klubów sportowych zaliczają się:
- Lechia Gdańsk
  - Klub Sportowy Lechia Gdańsk (Ekstraklasa w sezonie 2024/25)
  - Rugby Club Lechia Gdańsk
- Gedania Gdańsk – założona w 1922 jako polski wielosekcyjny klub sportowy w Wolnym Mieście Gdańsku. Obecnie funkcjonują sekcje siatkówki, piłki nożnej i wioślarstwa.
  - sekcja siatkówki kobiet Gedania Gdańsk (Liga Siatkówki Kobiet w sezonie 2006/07) i Energa Gedania II Gdańsk
  - sekcja piłki nożnej (III liga w sezonie 2022/23)
  - Gdańskie Towarzystwo Wioślarskie Gedania
- Jaguar Gdańsk – klub sportowy założony w 2001 roku[203].
- Polonia Gdańsk – powołany 27 września 1945 – początkowo nosił nazwę „NIT”. Pierwsze mecze rozgrywano na wyspie Ostrów, a „dojazd” na żużlowe boisko odbywał się łodzią.
  - sekcja piłki nożnej mężczyzn (A klasa gr. Gdańsk II w sezonie 2019/20)
- Gdański Klub Żużlowy „Wybrzeże” – powstały w 2006. Kontynuuje tradycje Gdańskiego Klubu Sportowego „Wybrzeże” działającego w latach 1945–2005.
  - sekcja żużlowa (I liga od sezonu 2016)
- Gdański Auto Moto Klub – klub zajmujący się motocrossem, istniejący od 1946 roku; organizator zawodów rangi mistrzostw Polski, Europy i świata.
- GKS Stoczniowiec Gdańsk – wielosekcyjny klub sportowy.
  - Stoczniowiec Gdańsk – sekcja bokserska
  - Stoczniowiec Gdańsk – sekcja hokeja na lodzie, swoje mecze rozgrywa w Hali Olivia
  - łyżwiarstwo figurowe
- Gdański Klub Wioślarski DRAKKAR – klub powstały z przekształcenia sekcji wioślarskiej Stoczniowca Gdańsk.
- Trefl Gdańsk – męska drużyna siatkarska z Gdańska powstała w 2005 z inicjatywy właściciela firmy Trefl S.A. – Kazimierza Wierzbickiego.
  - sekcja siatkówki mężczyzn (Plusliga w sezonie 2019/20)
- GTS Gdańsk – klub siatkarski założony w 2005.
  - sekcja siatkówki mężczyzn (II liga w sezonie 2006/07)
- Białe Lwy Gdańsk – klub sportowy założony w 2016 roku. Sekcje: futbolu amerykańskiego, softballu i futbolu flagowego.
- TKKF Stoczniowiec Gdańsk – sekcje bokserska, kick-bokserska, boksu tajskiego, tenisa stołowego, tenisa ziemnego.
- TKKF Rozstaje Gdańsk – sekcje LA joggingu, piłka nożna, sporty i zajęcia III wieku, kursy instruktorskie itd.
- UKS Jasieniak – uczniowski klub sportowy o profilu siatkarskim.
- Żabi Kruk
  - klub kajakowy o profilu turystycznym
- SMS Gdańsk – zespół piłki ręcznej mężczyzn (I liga w sezonie 2006/07).
- Spójnia Gdańsk
- AZS-AWFiS Gdańsk
  - sekcja piłki ręcznej kobiet AZS-AWFiS Gdańsk (Ekstraklasa w sezonie 2006/07)
  - sekcja piłki ręcznej mężczyzn AZS-AWFiS Gdańsk (I liga w sezonie 2006/07)
  - sekcja szermierki SIETOM AZS-AWFiS Gdańsk
  - ponadto sekcje: gimnastyki, judo, lekkiej atletyki, pływania, rugby, tenisa stołowego, wioślarstwa, żeglarstwa
- Champion Gdańsk
  - sekcja kick-boxingu
  - sekcja muay thai
- GKS Morena – piłkarski klub sportowy występujący w B-klasie.
- UKS Suchanik – uczniowski klub sportowy o profilu siatkarskim.
- Gdański Klub Żeglarski
- Gdańskie Boule – klub pétanque, jeden z trzech klubów bularskich z województwa pomorskiego zrzeszonych w Polskiej Federacji Pétanque.
- Pomorski Klub Hokejowy 2014 – klub hokejowy występujący w najwyższej klasie rozgrywkowej.

### Cykliczne imprezy sportowe wysokiej rangi
Do cyklicznych imprez międzynarodowych wysokiej rangi sportowej (co najmniej Puchar Świata lub równoważne) należą:
- Dwór Artusa – zawody szermiercze we florecie kobiet, zależnie od roku Puchar Świata lub Grand Prix (rozgrywane corocznie w pierwszym kwartale roku);
- Junior Grand Prix Baltic Cup – zawody w łyżwiarstwie figurowym, Puchar Świata Juniorów (rozgrywane co dwa lata, w trzecim kwartale roku).

## Rekreacja
W Gdańsku zorganizowano 6 letnich kąpielisk morskich:
- Gdańsk Orle – obejmujące 100 m linii brzegowej,
- Gdańsk Sobieszewo – obejmujące 200 m linii brzegowej,
- Gdańsk Stogi – obejmujące 400 m linii brzegowej,
- Dom Zdrojowy Gdańsk Brzeźno – obejmujące 100 m linii brzegowej,
- Molo Gdańsk Brzeźno – obejmujące 500 m linii brzegowej,
- Gdańsk Jelitkowo – obejmujące 200 m linii brzegowej.

Gdańsk oferuje też bogatą ilość atrakcji i ofert rekreacji dla dzieci. Wśród nich warto wymienić:
- Ośrodek Kultury Morskiej
- Hevelianum
- Europejskie Centrum Solidarności wraz z Wydziałem Zabaw
- Fun Arena na Stadionie Gdańsk
- Ogród Zoologiczny
- Spichlerz Błękitny Baranek
- Kraina Zabawy i Skate Plaza
- Loopy’s World
- Całoroczny stok narciarski Skimondo
- Sezonowe lodowiska, m.in. Olivia oraz lodowisko na Placu Zebrań Ludowych

### Osiągnięcia
W 2023 roku Gdańsk zajął 10. miejsce ex aequo z Bielskiem-Białą w sportowym rankingu miast Polski.

## Polityka i administracja

### Samorząd

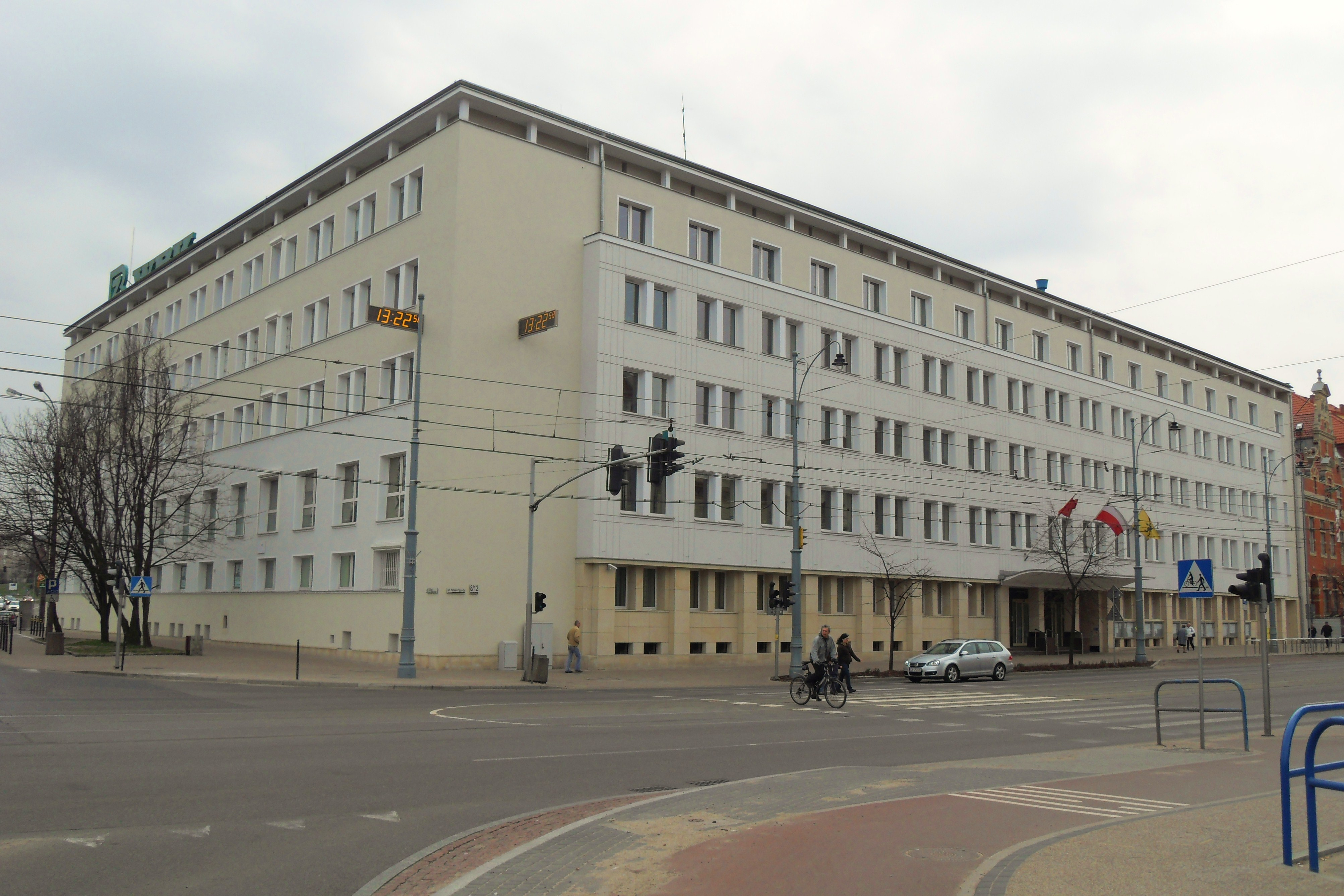
Urząd Miejski w Gdańsku – siedziba Prezydenta miasta Gdańska

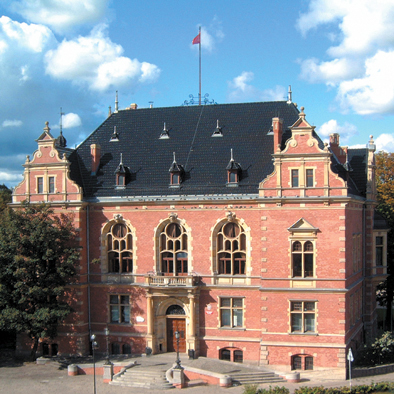
Nowy Ratusz – siedziba i miejsce posiedzeń rady miasta Gdańsk od 1999

Gdańsk jest miastem na prawach powiatu. Organem uchwałodawczym samorządu jest Rada Miasta Gdańska, składająca się z 34 radnych.
Organem wykonawczym samorządu jest Prezydent Miasta Gdańska.

### Urząd miejski

#### Prezydent miasta
- Aleksandra Dulkiewicz od 11 marca 2019[208][209]

#### Zastępcy prezydenta miasta
- Piotr Grzelak od grudnia 2014[210][211]
- Piotr Borawski od grudnia 2018[212]
- Monika Chabior od grudnia 2020[213]
- Emilia Lodzińska od lipca 2024[214][215][216]

#### Dyrektor Zarządzający ds. Zielonego Gdańska
- Piotr Kryszewski od lipca 2024[217]

#### Sekretarz miasta
- Danuta Janczarek w latach 1991–1994 i od 1998[218][219]

#### Skarbnik miasta
- Izabela Kuś od 1 lutego 2020[220][221]

### Rada miasta

#### kadencja 2024–2029
- Przewodnicząca rady miasta 
  - Agnieszka Owczarczak
- Wiceprzewodniczący rady miasta  
  - Piotr Dzik
  - Karol Rabenda
  - Mateusz Skarbek[222]

### Podział administracyjny
Gdańsk, decyzją Rady Miasta, podzielony jest na 35 jednostek pomocniczych, zwanych dzielnicami. Mieszkańcy dzielnic mają prawo tworzyć samorząd lokalny – rady dzielnic.
W Gdańsku w kadencji 2019–2024 każda z 35 dzielnic posiadała swoją radę. 13 października 2024 odbyły się wybory do 33 Rad Dzielnic. Nie zostały one przeprowadzone w dzielnicach Przymorze Wielkie oraz Stogi. Wybory do Rad tych dzielnic odbyły się 9 lutego 2025.

### Polityka
Mieszkańcy Gdańska wybierają posłów na Sejm z okręgu wyborczego nr 25. Mieszkańcy Gdańska wspólnie z mieszkańcami Sopotu wybierają 1 senatora (okręg wyborczy nr 65). Posłów do Parlamentu Europejskiego wybierają z okręgu wyborczego nr 1.
Mieszkańcy Gdańska wybierają 7 z 33 radnych do Sejmiku Województwa Pomorskiego (okręg wyborczy nr 3).

### Konsulaty

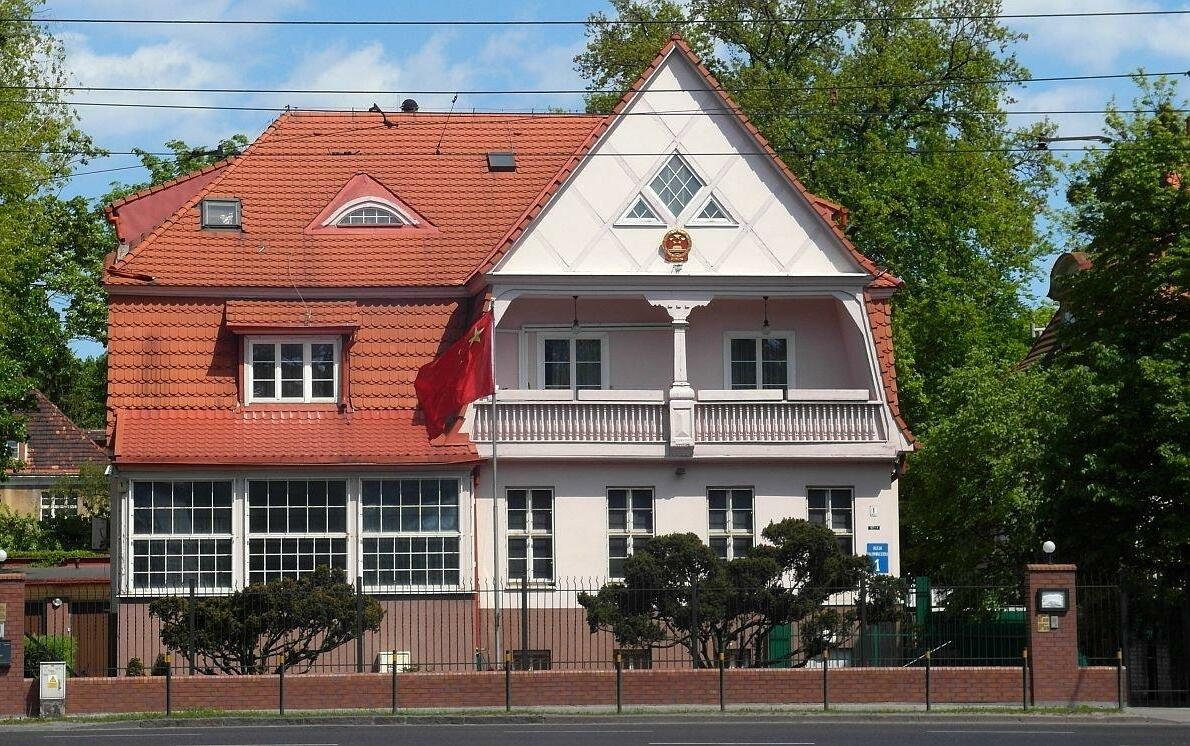
Konsulat Generalny Chińskiej Republiki Ludowej (al. Grunwaldzka 1)

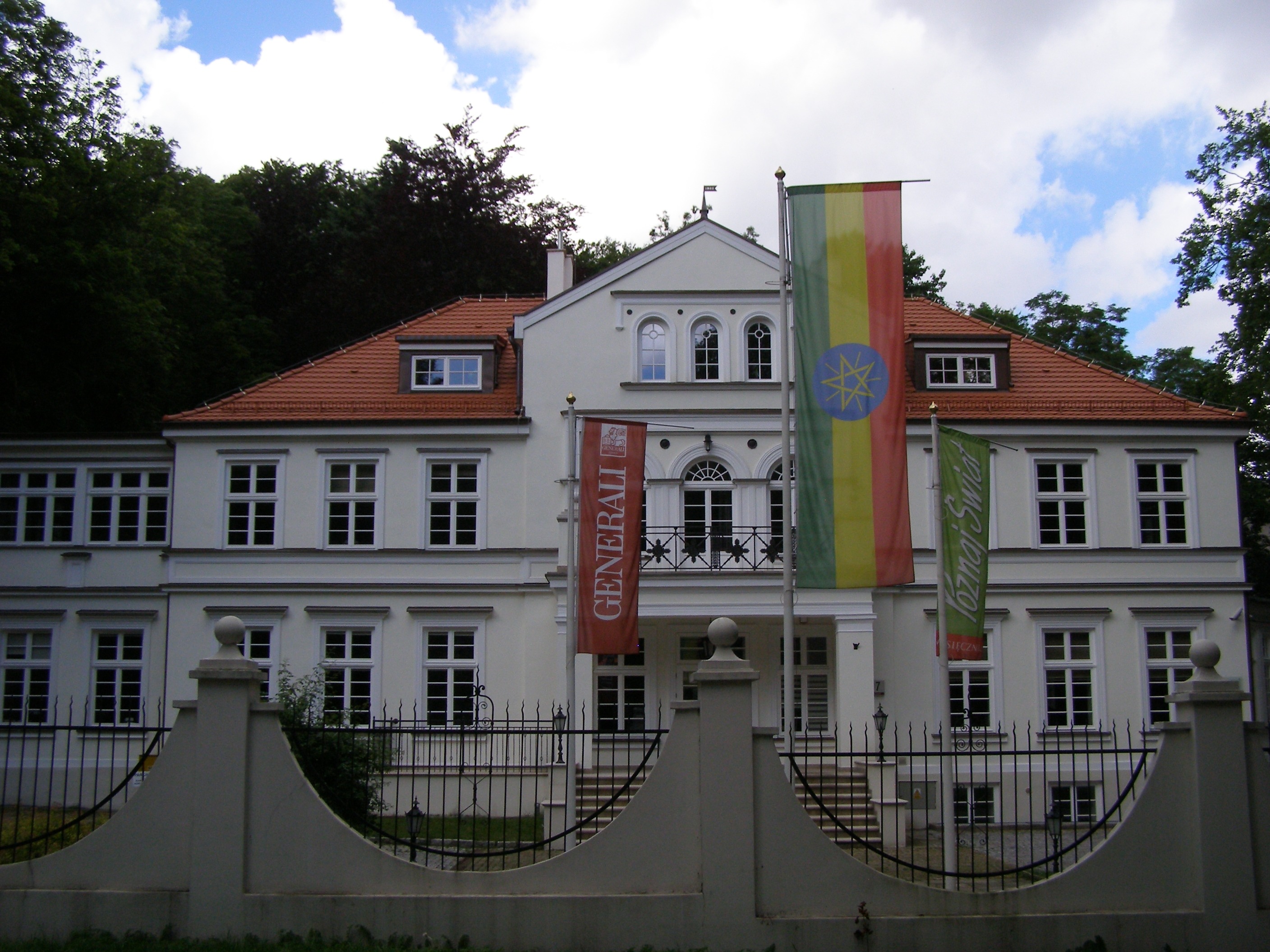
Konsulat Honorowy Federalnej Demokratycznej Republiki Etiopii (ul. Jaśkowa Dolina 17)

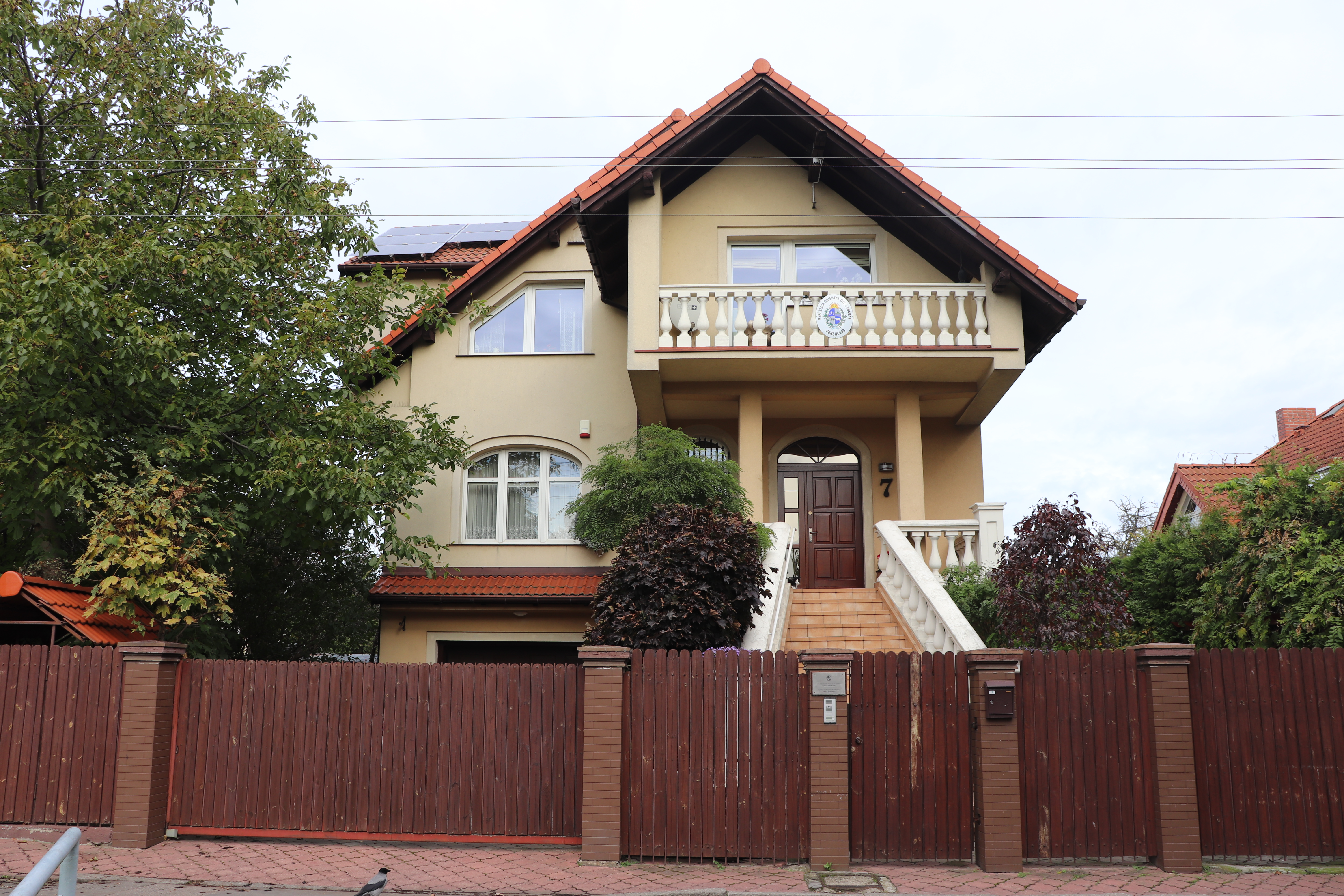
Konsulat Honorowy Wschodniej Republiki Urugwaju (ul. Kubacza 7)

W Gdańsku funkcjonują konsulaty następujących państw:
- Konsulat Generalny Chińskiej Republiki Ludowej w Gdańsku (al. Grunwaldzka 1)[235]
- Konsulat Generalny Republiki Federalnej Niemiec w Gdańsku (al. Zwycięstwa 23)[236]
- Konsulat Generalny Federacji Rosyjskiej w Gdańsku (ul. Batorego 15)[237]
- Konsulat Generalny Węgier w Gdańsku (ul. Doki 1)[238]
- Konsulat Generalny Ukrainy w Gdańsku (ul. Chrzanowskiego 60A)[239]

- Konsulat Honorowy Austrii w Gdańsku (ul. Stągiewna 5/2)[240][241]
- Konsulat Honorowy Ludowej Republiki Bangladeszu w Gdańsku (ul. Grunwaldzka 186)
- Konsulat Honorowy Republiki Bułgarii w Gdańsku (ul. Ołowiana 3A)
- Konsulat Honorowy Republiki Chile w Gdańsku (ul. Obrońców Westerplatte 14, 81-519 Gdynia)[242]
- Konsulat Honorowy Republiki Estonii w Gdańsku (ul. Strzelecka 7)[243]
- Konsulat Honorowy Federalnej Demokratycznej Republiki Etiopii w Gdańsku (ul. Jaśkowa Dolina 17)[244]
- Konsulat Honorowy Republiki Francuskiej w Gdańsku (ul. Wrocławska 82, 81-530 Gdynia)[245]
- Konsulat Honorowy Królestwa Hiszpanii w Gdańsku (ul. Podleśna 27)
- Konsulat Honorowy Indonezji w Gdańsku (ul. Doki 1)[246]
- Konsulat Honorowy Republiki Islandii w Gdańsku (ul. Słowackiego 30, 81-872 Sopot)
- Konsulat Honorowy Republiki Kazachstanu w Gdańsku (ul. Targ Rybny 11)
- Konsulat Honorowy Republiki Litewskiej w Gdańsku (ul. Heweliusza 11)
- Konsulat Honorowy Republiki Łotewskiej w Gdańsku (ul. 3 Maja 19)[247]
- Konsulat Honorowy Meksyku w Gdańsku (ul. Grunwaldzka 472d Olivia Six)
- Konsulat Honorowy Republiki Mołdawii (ul. Piwna 36-39)[248]
- Konsulat Honorowy Królestwa Niderlandów w Gdańsku (ul. Wały Piastowskie 1)[249]
- Konsulat Honorowy Republiki Peru w Gdańsku (ul. Długi Targ 11/12)[250]
- Konsulat Honorowy RPA w Gdańsku (ul. Świętokrzyska 73)[251]
- Konsulat Honorowy Republiki Seszeli w Gdańsku (ul. Na Wzgórzu 36)
- Konsulat Honorowy Sri Lanki w Gdańsku (ul. Chmielna 26)[252]
- Konsulat Honorowy Królestwa Szwecji w Gdańsku (ul. Bielańska 5)
- Konsulat Generalny Turcji w Gdańsku (ul. Podwale Staromiejskie 104/1)[253]
- Konsulat Honorowy Wielkiej Brytanii w Gdańsku (ul. Opacka 16)[254]
- Konsulat Honorowy Wschodniej Republiki Urugwaju w Gdańsku (ul. Kubacza 7)

## Współpraca międzynarodowa
Miasta partnerskie:
- Astana – Kazachstan (od 1996)
- Brema – Niemcy (od 1976)
- Bytów – Polska (od 2007)[256]
- Cleveland – USA (od 1990)
- Kalmar – Szwecja (od 1991)
- Marsylia – Francja (od 1992)
- Nicea – Francja (od 1999)
- Odessa – Ukraina (od 1996)
- Rotterdam – Holandia (od 1998)
- Sefton – Wielka Brytania (od 1993)
- Wilno – Litwa (od 1998)
- Turku – Finlandia (od 1987)

Miasta współpracujące z Gdańskiem:
- Barcelona – Hiszpania (od 1990)
- Gandawa – Belgia (od 2009)
- Helsingør – Dania (od 1992)
- Newcastle upon Tyne i Gateshead – Wielka Brytania (od 2001)
- Nowopołock i Połock – Białoruś (od 2009)
- Omsk – Rosja (od 2008)
- Palermo – Włochy (od 2005)
- Rouen – Francja (od 1992)
- Szanghaj – Chiny (od 2004)
- Rijeka – Chorwacja (od 2015)

Gdańsk jest członkiem założycielem Związku Miast Bałtyckich, a także siedzibą Sekretariatu tej organizacji od początku jej istnienia, czyli od 1991.
Po rosyjskiej agresji na Ukrainę w 2022 roku miasto zerwało współpracę z rosyjskimi Petersburgiem i Królewcem.

## Honorowi obywatele miasta
Tytuł Honorowego Obywatela Gdańska nadają władze miasta (najczęściej Rada Miasta) osobom, które szczególnie dla niego się zasłużyły, niezależnie od miejsca ich zamieszkania.